# Hội nghị hòa bình Paris 1919

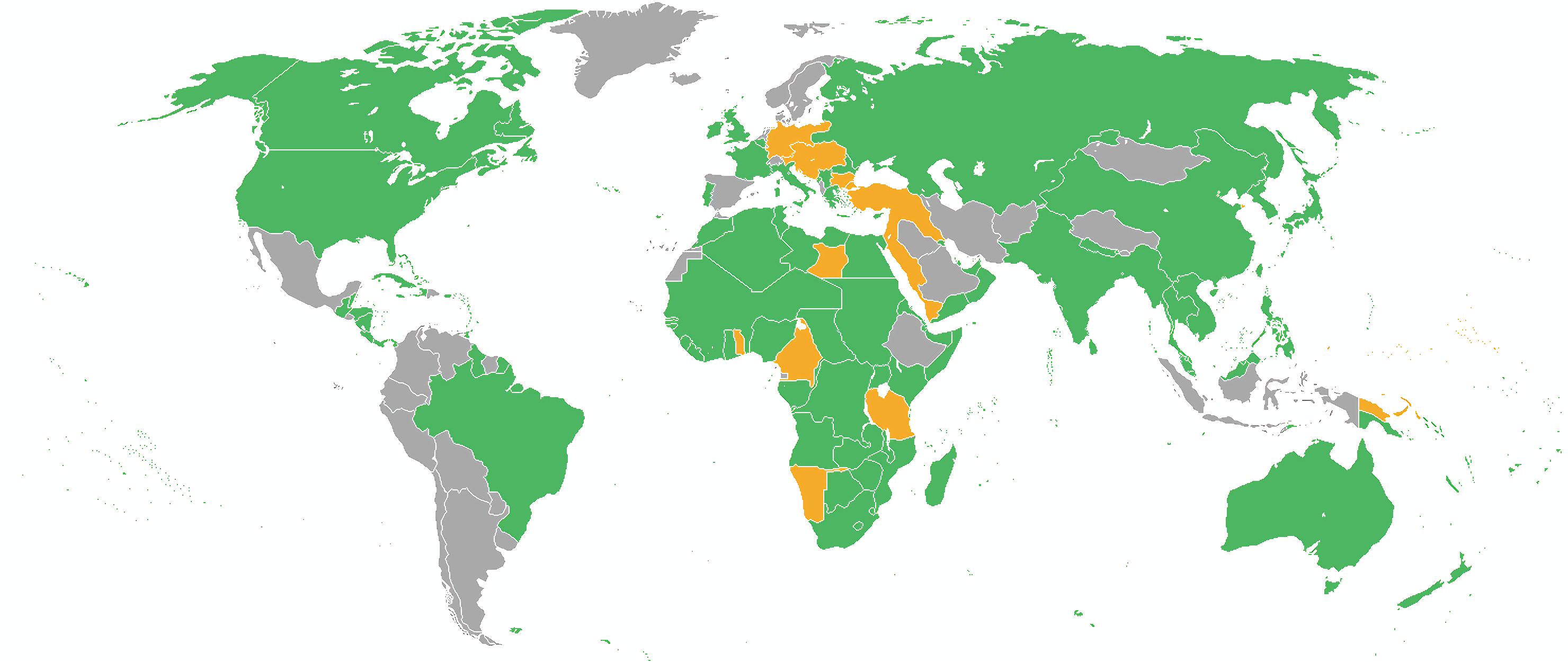
Bản đồ thế giới các nước tham gia chiến tranh thế giới thứ nhất. Khối Hiệp ước màu xanh, Liên minh Trung tâm màu cam, và các nước trung lập màu xám.

Hội nghị Hòa bình Paris, diễn ra từ năm 1919 đến năm 1920, là một sự kiện quan trọng, định hình lại trật tự châu Âu và thế giới sau Chiến tranh Thế giới thứ nhất. Hội nghị đã dẫn đến việc ký kết nhiều hiệp ước hòa bình, quy định các điều khoản hòa bình cho các nước bại trận.
Một trong những kết quả quan trọng nhất hội nghị là Hòa ước Versailles với Đức, áp đặt lên quốc gia này những khoản bồi thường nặng nề và hạn chế quân sự, điều này đã ảnh hưởng đáng kể đến quan hệ quốc tế sau đó. Các hiệp ước với Áo, Hungary, Bulgaria và Đế quốc Ottoman cũng đã thay đổi bản đồ chính trị châu Âu, bao gồm sự tan rã Đế quốc Áo-Hung và Đế quốc Ottoman.
Những kết quả chính hội nghị bao gồm:
- Thành lập Hội Quốc Liên: Tiền thân Liên Hiệp Quốc, với mục đích ngăn chặn các cuộc xung đột trong tương lai.
- Vẽ lại biên giới quốc gia để phản ánh gần gũi hơn với các dân tộc, với một số cuộc trưng cầu dân ý được tổ chức để xác định ranh giới lãnh thổ mới.
- Phân chia các lãnh thổ ủy trị: Các thuộc địa hải ngoại thuộc Đức và Đế quốc Ottoman đã được trao cho Anh và Pháp dưới hệ thống ủy trị Hội Quốc Liên.
- Áp đặt bồi thường lên Đức, một gánh nặng tài chính ảnh hưởng nặng nề đến nền kinh tế Đức và góp phần gây ra sự bất mãn trong tương lai.

Kế hoạch Mười bốn điểm của Tổng thống Hoa Kỳ Woodrow Wilson đã làm cơ sở cho các cuộc đàm phán, đặc biệt là về quyền tự quyết và việc tìm kiếm một nền hòa bình bình đẳng, mặc dù nhiều lý tưởng này không được thực hiện đầy đủ. Hội nghị kết thúc với năm hiệp ước hòa bình, đáng chú ý nhất là Hòa ước Versailles, trong đó Đức phải chịu hoàn toàn trách nhiệm về chiến tranh thông qua Điều 231, điều khoản "tội lỗi chiến tranh". Điều khoản này, cùng với các khoản bồi thường khắc nghiệt, đã góp phần tạo nên sự bất mãn sâu rộng ở Đức và đặt nền tảng cho các xung đột trong tương lai.
"Tứ Cường"—Wilson, Clemenceau, Lloyd George và Orlando—đóng vai trò chính trong việc ra quyết định, bất chấp sự hiện diện các quốc gia tham dự khác, cho thấy sự thống trị do các cường quốc trong việc định hình trật tự thế giới sau chiến tranh. Mặc dù quá trình chính thức kết thúc vào năm 1919, Hiệp ước Lausanne năm 1923 đánh dấu sự kết thúc quá trình hòa bình rộng lớn hơn.
Hội nghị này đánh dấu một bước ngoặt trong địa chính trị thế kỷ 20, định hình bối cảnh chính trị châu Âu và thế giới trong nhiều thập kỷ tiếp theo.

## Tổng quan và kết quả trực tiếp
Hội nghị Hòa bình Paris chính thức khai mạc vào ngày 18 tháng 1 năm 1919 tại Quai d'Orsay ở Paris. Ngày này mang tính biểu tượng vì nó là kỷ niệm ngày Wilhelm I được tuyên bố là Hoàng đế Đức vào năm 1871, tại Phòng Gương trong Cung điện Versailles, ngay trước khi kết thúc cuộc bao vây Paris — một ngày có ý nghĩa quan trọng đối với Đức, là kỷ niệm ngày thành lập Vương quốc Phổ vào năm 1701. Các đại biểu từ 27 quốc gia (mặc dù các đại diện 5 dân tộc bị phần lớn bỏ qua) được phân công vào 52 ủy ban, tổ chức 1.646 phiên họp để chuẩn bị các báo cáo với sự giúp đỡ từ nhiều chuyên gia về các chủ đề từ tù binh chiến tranh, cáp ngầm dưới biển, hàng không quốc tế cho đến trách nhiệm về chiến tranh. Các khuyến nghị chính đã được đưa vào Hiệp ước Versailles với Đức, gồm 15 chương và 440 điều khoản, cũng như các hiệp ước dành cho các quốc gia thất bại khác.
Năm cường quốc chính là Pháp, Anh, Ý, Hoa Kỳ và Nhật Bản đã kiểm soát hội nghị. Trong số "Năm cường quốc lớn", Nhật Bản chỉ cử một cựu thủ tướng và đóng vai trò nhỏ; và "Tứ Cường" gồm các nhà lãnh đạo Pháp, Anh, Ý và Mỹ đã thống trị hội nghị. Họ đã tổ chức 145 cuộc họp không chính thức và đưa ra tất cả các quyết định lớn, sau đó được các đại biểu khác phê chuẩn. Các cuộc họp mở tất cả các phái đoàn đã phê chuẩn các quyết định do Tứ cường đưa ra. Hội nghị kết thúc vào ngày 21 tháng 1 năm 1920, với Đại hội đồng đầu tiên Hội Quốc Liên.
Năm hiệp ước hòa bình lớn được chuẩn bị tại Hội nghị Hòa bình Paris, với tên nước bị ảnh hưởng trong ngoặc đơn:
- Hòa ước Versailles, ngày 28 tháng 6 năm 1919 (Đức)
- Hiệp ước Saint-Germain, ngày 10 tháng 9 năm 1919 (Áo)
- Hòa ước Neuilly, ngày 27 tháng 11 năm 1919 (Bulgaria)
- Hòa ước Trianon, ngày 4 tháng 6 năm 1920 (Hungary)
- Hòa ước Sèvres, ngày 10 tháng 8 năm 1920; sau đó được sửa đổi bởi Hiệp ước Lausanne, ngày 24 tháng 7 năm 1923 (Đế quốc Ottoman/Cộng hòa Thổ Nhĩ Kỳ).
Các quyết định lớn bao gồm việc thành lập Hội Quốc Liên, năm hiệp ước hòa bình với các kẻ thù bị đánh bại, việc trao các thuộc địa hải ngoại của Đức và Ottoman cho Anh và Pháp theo hệ thống ủy trị Hội Quốc Liên, áp đặt bồi thường chiến tranh lên Đức, và vẽ lại ranh giới quốc gia để phản ánh tốt hơn chủ nghĩa dân tộc, đôi khi thông qua các cuộc trưng cầu dân ý. Kết quả chính là Hiệp ước Versailles với Đức, trong đó Điều 231 đổ lỗi cho "sự xâm lược của Đức và các đồng minh" gây ra chiến tranh. Điều này đã làm Đức bị sỉ nhục và đặt gánh nặng bồi thường nặng nề lên vai Đức, mặc dù Đức chỉ trả một phần nhỏ trước khi các khoản bồi thường kết thúc vào năm 1931. Theo nhà sử học Anh A.J.P. Taylor, hiệp ước này khiến người Đức cảm thấy "xấu xa, không công bằng" và giống như một "hiệp ước nô lệ", điều mà họ sẽ từ chối vào một thời điểm nào đó nếu nó "không tự sụp đổ vì sự vô lý của chính nó".
Vì các quyết định hội nghị được thực hiện đơn phương và chủ yếu theo ý chí Tứ cường, Paris trong thời gian này được coi là trung tâm một chính phủ thế giới, quyết định và thực hiện những thay đổi sâu rộng đối với địa chính trị châu Âu. Nổi tiếng nhất là Hiệp ước Versailles đã làm suy yếu quân đội Đức và đặt toàn bộ trách nhiệm về chiến tranh và khoản bồi thường lớn lên vai Đức. Nỗi nhục nhã và bất mãn sau đó ở Đức thường được các nhà sử học coi là một trong những nguyên nhân trực tiếp dẫn đến thành công Đảng Quốc xã và gián tiếp gây ra Chiến tranh Thế giới thứ hai.
Hội Quốc Liên gây tranh cãi ở Hoa Kỳ vì các nhà phê bình cho rằng nó làm suy giảm quyền lực Quốc hội Mỹ trong việc tuyên bố chiến tranh. Thượng viện Hoa Kỳ không phê chuẩn bất kỳ hiệp ước hòa bình nào, do đó Hoa Kỳ chưa bao giờ gia nhập Hội Quốc Liên. Thay vào đó, chính quyền Harding (1921–1923) đã ký kết các hiệp ước mới với Đức, Áo và Hungary. Cộng hòa Weimar Đức không được mời tham dự hội nghị Versailles. Các đại diện Bạch Vệ nhưng không phải Nga Xô viết cũng có mặt tại hội nghị. Nhiều quốc gia khác đã gửi phái đoàn để kêu gọi thêm các điều khoản vào các hiệp ước, nhưng hầu hết không thành công, từ độc lập cho các nước ở Nam Kavkaz đến đề xuất thất bại từ phía Nhật Bản về bình đẳng chủng tộc.

## Bối cảnh

### Chiến tranh và đình chiến

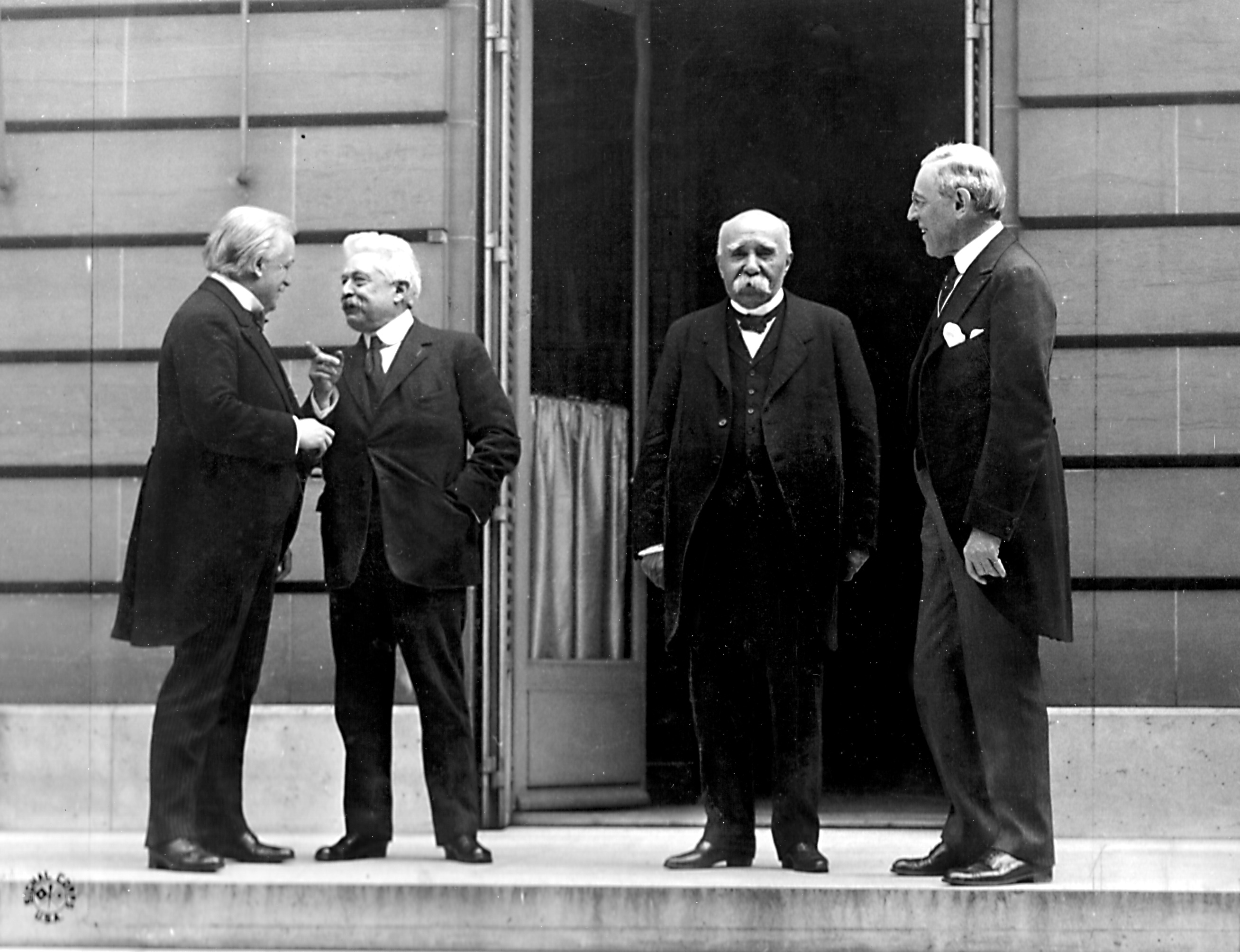
"Tứ Cường" trong Hội nghị hòa bình Paris (từ trái sang phải, David Lloyd George, Vittorio Orlando, George Clemenceau, Woodrow Wilson)

Chiến tranh Thế giới thứ nhất (1914–1918) đã gây ra thảm họa cho châu Âu, không chỉ phá hủy trật tự chính trị và kinh tế mà còn làm suy yếu cấu trúc xã hội. Chiến tranh bắt đầu từ một cuộc xung đột khu vực ở Balkan nhưng nhanh chóng lôi kéo hầu hết các cường quốc lớn vào cuộc, ngoại trừ một số nước trung lập như Tây Ban Nha, Thụy Sĩ, Hà Lan và các nước Bắc Âu.
Các cuộc chiến không chỉ diễn ra ở châu Âu mà còn lan sang các lục địa khác như châu Phi, châu Á, Trung Đông và các đảo trên Thái Bình Dương. Cuộc chiến đã lôi cuốn binh lính từ khắp nơi trên thế giới. Các binh sĩ Đế quốc Anh, bao gồm người Úc, người Canada và người Ấn Độ, đã chiến đấu trên mặt trận phía Tây, trong khi Pháp sử dụng quân đội từ các thuộc địa thuộc Pháp ở châu Phi và châu Á. Đến năm 1918, lực lượng viễn chinh Mỹ cũng có mặt ở châu Âu, đóng vai trò quan trọng trong chiến thắng của phe Hiệp ước.
Mặc dù cuộc chiến gây ra tổn thất nhân mạng khổng lồ với hàng triệu binh sĩ và sĩ quan thiệt mạng, hạ tầng ở nhiều khu vực châu Âu nằm xa mặt trận vẫn được bảo toàn. Tuy nhiên, nhiều cựu binh trở về trong tình trạng tàn tật hoặc mang những vết thương tâm lý nặng nề. Cuộc chiến cũng để lại dấu ấn sâu đậm trong tâm trí những người sống sót, bao gồm cả những người bị ảnh hưởng bởi vũ khí hóa học.
Hiệp định đình chiến, được ký vào ngày 11 tháng 11 năm 1918, đã chấm dứt các hành động quân sự nhưng vẫn để lại nhiều vấn đề chưa được giải quyết. Đức, trực tiếp yêu cầu Hoa Kỳ thương lượng đình chiến dựa trên "Mười bốn điểm" của Tổng thống Wilson, hy vọng rằng các điều khoản hòa bình sẽ nhẹ nhàng hơn. Tuy nhiên, các nước châu Âu trong phe Hiệp ước, sau khi chịu tổn thất lớn, không có ý định tuân thủ hoàn toàn điều kiện Hoa Kỳ và đòi hỏi các biện pháp bổ sung chống lại Đức.
Như vậy, hiệp định đình chiến năm 1918 không dẫn đến việc chấm dứt xung đột một cách nhanh chóng và triệt để, mà chỉ mở đầu cho quá trình giải quyết hậu chiến phức tạp, kéo dài đến Hội nghị Hòa bình Paris và trở thành cơ sở cho những căng thẳng quốc tế sau này.

### Châu Âu
Chiến tranh Thế giới thứ nhất đã làm rung chuyển nền tảng trật tự cũ ở châu Âu và thay đổi quan niệm về vai trò toàn cầu châu lục này. Hàng thế kỷ tự tin vào việc thống trị và "sứ mệnh văn minh" (chủ nghĩa trọng Âu) châu Âu đã bị phá vỡ bởi sự tàn khốc của chiến tranh và những hình thức hủy diệt mới như vũ khí hóa học, khiến cho những tuyên bố đạo đức và văn hóa về quyền lãnh đạo thế giới của châu Âu bị đặt dấu hỏi.
Những hậu quả tàn phá từ chiến tranh đã dẫn đến sự sụp đổ một số đế chế, mở đường cho những thay đổi chính trị và xã hội lớn. Cuộc cách mạng ở Nga năm 1917 đã lật đổ chế độ quân chủ và thiết lập chính quyền Xô viết. Đế quốc Áo-Hung tan rã, để lại một khoảng trống quyền lực trên các vùng lãnh thổ rộng lớn ở Trung Âu. Đế quốc Đức, sau khi chịu thất bại trong chiến tranh, đã chuyển thành Cộng hòa Weimar. Đế quốc Ottoman mất kiểm soát các lãnh thổ ở Trung Đông và đứng bên bờ vực tan rã hoàn toàn.
Việc khôi phục các quốc gia độc lập như Ba Lan, Latvia, Litva và Estonia trở thành biểu tượng cho thời đại này. Các quốc gia mới như Tiệp Khắc và Nam Tư cũng bắt đầu hình thành, thể hiện cách các nguyên tắc tự quyết dân tộc và quyền các quốc gia trở thành những chủ đề trung tâm trong việc định hình lại trật tự thế giới sau chiến tranh.
Trong khi đó, những ý tưởng và yêu cầu mới cũng xuất hiện ở nhiều nơi trên thế giới. Tại Trung Quốc, các khẩu hiệu "Trung Quốc cho người Trung Quốc" bắt đầu lan rộng, trong khi ở Nga, những lời kêu gọi "Đất đai cho nông dân, nhà máy cho công nhân" trở nên phổ biến. Người Kurd khao khát độc lập, trong khi ở châu Âu và Mỹ, cuộc tranh luận về vai trò Hoa Kỳ trong các vấn đề toàn cầu đã nổi lên — một số người nhìn thấy tương lai Mỹ như "cảnh sát toàn cầu", trong khi những người khác yêu cầu Mỹ không can thiệp vào các vấn đề quốc tế.
Những đòi hỏi đa dạng và mâu thuẫn này, đến từ các dân tộc khác nhau, đã làm nổi bật sự chia rẽ thế giới sau chiến tranh. Ở phương Tây, nỗi lo sợ về các ý tưởng cách mạng từ phương Đông lan rộng, trong khi ở phương Đông, người ta bắt đầu suy ngẫm về mối đe dọa chủ nghĩa duy vật phương Tây. Trong bối cảnh những thay đổi này, các dân tộc châu Phi và châu Á cũng tìm cách khẳng định quyền lợi và tương lai của mình trong trật tự toàn cầu mới.

### Con người và ý tưởng
Hội nghị quy tụ các đại diện từ nhiều nơi trên thế giới với mục tiêu giải quyết các vấn đề hậu chiến và thiết lập một trật tự thế giới mới. Hội nghị không chỉ thảo luận các vấn đề chính trị mà còn xem xét các lợi ích xã hội, kinh tế và quốc gia.
Một trong những nhân vật quan trọng là Tổng thống Hoa Kỳ Woodrow Wilson, người đã đưa ra chương trình nổi tiếng "Mười bốn điểm", bao gồm các ý tưởng về quyền dân tộc tự quyết và thành lập Hội Quốc Liên để ngăn chặn xung đột trong tương lai. Đi cùng Wilson là Ngoại trưởng Robert Lansing. Đại diện Pháp là Thủ tướng Georges Clemenceau, người có biệt danh là "Con hổ" nhờ sự cứng rắn và kiên định trong chính trị. Thủ tướng Ý Vittorio Orlando và Thủ tướng Anh David Lloyd George cũng đóng vai trò quan trọng tại hội nghị này.
Không chỉ có các chính trị gia và nhà ngoại giao, mà còn có sự tham gia từ các phong trào xã hội và tổ chức khác nhau. Người Do Thái vận động cho việc thành lập một nhà nước của riêng họ, người Ba Lan mong muốn khôi phục độc lập, và nhiều phong trào dân tộc tự quyết như người Kurd, người Ukraine, người Armenia cũng đưa ra yêu sách của mình. Trong số các đại biểu còn có những nhân vật nổi bật như Lawrence xứ Ả Rập (T. E. Lawrence), người nổi tiếng với vai trò trong cuộc nổi dậy Ả Rập chống lại Đế quốc Ottoman, nhà lãnh đạo Hy Lạp Eleftherios Venizelos, và chính trị gia, nhạc sĩ người Ba Lan Ignacy Paderewski.
Quy mô hội nghị là chưa từng có. Hơn một nghìn đại biểu đã đổ về Paris, kèm theo đó là rất nhiều chuyên gia và nhà báo. Không chỉ các quyết định mà tính cách cá nhân các nhà lãnh đạo, sự mệt mỏi và các mối quan hệ cá nhân cũng đóng vai trò quan trọng, ảnh hưởng lớn đến quá trình đưa ra các quyết định chính.
Hội nghị Hòa bình Paris đã mang lại nhiều kỳ vọng lớn. Các vấn đề chính bao gồm việc trừng phạt Đức, điều chỉnh lại biên giới ở châu Âu và Trung Đông, cũng như tạo ra một hệ thống quan hệ quốc tế để ngăn chặn các cuộc chiến tranh trong tương lai. Tuy nhiên, nhiều người đã cảm thấy thất vọng với kết quả hội nghị. Như Clemenceau từng nói, "chiến tranh dễ dàng hơn nhiều so với việc kiến tạo hòa bình", nhấn mạnh những khó khăn mà các nhà lãnh đạo thế giới phải đối mặt trong nỗ lực tái lập ổn định và hòa bình ở châu Âu.

### Các Cường quốc
Tại Hội nghị, các cường quốc theo đuổi những lợi ích riêng mỗi nước, tìm cách tận dụng tối đa tình hình hậu chiến. Mặc dù tất cả các bên tham gia đều muốn khôi phục hòa bình, quan điểm mỗi nước về cách tổ chức thế giới tương lai lại rất khác biệt.
Mỗi quốc gia tham gia đều tìm cách đạt được lợi ích tối đa cho đất nước mình, điều này cuối cùng dẫn đến những quyết định thỏa hiệp, không làm hài lòng nhiều quốc gia và dẫn đến các cuộc xung đột mới trong tương lai.

#### Pháp
Pháp là một trong những quốc gia bị ảnh hưởng nặng nề nhất trong Chiến tranh Thế giới thứ nhất, và lãnh đạo Pháp, đặc biệt là Thủ tướng Georges Clemenceau, mong muốn làm suy yếu Đức tối đa. Pháp yêu cầu phân chia nước Đức và khôi phục biên giới năm 1871, trước cuộc Chiến tranh Pháp-Phổ. Một số người theo phái cực đoan ở Pháp thậm chí còn kêu gọi chia cắt hoàn toàn Đức thành nhiều quốc gia nhỏ, tương tự Hòa ước Westphalia năm 1648. Pháp cũng tuyên bố chủ quyền với vùng Alsace, Lorraine và khu vực công nghiệp than đá Saar, đồng thời muốn chiếm đóng các vùng đất bên bờ trái sông Rhine để đảm bảo an ninh trước các cuộc xâm lược từ Đức trong tương lai.
Ngoài ra, Pháp cố gắng thiết lập một "vành đai vệ sinh" ở phía đông biên giới Đức, bao gồm Ba Lan, Tiệp Khắc, Romania và Nam Tư, để các quốc gia này làm hàng rào ngăn cách giữa Đức và Nga Xô. Pháp cũng muốn chiếm các thuộc địa Đức ở châu Phi và củng cố vị thế ở Trung Đông thông qua việc chiếm đoạt các lãnh thổ Đế quốc Ottoman.

#### Anh
Mặc dù Anh đóng vai trò quan trọng trong việc đánh bại Đức, nhưng họ không ủng hộ việc phá hủy hoàn toàn nước Đức. Chính phủ Anh coi việc duy trì một nước Đức mạnh mẽ là đối trọng với Nga Xô. Mục tiêu chính của Anh là củng cố sự thống trị trên biển, và vì vậy Anh tích cực ủng hộ việc tịch thu hạm đội Đức. Liên minh Anh-Nhật được hướng tới việc bảo vệ ảnh hưởng của Anh ở khu vực châu Á-Thái Bình Dương và chống lại Mỹ.
Ở khu vực Balkan, Anh hoạt động đối lập với Pháp, cố gắng hạn chế ảnh hưởng của Pháp thông qua hợp tác với Ý và các quốc gia Balkan. Tuy nhiên, trong các vấn đề thuộc địa, Anh cũng giống như Pháp, muốn chiếm đoạt các thuộc địa của Đức và các vùng lãnh thổ Đế quốc Ottoman, đặc biệt là Lưỡng Hà, Ả Rập và Palestine.

#### Mỹ
Dưới sự lãnh đạo của Tổng thống Woodrow Wilson, Mỹ mang đến hội nghị các lý tưởng về một trật tự hòa bình, được thể hiện trong "Mười bốn điểm". Khác với các nước châu Âu, Mỹ không muốn nhìn thấy Đức bị hủy diệt hoàn toàn vì điều này có thể gây bất ổn cho châu Âu. Mỹ cũng phản đối việc tăng cường sức mạnh hải quân Anh và mong muốn hủy bỏ liên minh Anh-Nhật, vì liên minh này gây nguy hiểm cho lợi ích của Mỹ ở châu Á.
Sau chiến tranh, Mỹ từ một quốc gia nợ nần trở thành một nước cho vay, và ảnh hưởng kinh tế tăng lên đáng kể. Điều này buộc Mỹ phải từ bỏ chính sách không can thiệp vào các vấn đề châu Âu và tham gia tích cực vào các vấn đề toàn cầu.

#### Ý
Ý, mặc dù được coi là một cường quốc, lại bị lép vế trước các đồng minh sau thất bại tại trận Caporetto. Tham vọng thuộc địa của Ý, được ghi nhận trong Hiệp ước Luân Đôn năm 1915, không được coi trọng tại hội nghị. Ý tuyên bố chủ quyền đối với các lãnh thổ Đế quốc Áo-Hung và Đế quốc Ottoman, như Dalmatia và Fiume (Rijeka), nhưng các yêu cầu này bị bác bỏ. Khi phái đoàn Ý rời hội nghị để phản đối, lợi ích của Ý bị phớt lờ, và thành phố Smyrna đã được trao cho người Hy Lạp.

#### Nhật Bản
Phái đoàn Nhật Bản ủng hộ Anh và Mỹ về các vấn đề liên quan đến châu Âu và châu Phi, nhưng Nhật Bản muốn có sự bù đắp bằng các lãnh thổ ở khu vực châu Á-Thái Bình Dương. Nhật Bản đã tận dụng tình trạng hỗn loạn sau chiến tranh để củng cố vị thế tại Trung Quốc và các đảo Thái Bình Dương.

## Chuẩn bị Hội nghị
Việc chuẩn bị cho Hội nghị là một quá trình phức tạp và căng thẳng, trong đó nhiều quốc gia, đại diện các tầng lớp chính trị và các chuyên gia đã tham gia. Mỗi quốc gia đều tìm cách xây dựng chiến lược của mình và đưa ra yêu sách về lãnh thổ, tài nguyên và ảnh hưởng chính trị trong trật tự thế giới mới.
Trước thềm hội nghị, công tác chuẩn bị quy mô lớn đã diễn ra tại thủ đô 27 quốc gia tham gia chiến tranh chống lại Đức và Liên minh Trung tâm. Các quốc gia mới thành lập, như Tiệp Khắc và Nam Tư, cùng với các thành viên phe Hiệp ước đã tích cực xây dựng lập trường đàm phán của mình. Các quan chức chính phủ, nhà sử học và nhà kinh tế học đã tìm kiếm cơ sở pháp lý cho các yêu sách của họ trong các hiệp ước và tài liệu quốc tế cũ, nhằm củng cố vị thế quốc gia của mình. Điều này diễn ra cùng với các cuộc đàm phán và gặp gỡ ngoại giao căng thẳng để đạt được sự đồng thuận về các vấn đề quan trọng như số phận lãnh thổ Đức và Ottoman.
Romania đã phối hợp hành động với Tiệp Khắc, Nam Tư và Hy Lạp, cố gắng tạo ra một mặt trận chung về một số vấn đề khu vực. Các phái viên ngoại giao thường xuyên di chuyển giữa Paris và London để duy trì trao đổi tài liệu ngoại giao liên tục. London trở thành trung tâm chuẩn bị cho hội nghị, nơi các cuộc họp với sự tham gia đại diện từ Pháp và Ý đã diễn ra. Nhiệm vụ chính là thống nhất nhiều điều khoản hiệp ước hòa bình tương lai, vì đã có những bất đồng nghiêm trọng, đặc biệt là liên quan đến các thỏa thuận bí mật được ký kết trong thời chiến.

## Sự kiện Wilson đến châu Âu

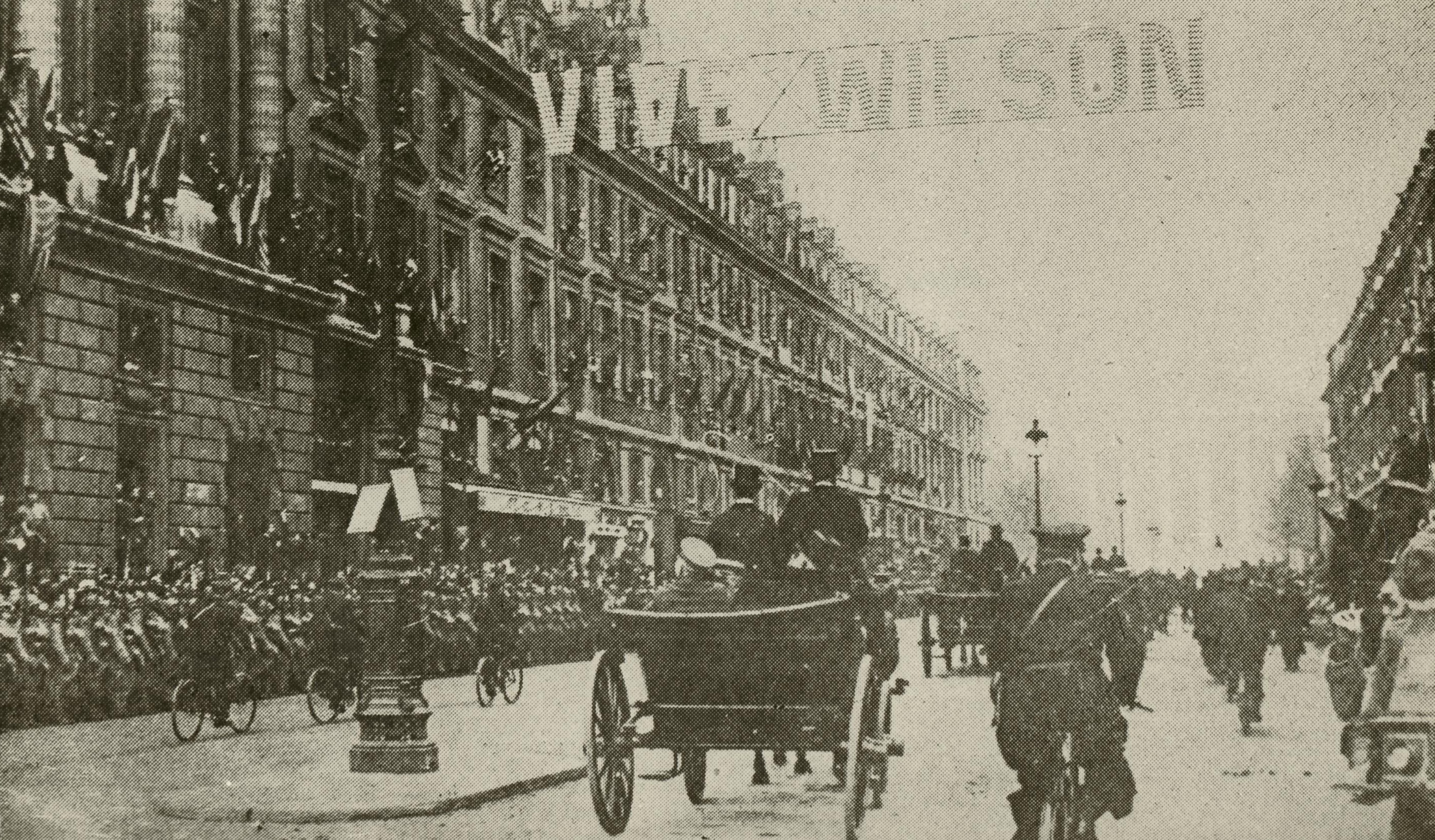
Chào mừng Wilson tới Paris: Poster "Vive Wilson"

Một trong những sự kiện trọng tâm trong quá trình chuẩn bị cho hội nghị là chuyến thăm châu Âu của Tổng thống Mỹ Woodrow Wilson. Ngày 4 tháng 12 năm 1918, ông rời New York trên chiếc tàu hơi nước George Washington cùng với đoàn đại biểu Mỹ. Đây là lần đầu tiên một tổng thống đương nhiệm Mỹ rời khỏi đất nước để tham gia đàm phán quốc tế. Chuyến đi đã thu hút sự quan tâm lớn từ cả công chúng Mỹ và châu Âu. Wilson giải thích rằng sự tham gia của mình vào hội nghị là trách nhiệm đối với những người lính Mỹ đã hy sinh ở châu Âu, nhưng nhiều nhà ngoại giao tỏ ra hoài nghi, cho rằng Wilson quan tâm đến danh tiếng cá nhân hơn.
Trên tàu không chỉ có các nhà lãnh đạo chính trị mà còn có nhiều chuyên gia được chọn từ các trường đại học và cơ quan chính phủ Mỹ. Đoàn đại biểu Mỹ mang theo nhiều tài liệu tham khảo và nghiên cứu về các vấn đề chiến tranh và hòa bình, cho thấy sự chuẩn bị nghiêm túc của Mỹ cho hội nghị. Cùng với đoàn đại biểu Mỹ, các đại sứ Pháp và Ý tại Mỹ cũng đến châu Âu, thể hiện tầm quan trọng các cuộc đàm phán sắp tới.
Ban đầu, người ta dự đoán hội nghị sẽ bắt đầu bằng giai đoạn sơ bộ, trong đó chỉ thảo luận về các nguyên tắc trật tự hòa bình tương lai. Tuy nhiên, trên thực tế, Wilson đã ở lại Paris trong hầu hết thời gian hội nghị, diễn ra từ tháng 1 đến tháng 6 năm 1919. Tổng thống Wilson ở lại châu Âu lâu hơn dự kiến và đóng vai trò tích cực trong việc giải quyết các vấn đề quan trọng liên quan đến việc dàn xếp hòa bình.

### Triết lý chính trị của Wilson
Mặc dù trong chiến dịch tranh cử năm 1916, Tổng thống Woodrow Wilson cam kết giữ cho Hoa Kỳ trung lập, nhưng vào tháng 4 năm 1917, Wilson đã ký sắc lệnh đưa nước Mỹ tham gia Thế chiến thứ nhất bên phe Hiệp ước. Quyết định này đánh dấu bước ngoặt trong nhiệm kỳ tổng thống của ông, mặc dù điều đó đã tạo ra cả những người ủng hộ và những kẻ thù mới. Theo nhiều người đương thời, Wilson nổi bật với tính cách quyết đoán và có phần cứng đầu.
Ý tưởng chủ đạo của Wilson tại hội nghị là khẳng định Hoa Kỳ nên đóng vai trò là trọng tài, là "những người duy nhất không có lợi ích riêng" trong việc định hình trật tự thế giới sau chiến tranh. Khác với các nước tham gia hội nghị khác, Wilson cho rằng Mỹ không chính thức là thành viên phe Hiệp ước, và do đó không theo đuổi các lợi ích về thuộc địa hay lãnh thổ. Wilson tin rằng ông đang nói thay cho quần chúng, không chỉ người Mỹ mà còn cả người châu Âu, và nếu họ trực tiếp nghe những ý tưởng của ông, họ sẽ ủng hộ chúng.
Nguyên tắc các dân tộc tự quyết và việc thành lập một tổ chức quốc tế để ngăn chặn các cuộc chiến tranh trong tương lai — Hội Quốc Liên — đóng vai trò quan trọng trong tầm nhìn của ông về thế giới sau chiến tranh. Wilson cho rằng các dân tộc ở châu Âu nên được tự quyết định số phận của mình, điều này phù hợp với khái niệm về "một thế giới công bằng" mà ông theo đuổi. Tuy nhiên, điều này đã gây ra sự hoài nghi và phản kháng từ các cường quốc khác như Pháp và Anh, những nước theo đuổi các lợi ích chính trị riêng và muốn bảo vệ các đế chế thuộc địa của mình.

#### Wilson và thực tế chính trị thế giới
Dù có những lý tưởng cao cả, Wilson thường thể hiện tính cô lập và không hiểu rõ thực tế chính trị ở châu Âu. Ông sử dụng những phép so sánh với việc Hoa Kỳ can thiệp vào các nước ở khu vực Mỹ Latinh để biện minh cho chính sách của mình tại châu Âu. Wilson giải thích việc đưa quân đội Mỹ vào các nước như Haiti và Nicaragua là để "duy trì trật tự" và hỗ trợ nền dân chủ, dù chính sách này cũng bảo vệ các lợi ích của Mỹ, như việc kiểm soát Kênh đào Panama và các khoản đầu tư kinh tế trong khu vực.
Ngoài ra, Wilson có xu hướng "phớt lờ thực tế" trong các vấn đề quan trọng. Ông khẳng định không biết về các hiệp ước bí mật của phe Hiệp ước, mặc dù Bộ trưởng Ngoại giao Anh Arthur Balfour đã thông báo cho ông về Hiệp ước Luân Đôn năm 1915, theo đó các đồng minh đã hứa cho Ý nhận được lãnh thổ để đổi lấy việc tham gia chiến tranh.

#### Hoa Kỳ trên trường quốc tế
Vào cuối Thế chiến thứ nhất, Hoa Kỳ đã trở thành một trong những cường quốc hàng đầu thế giới. Hơn một triệu lính Mỹ đã đóng quân tại châu Âu, và hải quân Mỹ bắt đầu cạnh tranh với hải quân Anh. Về kinh tế, Mỹ đã trở thành chủ nợ chính của các quốc gia châu Âu, những nước đã tích lũy nợ hàng tỷ đô la đối với các ngân hàng và chính phủ Mỹ. Trong con mắt nhiều người Mỹ, điều này đã biến đất nước thành người chiến thắng cuộc chiến, bảo đảm sức mạnh tài chính và đạo đức của Mỹ trên trường quốc tế.
Tuy nhiên, Wilson đã phải đối mặt với sự phản đối cả trong nước và quốc tế. Ông không đưa bất kỳ đại diện nào của Đảng Cộng hòa, đảng khi đó đã chiếm đa số tại Quốc hội, đến hội nghị, điều này làm cho việc phê chuẩn các đề xuất của ông, bao gồm cả Hội Quốc Liên, trở nên khó khăn hơn.

### Quyền dân tộc tự quyết
Khái niệm "quyền dân tộc tự quyết" mà Tổng thống Woodrow Wilson mang đến Hội nghị Hòa bình Paris là một trong những ý tưởng phức tạp và gây tranh cãi nhất của ông. Mặc dù Wilson đã tuyên bố rõ ràng nguyên tắc này trong "Mười bốn điểm", nhưng ngay cả các nhà ngoại giao Mỹ và các đại biểu tham dự hội nghị cũng không hiểu rõ ý nghĩa cụ thể của nó. Điều này đã gây ra nhiều thắc mắc không chỉ ở Washington mà còn giữa các đại diện các cường quốc khác, vì trên lý thuyết, tự quyết có vẻ là một khái niệm đẹp đẽ và dân chủ, nhưng trên thực tế, việc thực hiện lại vô cùng khó khăn.
Khái niệm "tự quyết" trong suy nghĩ Wilson không có định nghĩa rõ ràng. Bộ trưởng Ngoại giao Mỹ Robert Lansing đã chỉ ra rằng không rõ "đơn vị" mà Wilson muốn nói đến là nhóm chủng tộc, lãnh thổ hay cộng đồng nào. Trong những tuyên bố của mình, Wilson thường sử dụng những cụm từ mơ hồ như "phát triển tự trị" và "quyền những người bị cai trị có tiếng nói trong chính phủ", điều này không làm rõ ràng hơn cho cả các đại biểu tham dự hội nghị lẫn các nhóm dân tộc thiểu số đang đòi quyền tự trị. Những ý tưởng trừu tượng này đối mặt với thực tế phức tạp, đặc biệt là ở Trung và Đông Âu, nơi sự đa dạng về sắc tộc, tôn giáo và ngôn ngữ khiến việc xác định ranh giới các quốc gia mới trở nên khó khăn.

#### Mâu thuẫn và thách thức
Nhiều nhà ngoại giao cho rằng khái niệm tự quyết có thể dẫn đến các xung đột tiềm tàng. Wilson có thể nói về quyền các dân tộc được lựa chọn tương lai của mình, nhưng ông không tính đến sự phức tạp các khu vực đa văn hóa và đa dân tộc ở châu Âu. Như số phận các nhóm sắc tộc người Ukraine theo Công giáo hoặc người Ba Lan theo đạo Tin lành không phù hợp với mô hình đơn giản về việc thành lập các quốc gia dân tộc. Không chỉ phải xác định nhóm nào có thể tự nhận mình là một dân tộc, mà còn phải giải quyết các tiêu chí nào cần áp dụng khi tổ chức trưng cầu dân ý: ai sẽ có quyền bầu cử, những lãnh thổ nào sẽ tham gia vào cuộc bỏ phiếu, và liệu quyết định có mang tính cuối cùng hay không.
Các nhà lãnh đạo châu Âu như Georges Clemenceau và David Lloyd George có cái nhìn phê phán về cách tiếp cận của Wilson. Họ coi ông là một nhà lý luận ngây thơ, không hiểu rõ thực tế chính trị và ngoại giao châu Âu. Lloyd George mỉa mai so sánh Wilson như một nhà truyền giáo tự cho mình là vị cứu tinh châu Âu. Lãnh đạo Pháp Clemenceau cũng chế nhạo "Mười bốn điểm" Wilson, cho rằng ngay cả Chúa cũng chỉ ban cho loài người mười điều răn, trong khi Wilson đề xuất tới mười bốn nguyên tắc "rỗng tuếch", theo ông, không có liên hệ gì với thực tế.

#### Ảnh hưởng đến chính trị thế giới
Mặc dù đối mặt với sự chỉ trích và hoài nghi, Wilson vẫn đạt được những thành công đáng kể tại Hội nghị Paris, nhờ vào sức mạnh kinh tế và quân sự Hoa Kỳ. Mặc dù các ý tưởng về tự quyết của ông không phải lúc nào cũng dễ áp dụng, chúng đã để lại một di sản quan trọng trong chính trị quốc tế. Quyền tự quyết đã trở thành nguyên tắc quan trọng trong ngoại giao sau chiến tranh và truyền cảm hứng cho nhiều phong trào dân tộc, đặc biệt là ở các thuộc địa và khu vực biên giới các đế quốc châu Âu.
Do đó, khái niệm về quyền tự quyết do Wilson đề xuất là một ý tưởng quan trọng nhưng không đồng nhất, vừa mở ra cơ hội mới cho các dân tộc, vừa tạo ra những câu hỏi phức tạp, mà nhiều trong số đó vẫn chưa được giải quyết tại Hội nghị Paris.

### Hội Quốc Liên và Hoa Kỳ

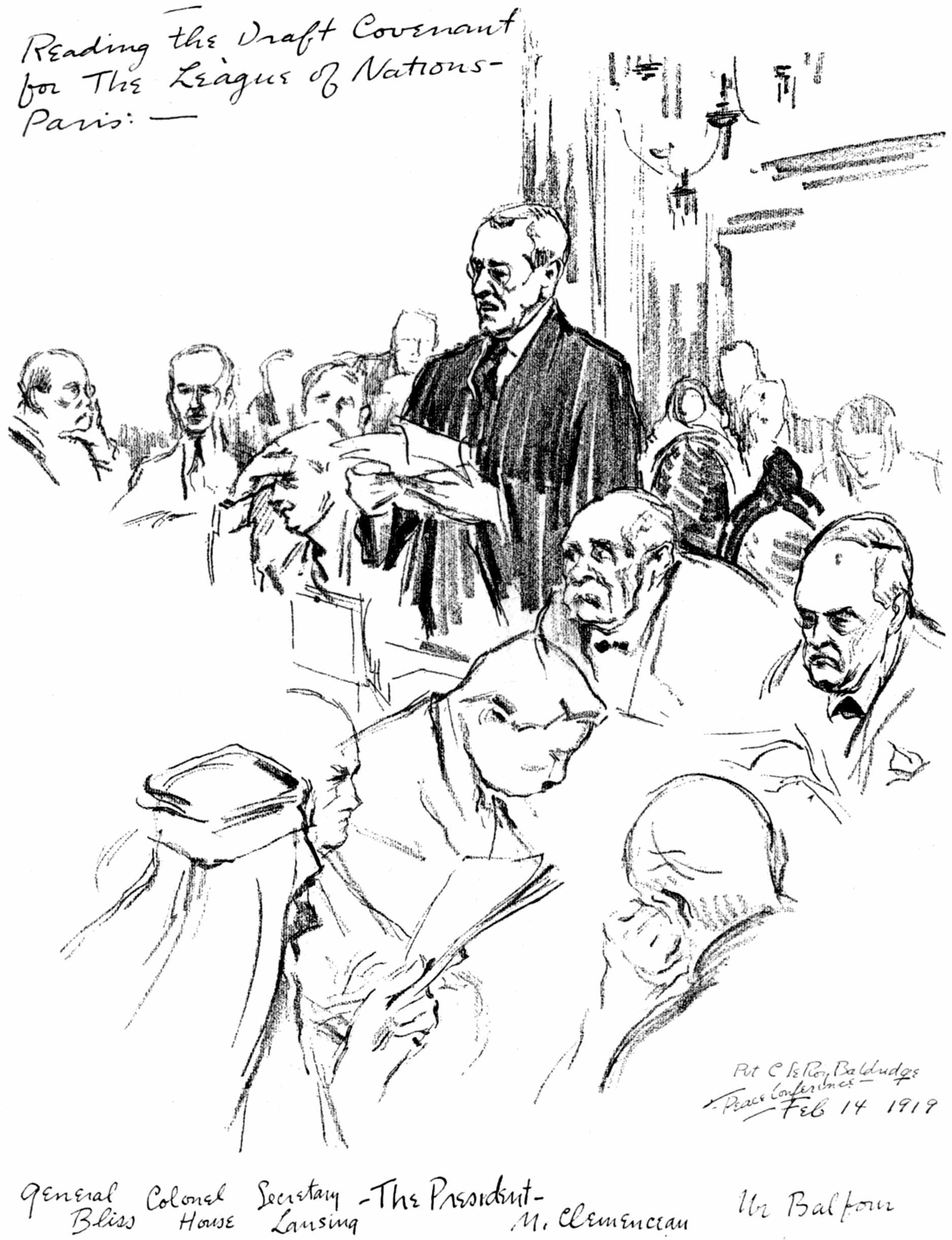
Wilson đọc dự thảo Hiến chương Hội Quốc Liên (14/02/1919). Bên phải Tổng thống là Clemenceau và Balfour. Tranh của Cyrus Baldbridge

Tổng thống Woodrow Wilson, khi tới châu Âu để tham dự Hội nghị Hòa bình Paris, mang theo một ý tưởng chủ đạo — thành lập Hội Quốc Liên, tổ chức sẽ trở thành nền tảng cho trật tự thế giới mới và đảm bảo hòa bình lâu dài. Wilson tin rằng hệ thống cân bằng quyền lực, vốn đã định hình quan hệ quốc tế ở châu Âu trong nhiều thế kỷ, là nguyên nhân dẫn đến thảm kịch Chiến tranh Thế giới thứ nhất, và phương pháp này không còn hiệu quả. Thay vào đó, ông đề xuất khái niệm an ninh tập thể, trong đó tất cả các quốc gia hợp tác để ngăn chặn xung đột.

#### Giải pháp thay thế chiến tranh
Theo kế hoạch của Wilson, Hội Quốc Liên sẽ hoạt động như một tổ chức quốc tế đảm bảo hòa bình thông qua hành động chung, áp lực đạo đức và các biện pháp trừng phạt kinh tế. Trong trường hợp một quốc gia vi phạm các quy tắc quốc tế, quốc gia đó sẽ bị tuyên bố là "ngoài vòng pháp luật", và các quốc gia khác sẽ áp dụng biện pháp tập thể để khôi phục trật tự. Wilson nhìn nhận Hội Quốc Liên như một chính phủ toàn cầu tương tự như chính phủ quốc gia, với luật pháp, tòa án và lực lượng cảnh sát duy trì trật tự trong nước. Ông tin rằng an ninh tập thể, chứ không phải đối đầu quân sự, sẽ ngăn chặn được các cuộc chiến tranh mới.
Những đề xuất của Wilson về Hội Quốc Liên cũng là phản ứng trước mối đe dọa từ các cuộc cách mạng Marxist và Bolshevik, đang lan rộng khắp châu Âu sau chiến tranh. Wilson muốn chứng minh rằng dân chủ và hợp tác quốc tế có thể là phương tiện tốt hơn để đạt được hòa bình so với cuộc cách mạng toàn cầu mà những người theo chủ nghĩa xã hội đề xuất. Ông tin tưởng rằng các chính phủ dân chủ, được bầu cử bởi nhân dân, ít có xu hướng gây chiến tranh và xung đột hơn, bởi chính sách của họ tập trung vào lợi ích người dân, thay vì tham vọng quốc gia hoặc đế quốc.

#### Chủ nghĩa lý tưởng và ảnh hưởng ở châu Âu
Wilson coi các ý tưởng của mình như những nguyên tắc "Mỹ" phổ quát, nên trở thành nền tảng cho trật tự thế giới mới. Niềm tin của ông vào dân chủ, luật pháp quốc tế và an ninh tập thể đã tìm thấy sự đồng tình từ giới tự do, những người ủng hộ hòa bình và công chúng rộng rãi ở châu Âu, đặc biệt là trong những tháng đầu hội nghị. Năm 1919, Wilson trở thành biểu tượng niềm hy vọng cho một tương lai tốt đẹp hơn, khi nhiều người tin rằng chiến tranh sẽ không tái diễn. Nhiều quảng trường, đường phố và công viên khắp châu Âu được đặt tên theo ông, và các ý tưởng của ông được báo chí châu Âu thảo luận sôi nổi.
Tuy nhiên, cách tiếp cận lý tưởng Wilson không phải lúc nào cũng nhận được sự thấu hiểu từ các đối tác châu Âu. Anh và Pháp, hai quốc gia chịu tổn thất lớn trong chiến tranh, quan tâm nhiều hơn đến việc bảo vệ biên giới và đòi bồi thường cho những thiệt hại đã chịu, thay vì theo đuổi những lý tưởng toàn cầu. Dù có lập trường đạo đức mạnh mẽ, Wilson bị coi là một nhà lý luận ngây thơ, chưa hiểu hết thực tế chính trị châu Âu. Điều này đặc biệt rõ ràng khi ông từ chối công nhận các thỏa thuận bí mật giữa các nước trong phe Hiệp Ước và niềm tin cứng nhắc rằng các nguyên tắc dân chủ có thể ngăn chặn mọi xung đột trong tương lai.

#### Vai trò của Mỹ
Dù Wilson có ảnh hưởng lớn đến việc soạn thảo Hiến chương Hội Quốc Liên, nỗ lực của ông trong việc đưa Mỹ tham gia tổ chức này đã thất bại. Trong Thượng viện Mỹ, tinh thần chủ nghĩa biệt lập chiếm ưu thế, và nhiều thượng nghị sĩ lo ngại rằng việc tham gia vào Hội Quốc Liên sẽ làm mất đi chủ quyền Mỹ và kéo quốc gia vào các xung đột châu Âu. Cuối cùng, Mỹ đã không trở thành thành viên Hội Quốc Liên, làm suy yếu ảnh hưởng và hiệu quả tổ chức này trên trường quốc tế.
Bất chấp tất cả khó khăn và sự hoài nghi, Woodrow Wilson đã để lại dấu ấn sâu đậm trong lịch sử nhờ sự cống hiến cho ý tưởng về Hội Quốc Liên. Niềm tin của ông vào an ninh tập thể và hợp tác quốc tế đã ảnh hưởng đến sự phát triển các tổ chức quốc tế trong thế kỷ XX, bao gồm cả việc thành lập Liên Hợp Quốc sau Thế chiến thứ hai. Tuy nhiên, sự thất vọng cá nhân của Wilson và những thất bại trong việc thực hiện kế hoạch của ông cho thấy việc hiện thực hóa các ý tưởng lý tưởng trong điều kiện chính trị thế giới thực tế là một nhiệm vụ vô cùng khó khăn.

### Từ Brest đến Paris
Khi Tổng thống Hoa Kỳ Woodrow Wilson đến châu Âu vào ntháng 12 năm 1918, ông đã được chào đón với sự nhiệt tình chưa từng có. Sau khi Chiến tranh Thế giới thứ nhất kết thúc, "Mười bốn điểm" của ông, được đề xuất như là cơ sở cho một hiệp ước hòa bình trong tương lai, đã trở thành biểu tượng của hy vọng cho một trật tự thế giới công bằng mới.
Vào ngày 13 tháng 12 năm 1918, Wilson đến cảng Brest của Pháp trên tàu "George Washington". Chỉ một tháng sau khi hiệp định đình chiến được ký kết, cuộc chào đón đã được tổ chức vô cùng hoành tráng. Một đoàn tàu chiến Anh, Pháp và Mỹ hộ tống tàu tổng thống. Các con phố Brest được trang trí cờ và vòng nguyệt quế, trong khi hàng ngàn người dân hoan hô Wilson và phái đoàn của ông, hô vang: "Vive l'Amérique! Vive Wilson!".

#### Đến Paris
Sau buổi lễ đón tiếp ở Brest, Wilson và đoàn đại biểu Mỹ tới đến Paris bằng tàu đêm. Trong suốt hành trình, cư dân các thành phố và làng mạc dọc theo đường đi đều ra đường để chào đón nhà lãnh đạo Mỹ. Thậm chí vào lúc ba giờ sáng, như ghi nhận bác sĩ tổng thống, đàn ông, phụ nữ và trẻ em đứng dọc theo đường ray, đầu trần, để bày tỏ sự kính trọng.
Khi đến Paris, Wilson được đón tiếp một cách trọng thể hơn nữa. Tại ga xe lửa, ông được Thủ tướng Pháp Georges Clemenceau, Tổng thống Raymond Poincaré và các thành viên chính phủ Pháp chào đón. Wilson cùng vợ ngồi trên một cỗ xe ngựa mui trần diễu hành qua các con đường chính ở Paris, bao gồm quảng trường Concorde nổi tiếng và đại lộ Champs-Élysées. Cả thành phố đổ ra đường để bày tỏ sự ủng hộ và ngưỡng mộ đối với vị tổng thống Hoa Kỳ, người có những ý tưởng về ngoại giao hòa bình và việc thành lập Hội Quốc Liên đã truyền cảm hứng cho nhiều người.

#### Ảnh hưởng của Wilson ở châu Âu
Vào thời điểm đó, Wilson được coi là nhà lãnh đạo một kỷ nguyên mới trong chính trị quốc tế, người đã đặt "ngoại giao mới" của mình đối lập với hệ thống liên minh và hiệp định bí mật truyền thống ở châu Âu. Nhiệm vụ của ông là thiết lập hòa bình lâu dài dựa trên các nguyên tắc công lý, an ninh tập thể và quyền tự quyết các dân tộc đã nhận được sự hưởng ứng từ nhiều người châu Âu, những người đã quá mệt mỏi với hậu quả tàn phá chiến tranh.
Những sự kiện này nhấn mạnh kỳ vọng cao mà châu Âu dành cho Wilson. Ông được đón nhận như một vị cứu tinh và biểu tượng hòa bình, phản ánh quyền lực đạo đức và chính trị mà ông đã đạt được trong mắt cộng đồng quốc tế vào thời điểm quan trọng của lịch sử thế giới này.

## Cuộc gặp gỡ đầu tiên
Cuộc gặp đầu tiên của Woodrow Wilson với Đại tá House tại Paris vào ngày 14 tháng 12 năm 1918 đánh dấu sự khởi đầu một quá trình đàm phán dài và phức tạp, dự kiến sẽ kết thúc bằng việc ký kết hiệp ước hòa bình sau Chiến tranh Thế giới thứ nhất. Mặc dù hội nghị hòa bình chính thức chỉ được lên kế hoạch bắt đầu sau vài tuần, nhưng những động thái chính trị hậu trường đã bắt đầu từ trước đó.

### Cuộc họp tại London
Trước khi Wilson đến châu Âu, Thủ tướng Pháp Georges Clemenceau đã bắt đầu các bước để điều phối lập trường các cường quốc châu Âu. Vào đầu tháng 12, ông đề xuất với Anh việc xây dựng các nguyên tắc chung cho hiệp ước hòa bình sắp tới. Các nhà lãnh đạo châu Âu, bao gồm cả Ý, đã tập trung tại London để thảo luận về các vấn đề quan trọng. Tuy nhiên, cuộc gặp này không mang lại nhiều kết quả. Một trong những lý do là do tranh chấp lãnh thổ của Ý ở khu vực Adriatic, gây căng thẳng giữa các đồng minh. Ngoài ra, còn có sự bất đồng giữa Pháp và Anh về tương lai Đế quốc Ottoman.
Clemenceau hiểu rằng sự tham gia Tổng thống Hoa Kỳ là yếu tố then chốt để ký kết thành công hiệp ước hòa bình. Ông đã cố gắng thuyết phục Đại tá House rằng cuộc gặp ở London không có tầm quan trọng lớn và rằng ông đến London chỉ để hỗ trợ Thủ tướng Anh David Lloyd George trong cuộc bầu cử sắp tới. Đây là một động thái nhằm ngăn cản người Mỹ nghi ngờ rằng các cường quốc châu Âu đang cố gắng đạt được thỏa thuận hòa bình sau lưng Hoa Kỳ.
Cuộc gặp ở London không thành công một phần vì các nhà lãnh đạo Anh, Pháp và Ý không thể đạt được thỏa thuận về một số vấn đề quan trọng. Bên cạnh những bất đồng về lãnh thổ, họ còn do dự và không muốn đưa ra các lập trường rõ ràng trước khi Wilson đến, vì lo ngại điều này có thể làm giảm lòng tin của Wilson đối với họ. Các nhà lãnh đạo châu Âu không muốn khiến Tổng thống Mỹ nghĩ rằng họ đang bí mật lên kế hoạch cho tương lai mà không có sự tham gia của Wilson và Hoa Kỳ.

### Gặp gỡ các nhà lãnh đạo
Tổng thống Hoa Kỳ Woodrow Wilson, người khao khát thành lập Hội Quốc Liên và thiết lập trật tự thế giới mới, lần đầu tiên gặp Thủ tướng Pháp Georges Clemenceau. Đại tá House, cố vấn của Wilson, tin rằng Clemenceau sẽ là đối tác thuận lợi hơn cho Mỹ so với Thủ tướng Anh David Lloyd George. Trong cuộc gặp đầu tiên giữa Wilson và Clemenceau, nhà lãnh đạo Pháp hầu như không can thiệp vào cuộc thảo luận chỉ lắng nghe, và bày tỏ sự ủng hộ đối với ý tưởng về Hội Quốc Liên, điều này đã khiến Wilson rất hài lòng.
Sau đó, Tổng thống Mỹ đến London, nơi Wilson cũng được chào đón nhiệt tình lớn tại đây. Tuy nhiên, các cuộc đàm phán cá nhân với các nhà lãnh đạo Anh không thành công như mong đợi. Wilson thất vọng vì Lloyd George và các bộ trưởng Anh khác không đến gặp mình ở Pháp, cũng như vì phải hoãn việc bắt đầu các cuộc đàm phán hòa bình do cuộc bầu cử ở Anh. Những khó khăn này đã tác động đến mối quan hệ giữa Mỹ và Anh, mặc dù hai quốc gia có mối quan hệ văn hóa và chính trị chặt chẽ.
Dù vậy, sau cuộc gặp gỡ cá nhân đầu tiên giữa Wilson và Lloyd George, sự ngờ vực dần biến mất. Lãnh đạo Anh đã chiếm được cảm tình của Wilson, và tổng thống Mỹ đã cho thấy sẵn sàng thỏa hiệp về những vấn đề quan trọng đối với phía Anh, chẳng hạn như tự do hàng hải và số phận các thuộc địa Đức. Tuy nhiên, mối quan tâm lớn nhất của Wilson vẫn là việc thành lập Hội Quốc Liên.
Trước khi bắt đầu các cuộc đàm phán chính thức với Đức, Clemenceau và Lloyd George nhấn mạnh việc cần thiết phải xây dựng một lập trường chung các nước đồng minh. Mặc dù Wilson chính thức từ chối một hội nghị đầy đủ với các đồng minh, Wilson đã đồng ý tham gia các cuộc tham vấn không chính thức dự kiến diễn ra trong vài tuần.
Tiếp tục chuyến đi vòng quanh châu Âu, Wilson đến Ý, nơi Wilson được chào đón nồng nhiệt hơn so với các quốc gia khác. Tuy nhiên, theo thời gian, Wilson bắt đầu nghi ngờ rằng các đồng minh cố ý trì hoãn việc bắt đầu các cuộc đàm phán hòa bình. Khi chính phủ Pháp đề nghị Wilson tham quan các chiến trường, Wilson từ chối, với lý do không muốn để cảm xúc chi phối quá trình hòa giải. Wilson tin rằng hòa bình nên được xây dựng dựa trên các nguyên tắc, chứ không phải cảm xúc, ngay cả khi Pháp đã chịu tổn thất nặng nề từ cuộc chiến.

### Xung đột Mỹ - Pháp: "candeur" và "vĩ đại"

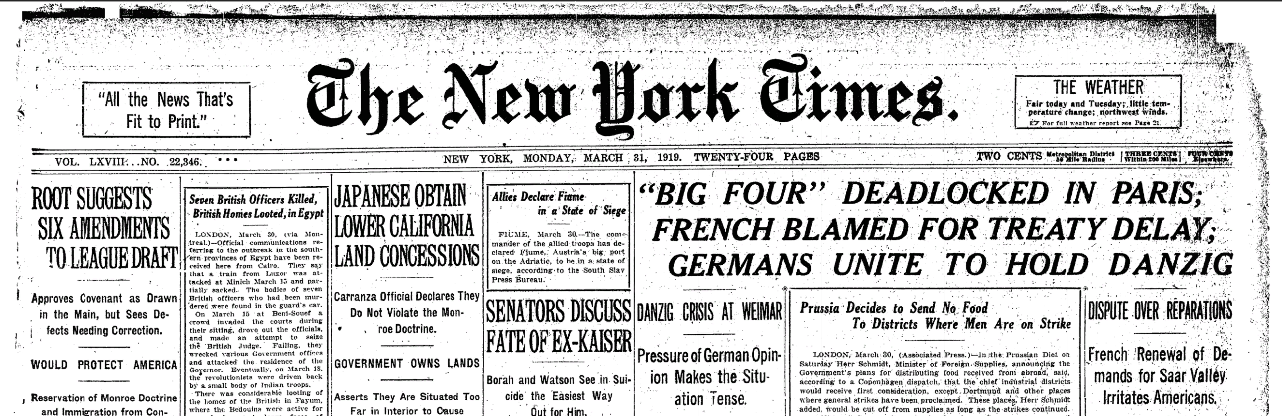
Bài xã luận tờ New York Times, ngày 31 tháng 3 năm 1919: Tứ Cường ở Paris đang bế tắc; người Pháp bị buộc tội trì hoãn các cuộc đàm phán hòa bình; Người Đức đoàn kết giữ Danzig

Xung đột giữa Hoa Kỳ và Pháp tại Hội nghị Hòa bình Paris có thể được mô tả như một cuộc đối đầu giữa chủ nghĩa lý tưởng của Tổng thống Woodrow Wilson và chủ nghĩa thực dụng của Thủ tướng Pháp Georges Clemenceau. Mặc dù Đại tá House đã cố gắng thuyết phục Wilson rằng quan điểm phái đoàn Mỹ gần giống với phái đoàn Pháp, nhưng Wilson dần dần nhận ra những khác biệt lớn.
Một trong những vấn đề then chốt là việc thành lập Hội Quốc Liên, mà Wilson coi là nền tảng trật tự thế giới mới. Tuy nhiên, đối với người Pháp, những người đã trải qua sự tàn phá khủng khiếp trong chiến tranh và mất một phần lớn dân số nam giới, ưu tiên hàng đầu là bảo đảm an ninh trước sự xâm lược từ Đức trong tương lai. Mặc dù Clemenceau chính thức ủng hộ ý tưởng về Hội Quốc Liên, nhưng ông chỉ coi đó là một công cụ để kiểm soát các điều khoản từ các hiệp ước hòa bình. Hơn nữa, Clemenceau vẫn trung thành với hệ thống cân bằng quyền lực và các liên minh cũ, điều mà Clemenceau đã công khai thừa nhận trong một bài phát biểu trước Hạ viện Pháp, nêu rõ đây là nguyên tắc chỉ đạo của ông tại hội nghị.
Tuyên bố này của Clemenceau đã dẫn đến sự bất đồng nghiêm trọng với Wilson. Clemenceau sử dụng từ "candeur" để mô tả Wilson — một thuật ngữ có thể dịch là "thẳng thắn" hoặc "ngây thơ". Trong báo chí và giới chính trị Hoa Kỳ, bình luận này được coi là một thách thức. Dần dần, giữa hai nhà lãnh đạo xuất hiện một sự phân chia đơn giản: Wilson được coi là nhà lãnh đạo cao thượng, lý tưởng, luôn hướng tới tương lai tươi sáng, còn Clemenceau là nhà thực dụng cứng rắn, bị thúc đẩy bởi việc trả thù đối với những thiệt hại mà Pháp đã gánh chịu trong chiến tranh.
Tuy nhiên, như nhà sử học Margaret MacMillan chỉ ra, sự khác biệt giữa Wilson và Clemenceau chủ yếu bắt nguồn từ kinh nghiệm sống và quan điểm thế giới của mỗi người. Wilson, người tin vào sự lương thiện tự nhiên của con người và các giá trị dân chủ, ít hiểu biết về thực tế cuộc chiến ở châu Âu, trong khi Clemenceau, từng trải qua nhiều cuộc chiến tranh và cách mạng, khó có thể tin tưởng vào những ý tưởng như vậy. Clemenceau nhấn mạnh rằng Pháp, quốc gia đã bị tàn phá nặng nề bởi chiến tranh, buộc phải giữ vững sự "cứng rắn" và hoài nghi đối với Đức, đồng thời cho rằng Hội Quốc Liên không thể là sự đảm bảo duy nhất cho an ninh, và tin rằng Pháp cần củng cố các vị thế quân sự và chính trị.
Vì vậy, xung đột giữa Hoa Kỳ và Pháp tại hội nghị không chỉ là kết quả khác biệt về mục tiêu, mà còn phản ánh sự khác biệt trong cách tiếp cận tương lai thế giới: đối với Wilson, đó là cơ hội để tạo ra một trật tự quốc tế mới; đối với Clemenceau, đó là nhu cầu đảm bảo an ninh cho Pháp trong bối cảnh mối đe dọa hiện hữu.

### Nơi ở phái đoàn Mỹ

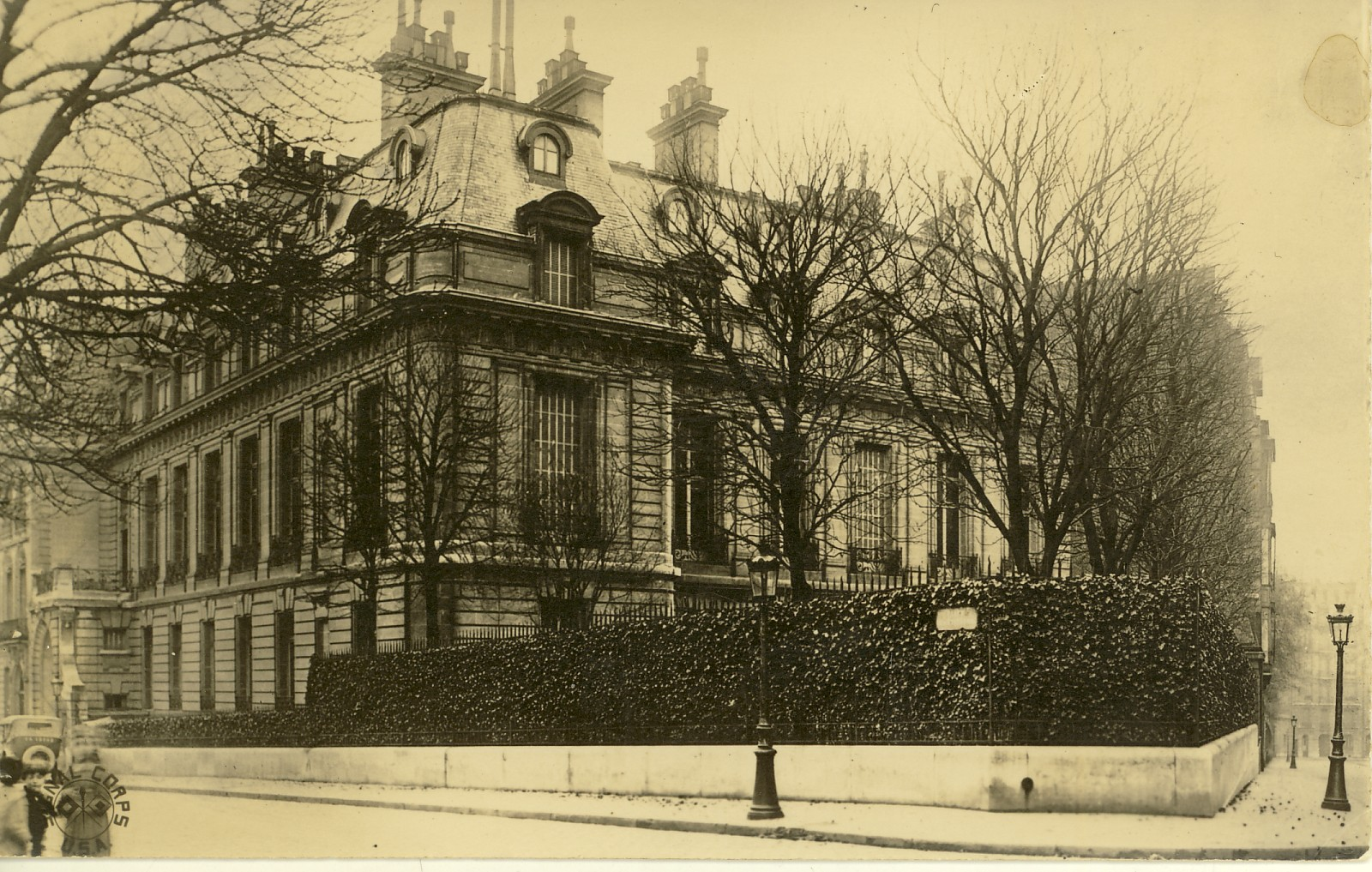
Nơi Tổng thống Wilson ở Paris (khoảng năm 1919)

Khi Tổng thống Wilson và phái đoàn Mỹ quay trở lại Paris vào tuần thứ hai tháng Giêng, họ đã được sắp xếp ở trong những khách sạn sang trọng, phản ánh vị thế các cường quốc chiến thắng. Wilson lưu trú tại khách sạn "Khách sạn Hoàng tử Murat", nơi mà chính phủ Pháp chi trả toàn bộ chi phí. Khách sạn giữ nguyên nét xa hoa thời kỳ đế quốc — Wilson được đón tiếp trong không gian với những món đồ nội thất trang nghiêm từ thời Napoleon I, bao gồm cả một con đại bàng bằng đồng khổng lồ đứng sau lưng ông trong các cuộc gặp.
Phần còn lại phái đoàn Mỹ cư trú tại khách sạn "Khách sạn Crillon" không kém phần lộng lẫy. Trong khi các thành viên phái đoàn rất ấn tượng với ẩm thực Pháp và dịch vụ chu đáo, đồng thời ngạc nhiên trước các thang máy thủy lực cũ kỹ thường xuyên bị mắc kẹt. Khách sạn không đủ chỗ cho tất cả các văn phòng phái đoàn, vì vậy một số được đặt tại các tòa nhà lân cận. Theo thời gian, người Mỹ đã có những thay đổi để tạo sự thoải mái hơn: họ mở một tiệm cắt tóc, lắp đặt hệ thống đường dây điện thoại nội bộ, và thay thế bữa sáng nhẹ kiểu Pháp bằng bữa sáng "đậm chất" kiểu Mỹ. An ninh khách sạn bao gồm không chỉ các lính gác ở cổng mà còn có cả các chốt canh trên mái nhà, tạo ra bầu không khí giống như trên một con tàu chiến, theo nhận xét nhà ngoại giao trẻ người Anh Harold Nicolson.
Người Mỹ tuân thủ một hệ thống cấp bậc nghiêm ngặt: các đại biểu cấp cao không bao giờ ăn cùng với các đại biểu cấp dưới, điều này hoàn toàn trái ngược với phái đoàn Anh. Trong khi những đại diện cao cấp như Robert Lansing, Henry White và tướng Tasker H. Bliss ở trên tầng hai, Đại tá House — "người nắm quyền thực sự" — lại có một căn phòng rộng rãi nhất trên tầng ba, được bảo vệ đặc biệt kỹ lưỡng. Wilson và House thường xuyên giữ liên lạc, hoặc gặp gỡ trực tiếp, hoặc nói chuyện qua đường dây riêng mà các kỹ sư quân đội đã lắp đặt. Mỗi khi Wilson đến "Khách sạn Crillon", ông không bao giờ dừng lại ở tầng hai, mà luôn đi thẳng lên tầng ba để gặp House.

## Lựa chọn địa điểm tổ chức
Việc lựa chọn địa điểm tổ chức Hội nghị Hòa bình Paris đã gây ra những bất đồng nghiêm trọng giữa các nhà tổ chức. Các phái đoàn Mỹ và Anh đều không muốn hội nghị diễn ra tại Paris. Đại tá House, một người bạn thân cận của Tổng thống Wilson, đã bày tỏ lo ngại trong nhật ký của mình rằng bầu không khí ở thủ đô một quốc gia trực tiếp tham gia chiến tranh sẽ khiến việc đạt được một nền hòa bình công bằng trở nên vô cùng khó khăn. Wilson ưa thích Thụy Sĩ trung lập hơn và đã dự định tổ chức cuộc họp tại Genève. Tuy nhiên, lo ngại về tinh thần cách mạng và hiện diện các gián điệp Đức ở Thụy Sĩ đã khiến ông từ bỏ ý định này.
Thủ tướng Pháp Georges Clemenceau kiên quyết yêu cầu hội nghị phải được tổ chức tại Paris. Ông không lay chuyển, vì thấy đây là biểu tượng quan trọng đối với Pháp, quốc gia chịu thiệt hại nặng nề nhất trong chiến tranh. Kết quả là, Thủ tướng Anh Lloyd George bực bội thừa nhận rằng ông sẽ thích tổ chức hội nghị ở bất cứ đâu, miễn là không phải ở "thủ đô chết tiệt của Pháp", nhưng cuối cùng cả Lloyd George và House đều phải nhượng bộ trước sự cương quyết của Clemenceau.

## Clemenceau và phái đoàn Pháp
Trong suốt Hội nghị Hòa bình Paris, Thủ tướng Pháp Georges Clemenceau đã đóng vai trò trung tâm trong việc lãnh đạo phái đoàn Pháp và kiểm soát mọi vấn đề quan trọng liên quan đến các cuộc đàm phán. Mặc dù phái đoàn có sự tham gia từ nhiều quan chức và chuyên gia, Clemenceau thường tự mình giải quyết các chi tiết mà không cần tham khảo ý kiến từ Bộ Ngoại giao hay các nhà khoa học. Điều này gây ra sự khó chịu cho các nhà ngoại giao và chuyên gia, những người không hài lòng khi ý kiến của họ bị bỏ qua.
Bộ trưởng Ngoại giao Pháp, Stephen Pichon, tuân thủ những chỉ thị hàng ngày từ Clemenceau và thực chất chỉ thực hiện mệnh lệnh của ông. Clemenceau nổi tiếng là người cứng rắn và đòi hỏi cao, điều này thể hiện qua hành vi thẳng thừng của ông. Chẳng hạn, ông từng đuổi cả phái đoàn Pháp ra khỏi một cuộc họp, nói rằng không ai trong số họ là cần thiết. Các cuộc thảo luận chính thường được Clemenceau tiến hành trong một nhóm nhỏ những người ông tin tưởng, bao gồm tướng Henri Mordacq, chính trị gia André Tardieu và doanh nhân Louis Loucheur. Thú vị là Clemenceau đã ra lệnh theo dõi những người này, và vào buổi sáng, ông cho họ xem các báo cáo về những hoạt động di chuyển của họ trong ngày trước đó.
Mối quan hệ của Clemenceau với Tổng thống Pháp Raymond Poincaré rất căng thẳng và thậm chí thù địch. Clemenceau công khai lờ đi Poincaré, gọi ông là "vô dụng" như một bộ phận thừa, thể hiện rõ sự khinh miệt của ông đối với tổng thống.
Mặc dù rất yêu nước Pháp, theo quan điểm của Lloyd George, Clemenceau lại không có cảm tình với người dân Pháp. Ông không thích tham gia các sự kiện xã giao và hiếm khi tham dự các hoạt động không chính thức hội nghị, khiến nhiều người cảm thấy thất vọng. Tuy nhiên, vào ngày 29 tháng 12 năm 1918, Clemenceau đã yêu cầu và nhận được sự tín nhiệm từ quốc hội với 398 phiếu thuận và 93 phiếu chống, chứng tỏ sức mạnh chính trị của ông và sự tự tin trong các hành động của mình, mặc dù ông luôn giữ kín các kế hoạch liên quan đến những yêu cầu đối với Đức.

## Lloyd George và phái đoàn Anh

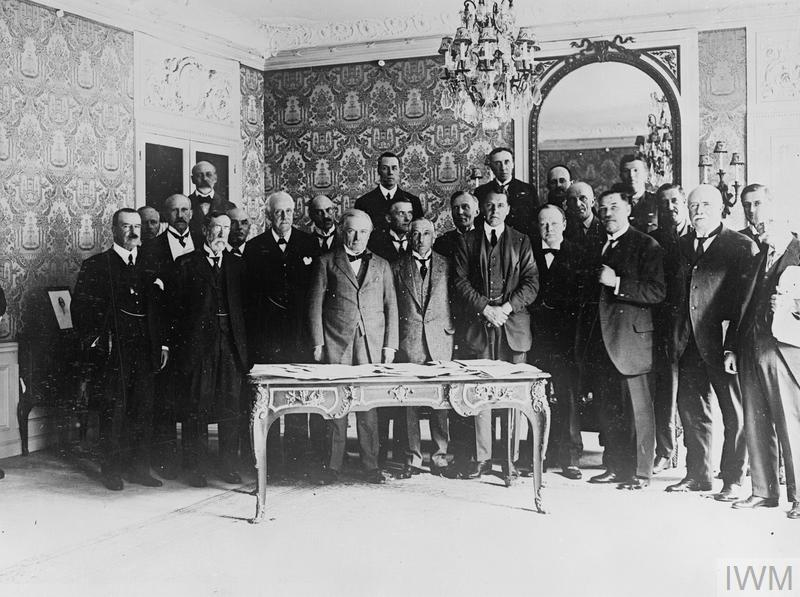
Phái đoàn Đế quốc Anh (16 tháng 10 năm 1919). Trung tâm: David Lloyd George

David Lloyd George, Thủ tướng Vương quốc Anh, đã đến tham dự Hội nghị Hòa bình Paris vào ngày 11 tháng 1 năm 1919, khi tất cả các nhà lãnh đạo quan trọng thế giới — Woodrow Wilson, Georges Clemenceau và chính ông — cuối cùng đã gặp nhau để đàm phán. Chính phủ Lloyd George, vừa giành chiến thắng trong cuộc bầu cử tháng 12 năm 1918, là một liên minh với phe bảo thủ, khiến vị thế chính trị của Lloyd George trở nên dễ tổn thương. Những lo ngại về chính trị nội bộ, bao gồm kỳ vọng ngày càng tăng của người dân Anh về việc cải thiện điều kiện sống sau chiến tranh và vấn đề Ireland, đã đặt ra những thách thức nghiêm trọng đối với thủ tướng.
Lloyd George là một người tràn đầy năng lượng và có sức lôi cuốn, có khả năng thay đổi quan điểm của mình một cách linh hoạt. Tại hội nghị, ông đã nhanh chóng thay đổi bài phát biểu về vấn đề Adriatic sau khi nhận được dữ liệu mới. Tài hùng biện và khả năng thích ứng của ông đã tạo ra sự tương phản với sự cứng rắn của Clemenceau và các bài phát biểu mang tính lý tưởng của Wilson.
Tại hội nghị, Lloyd George cố gắng giảm thiểu ảnh hưởng từ Bộ Ngoại giao Anh, dựa vào đội ngũ cá nhân trẻ tuổi và tài năng của mình, như thư ký riêng Philip Kerr. Điều này đã gây khó chịu cho các nhà ngoại giao và quan chức truyền thống, đặc biệt là do sự vắng mặt của Bộ trưởng Ngoại giao Huân tước Curzon, người đứng đầu ngành ngoại giao Anh trong phái đoàn.
Những vấn đề liên quan đến Đế quốc Anh cũng vẫn là trọng tâm. Thủ tướng nhận thức rằng đế quốc đang suy yếu về mặt kinh tế, đặc biệt là sau khi trung tâm tài chính toàn cầu chuyển dịch sang Hoa Kỳ. Lloyd George hy vọng cải thiện mối quan hệ với Mỹ, điều này có thể giúp Anh giải quyết các trách nhiệm toàn cầu của mình, thậm chí có thể chuyển giao một phần trách nhiệm cho Mỹ ở những khu vực chiến lược quan trọng như Bosphorus và Dardanelles

### Thuộc địa và vùng tự trị
Sau khi Nội các Chiến tranh Đế quốc (IWC) được thành lập vào năm 1916, các vùng tự trị như Canada, Úc, Nam Phi và New Zealand đã tham gia tích cực hơn vào các vấn đề đế quốc. Lực lượng quân sự các vùng tự trị, tham chiến tại châu Âu, đã được ghi nhận vì sự dũng cảm, từ đó thay đổi cách nhìn nhận từ chính quốc đối với các vùng tự trị. Các vùng tự trị này giờ đây mong muốn có đại diện chính thức tại các cuộc đàm phán hòa bình.
Ban đầu, Lloyd George đề xuất đưa thủ tướng của một trong các vùng tự trị vào phái đoàn Anh, nhưng đã gặp phải "sự ganh tị lẫn nhau" giữa các nhà lãnh đạo các vùng tự trị. Ví dụ, thủ tướng Canada, Robert Borden, đã đe dọa sẽ trở về nước nếu Canada không có đại diện riêng. Điều này dẫn đến các cuộc đàm phán căng thẳng. Pháp và Mỹ coi các vùng tự trị như "con rối của London", cho rằng Anh sẽ lợi dụng điều này để có thêm phiếu bầu tại hội nghị. Nỗ lực thỏa hiệp bằng cách đề nghị các vùng tự trị chỉ có một phiếu tương đương với các quốc gia nhỏ bị các lãnh đạo vùng tự trị phản đối mạnh mẽ.
Cuối cùng, Lloyd George đã thành công trong việc đảm bảo mỗi thuộc địa có đại diện chính thức: Canada, Úc, Nam Phi và Ấn Độ có hai đại biểu, còn New Zealand có một. Tên của phái đoàn cũng được thay đổi từ "phái đoàn Anh" thành "phái đoàn Đế quốc Anh", đây là một chiến thắng mang tính biểu tượng đối với các vùng tự trị.
Tuy nhiên, điều này đã gây ra những vấn đề khác. Ví dụ, thủ tướng Úc, Billy Hughes, tuyên bố rằng Úc có thể sẽ không tham gia vào các cuộc chiến tranh trong tương lai của Anh. Những tuyên bố tương tự cũng được đưa ra bởi đại diện Nam Phi, nhấn mạnh khát vọng ngày càng lớn các vùng tự trị đối với sự độc lập. Pháp và Mỹ nhìn thấy đây là cơ hội để làm suy yếu Đế quốc Anh, và ngay cả đại tá House cũng cân nhắc rằng điều này có thể đẩy nhanh sự tan rã đế quốc, khiến Anh chỉ còn kiểm soát các hòn đảo của riêng mình.

### Nơi ở
Phái đoàn Anh tại Hội nghị Hòa bình Paris, gồm hơn bốn trăm người, đã cư trú tại một số khách sạn sang trọng gần Khải Hoàn Môn. Trung tâm chính là khách sạn "Majestic", nơi trước chiến tranh được biết đến là nơi dừng chân của các quý bà Brazil giàu có khi đến châu Âu để mua sắm. Vì lý do an ninh, người Anh đã thay thế toàn bộ nhân viên khách sạn, bao gồm cả đầu bếp, bằng những người đến từ vùng Midlands của Anh để tránh rò rỉ thông tin. Tuy nhiên, như các đại biểu đã tự đùa, điều này đã làm giảm chất lượng đồ ăn: chỉ có cháo, trứng với thịt xông khói, rất nhiều thịt và rau, nhưng cà phê lại rất tệ. Dù áp dụng nhiều biện pháp an ninh, các văn phòng chứa tài liệu mật lại nằm tại khách sạn "Astoria", nơi vẫn do nhân viên Pháp phục vụ, khiến việc thay đổi nhân viên tại "Majestic" trở nên vô nghĩa.
An ninh và bảo mật trở thành nỗi ám ảnh. Thư từ của các đại biểu gửi về London được chuyển đi không qua bưu điện Pháp, các nhân viên an ninh từ Scotland Yard kiểm tra giấy tờ của mọi khách trọ, và các đại biểu buộc phải hủy tài liệu bằng cách xé chúng thành những mảnh nhỏ. Vợ của các đại biểu được phép ăn uống tại khách sạn nhưng không được sống ở đó, vì có lời đồn rằng phụ nữ đã làm rò rỉ nhiều bí mật tại Đại hội Viên.
Mỗi khách trọ tại "Majestic" đều được phát một tờ hướng dẫn với các quy tắc, bao gồm giới hạn thời gian ăn uống và quy định tự thanh toán đồ uống, ngoại trừ khi khách là đại diện của các vùng tự trị hoặc Ấn Độ. Quy định này đã gây ra nhiều lời bình luận từ phía người Anh. Tại khách sạn còn có một bác sĩ, chuyên về sản khoa, và ba y tá, cùng với một phòng chơi bi-da và vườn mùa đông trong tầng hầm để giải trí. Xe ô tô có thể được đặt trước, trong tờ hướng dẫn còn nhắc nhở rằng các cuộc điện thoại có thể bị nghe lén.
Lloyd George, Thủ tướng Anh, không ở khách sạn mà ở một căn hộ sang trọng trên đường Rue Nitot, hiện là Rue de l'Amiral-d'Estaing, do một quý bà người Anh giàu có cung cấp. Ở cùng ông là các cô con gái, thư ký riêng Philip Kerr, và Frances Stevenson, giáo viên con gái út của ông và cũng là tình nhân lâu năm. Tầng trên là nơi ở của cựu Thủ tướng Arthur Balfour, người buổi tối phải nghe những bài thánh ca tiếng Wales do Lloyd George hát.

### Lợi ích Anh
Các lợi ích Anh tại Hội nghị Hòa bình Paris rất đa dạng và thường trùng lặp với mục tiêu các quốc gia thuộc địa, mỗi quốc gia đều có tham vọng riêng. Đoàn đại biểu Canada đã ký kết được một số thỏa thuận với các quốc gia châu Âu như Pháp, Bỉ, Hy Lạp và Romania, đảm bảo nguồn cung cấp thực phẩm từ Canada. Trong các cuộc thảo luận không chính thức, Canada thậm chí còn xem xét khả năng trao đổi lãnh thổ — ví dụ, đổi Alaska lấy Honduras thuộc Anh hoặc các đảo ở Tây Ấn. Thủ tướng Canada Robert Borden cũng đã đề xuất với Thủ tướng Anh Lloyd George về việc chuyển giao quyền quản lý Tây Ấn cho Canada.
Ưu tiên chính đoàn đại biểu Canada là củng cố mối quan hệ với Hoa Kỳ và tránh xung đột giữa Anh và Mỹ, điều có thể đặt Canada vào tình thế nguy hiểm. Trong khi đó, đại diện Nam Phi, Jan Smuts, tìm cách mở rộng Đế quốc Anh bằng cách sáp nhập các thuộc địa Đức ở Đông và Tây Nam Phi. Đoàn đại biểu Australia, do Thủ tướng Billy Hughes dẫn đầu, yêu cầu sáp nhập các đảo Thái Bình Dương thuộc Đức và bảo vệ chính sách "Australia da trắng", hạn chế nhập cư chỉ dành cho người da trắng. Hughes tỏ ra hoài nghi về Hội Quốc Liên và chỉ trích các ý tưởng của Tổng thống Mỹ Woodrow Wilson. Đại diện New Zealand, dù ít công khai phản đối Hội Quốc Liên hơn, cũng muốn sáp nhập các đảo thuộc Đức ở Thái Bình Dương.
Đoàn đại biểu Ấn Độ, dù có mặt trong Nội các Chiến tranh Đế quốc do Ấn Độ tham gia vào chiến tranh, nhưng không có tính tự chủ như các thuộc địa khác. Những đại diện Ấn Độ như Edwin Montagu và các quý tộc Ấn Độ như Huân tước Satyendra Sinha và Maharaja xứ Bikaner chủ yếu là biểu tượng trung thành với Đế quốc, hơn là những nhân vật chính trị thực sự. Trong khi đó, Đảng Quốc đại Ấn Độ, không có đại diện tại Paris, đang phát triển thành một phong trào đại chúng đòi quyền tự trị.
Thách thức đoàn đại biểu Anh nằm ở sự rộng lớn của nó: lãnh đạo Canada và Australia có thể bảo vệ hiệu quả lợi ích Anh trong các vấn đề như xác định biên giới với Hy Lạp, Albania và Tiệp Khắc. Tuy nhiên, tình hình trở nên phức tạp khi các thuộc địa theo đuổi mục tiêu riêng của họ, không trùng với lợi ích Anh. Lloyd George, mặc dù giữ vai trò lãnh đạo, không phải lúc nào cũng sẵn lòng bảo vệ lợi ích các thuộc địa trước các đối tác châu Âu.

## Các quốc gia tham dự
Trong Hội nghị Hòa bình Paris, có 27 quốc gia tham gia từ phía các nước thắng trận trong Thế chiến I: những quốc gia chính gồm có Hoa Kỳ, Đế quốc Anh, Pháp, Ý và Đế quốc Nhật Bản, cùng với Bỉ, Trung Quốc, Bolivia, Brasil, Cuba, Ecuador, Hy Lạp, Guatemala, Haiti, Hejaz, Honduras, Liberia, Nicaragua, Panama, Peru, Ba Lan, Bồ Đào Nha, România, Vương quốc của người Serbia, Croatia và Slovenia, Xiêm, Tiệp Khắc, Uruguay; năm vùng tự trị thuộc Anh (Lãnh thổ tự trị Newfoundland, Canada, Liên hiệp Nam Phi, Australia, New Zealand) và Ấn Độ thuộc Anh, được công nhận là có phái đoàn riêng.

## Trật tự thế giới mới

### Tứ Cường
Tứ Cường, còn được gọi Hội đồng Bốn, được thành lập trong Hội nghị Hòa bình Paris, bao gồm các lãnh đạo bốn cường quốc thắng trận trong Thế chiến I: Thủ tướng Anh David Lloyd George, Thủ tướng Pháp Georges Clemenceau, Tổng thống Hoa Kỳ Woodrow Wilson và Thủ tướng Ý Vittorio Orlando. Cơ quan này trở thành trung tâm chính trong việc ra quyết định, khi các phái đoàn và bộ trưởng ngoại giao khác bị loại khỏi các cuộc thảo luận quan trọng.

#### Tổ chức công việc
Vào ngày 12 tháng 1, Lloyd George gặp Clemenceau, Wilson và Orlando tại Quai d'Orsay, tòa nhà Bộ Ngoại giao Pháp, trong một căn phòng được trang trí sang trọng, nơi diễn ra các cuộc đàm phán quan trọng nhất, như việc xác định biên giới mới ở châu Âu, giải quyết các vấn đề thuộc địa và xây dựng kế hoạch thành lập Hội Quốc Liên. Mỗi nhà lãnh đạo đều có bộ trưởng ngoại giao và một số cố vấn đi cùng. Ngày hôm sau, đồng ý với mong muốn của Anh, hai đại diện Nhật Bản tham gia cùng Hội đồng. Đây là cách "Hội đồng Mười" được thành lập, mặc dù hầu hết những người đương thời vẫn tiếp tục gọi nó là "Hội đồng Tối cao" - tương tự như Hội đồng Chiến tranh Tối cao (SCA) thời chiến. Đại diện các nước đồng minh nhỏ và các nước trung lập không được mời. Vào cuối tháng 3, trong các cuộc đàm phán ngoại giao quan trọng hội nghị, Hội đồng tối cao đã loại bỏ cả ngoại trưởng và các đại biểu Nhật Bản, trở thành "Hội đồng Bốn" (Lloyd George, Clemenceau, Wilson và Orlando).
Mỗi thành viên Hội đồng đều mang những lợi ích riêng vào các cuộc đàm phán. Lloyd George tìm cách đạt được thỏa hiệp để duy trì sự cân bằng quyền lực ở châu Âu và đồng thời đáp ứng yêu cầu từ các vùng tự trị Anh. Clemenceau đòi hỏi các điều khoản khắt khe đối với Đức nhằm giảm bớt ảnh hưởng của nước này ở châu Âu. Ngược lại, Wilson thúc đẩy "Mười bốn điểm" của mình, trong đó tập trung vào việc thành lập Hội Quốc Liên và nguyên tắc các dân tộc tự quyết. Orlando, dù tham gia ít chủ động hơn, vẫn cố gắng đạt được những điều kiện có lợi cho Ý, bao gồm cả các nhượng bộ về lãnh thổ.
Công việc Hội đồng Bốn được tổ chức rất chặt chẽ: các cuộc họp diễn ra hàng ngày, đôi khi nhiều lần trong ngày, và thảo luận cả những vấn đề đã lên kế hoạch và những vấn đề nảy sinh đột xuất. Các đại biểu Pháp tránh mở cửa sổ mặc dù trời nóng, điều này nhấn mạnh sự khác biệt văn hóa giữa các phái đoàn. Trong vòng đàm phán chặt chẽ này, các cách tiếp cận và tham vọng khác nhau thường xuyên đụng độ, nhưng sự hợp tác, dù gặp nhiều khó khăn, đã cho phép họ xây dựng nền tảng một trật tự thế giới mới, quyết định mối quan hệ quốc tế sau chiến tranh.
Mỗi cuộc họp đều có phiên dịch từ tiếng Pháp sang tiếng Anh và ngược lại, điều này đôi khi khiến việc thảo luận phức tạp hơn. Chẳng hạn, phiên dịch viên Paul Joseph Mantoux không chỉ dịch nghĩa các từ, mà dường như còn truyền tải cảm xúc, khiến cho ông như là một người tham gia vào quá trình đàm phán. Điều này tạo ra bầu không khí tham gia cá nhân trong việc ra quyết định.
Công việc Hội đồng Bốn đã trở thành yếu tố quan trọng trong việc soạn thảo Hiệp ước Hòa bình Versailles và thiết lập nền tảng hệ thống quốc tế mới, mặc dù mỗi nhà lãnh đạo và các quốc gia tham gia đều bị chi phối bởi lợi ích và tầm nhìn riêng về tương lai thế giới.

#### Thời gian và sự chuẩn bị
Mặc dù các cuộc xung đột đã kết thúc, tâm trạng người dân và quân đội đã thay đổi mạnh mẽ. Người dân mong đợi kết quả nhanh chóng và hòa bình cuối cùng, trong khi các lãnh đạo Phe Hiệp ước (Entente) lại đối mặt với những khó khăn trong việc tổ chức các cuộc đàm phán hòa bình. Lệnh đình chiến đột ngột, mà các đồng minh chưa sẵn sàng, càng làm tăng thêm cảm giác thiếu chuẩn bị cho các tiến trình hòa bình.
Một yếu tố quan trọng đặc biệt là việc giải ngũ quân đội. Tướng John Pershing đã cảnh báo rằng đến giữa tháng 8 năm 1919, tất cả binh lính Mỹ sẽ được đưa về Hoa Kỳ, điều này sẽ làm suy yếu đáng kể ảnh hưởng các đồng minh trong các cuộc đàm phán. Kỳ vọng rằng chiến tranh sẽ kéo dài hơn cũng ảnh hưởng đến việc nhiều quốc gia không chuẩn bị sẵn các kế hoạch hòa bình cụ thể. Các chính trị gia và quân đội vẫn còn trong tâm thế "tất cả vì chiến thắng", và việc chuyển sang tư duy hòa bình đòi hỏi thêm thời gian.
Một số quốc gia đã bắt đầu chuẩn bị cho hòa bình ngay từ trong thời kỳ chiến tranh. Vào năm 1917, Anh đã thành lập cơ quan gọi là "Do thám đặc biệt Anh" (British special inquiry) và ở Pháp có ủy ban "Ủy ban nghiên cứu" (Comité d'études). Tuy nhiên, khối lượng công việc lớn nhất là của Mỹ. Năm 1917, dưới sự chỉ đạo của Edward M. House, một ủy ban có tên "Điều tra" (The Inquiry) đã được thành lập, bao gồm các chuyên gia từ nhiều lĩnh vực khác nhau, bao gồm cả các nhà sử học và nhà truyền giáo. Ủy ban này đã chuẩn bị một số lượng lớn các nghiên cứu và bản đồ, bao phủ hơn 60 chủ đề khác nhau liên quan đến Viễn Đông và Thái Bình Dương. Tuy nhiên, tại hội nghị, nhiều nghiên cứu này đã bị các nhà lãnh đạo đồng minh bỏ qua.
Sự thiếu sẵn sàng và thời gian chuẩn bị kỹ lưỡng đã làm chậm quá trình ra quyết định tại hội nghị. Tuy vậy, công việc các ủy ban như "Điều tra" đã cung cấp thông tin hữu ích, dù không phải lúc nào cũng được xem xét, nhưng vẫn đóng vai trò nhất định trong việc xác định một số khía cạnh các thỏa thuận hòa bình.

#### Quy định
Thảo luận về các quy định tại Hội nghị Hòa bình Paris bắt đầu ngay từ những ngày đầu tiên và kéo dài đáng kể, đặc biệt trong tuần lễ đầu tiên. Các quốc gia tham dự hội nghị đã cố gắng tổ chức quy trình ra quyết định, nhưng phương pháp tiếp cận mỗi nước thường khác nhau. Bộ Ngoại giao Anh đã chuẩn bị một sơ đồ, trong đó Hội đồng Tối cao được ví như trung tâm, tương tự như Mặt Trời trong Hệ Mặt Trời. Biểu đồ này khiến Lloyd George bật cười, nhấn mạnh sự thiếu nghiêm túc của Anh đối với các mô hình như vậy.
Ngược lại, phái đoàn Pháp đã chuẩn bị một chương trình nghị sự chi tiết, trong đó mọi vấn đề được hệ thống hóa và xếp theo mức độ quan trọng. Tuy nhiên, khi Wilson nhận thấy rằng việc giải quyết hòa bình với Đức được đặt lên hàng đầu, trong khi Liên minh các quốc gia chỉ được đề cập một cách thoáng qua, ông đã bác bỏ kế hoạch này với sự hỗ trợ của Lloyd George. Đại biểu Pháp André Tardieu giải thích sự bất đồng này là do "bản năng phản cảm của người Anglo-Saxon đối với những cấu trúc hệ thống hóa tư duy Latin".
Một trong những nhân vật quan trọng trong việc tổ chức hội nghị là đại biểu Pháp Paul Dutasta, người đã được chọn làm thư ký Hội đồng Tối cao. Có tin đồn rằng ông là con ngoài giá thú của Georges Clemenceau, điều này đã thêm phần kịch tính cho việc bổ nhiệm Dutasta. Tuy nhiên, phần lớn công việc thư ký sau đó đã chuyển sang viên chức người Anh Maurice Hankey. Với kinh nghiệm đáng kể trong các vấn đề này, Hankey nhanh chóng đảm nhận hầu hết các trách nhiệm, đảm bảo hiệu quả làm việc Hội đồng và điều phối các chức năng hành chính.

#### Các quốc gia và tiếng nói
Vào tháng 12 năm 1918, Bộ Ngoại giao Pháp đã gửi lời mời tham dự Hội nghị Hòa bình Paris đến đại diện của hầu hết các quốc gia trên thế giới, từ Liberia đến Xiêm La. Đến tháng 1 năm 1919, các đại diện 29 quốc gia đã tụ họp tại Paris, và mỗi quốc gia đều mong muốn tham gia vào các cuộc đàm phán. Tuy nhiên, cách tiếp cận đối với sự tham gia các quốc gia khác nhau lại không thống nhất. Clemenceau dự định giao cho các quốc gia nhỏ hơn những vấn đề mà ông cho là kém quan trọng hơn, chẳng hạn như các tuyến đường thủy quốc tế, trong khi các quyết định quan trọng sẽ do các cường quốc lớn quyết định. Wilson, người coi hội nghị là không chính thức và sơ bộ, không mấy quan tâm đến việc tạo ra các cấu trúc chính thức, thay vào đó ông thích các cuộc đàm phán riêng tư. Tuy nhiên, dưới áp lực dư luận, vốn mong đợi các nhà ngoại giao tại Paris sẽ làm việc tích cực, Clemenceau đã nhấn mạnh rằng những người tham gia hội nghị phải thể hiện tiến bộ.
Lloyd George đã đề xuất một sự thỏa hiệp: tổ chức các phiên họp toàn thể với tất cả các quốc gia tham gia vào cuối mỗi tuần, trong khi suốt tuần, các quyết định sẽ do Hội đồng Tối cao — cơ quan chính bao gồm đại diện các cường quốc lớn — đưa ra. Cách tiếp cận này cho phép các cường quốc giữ quyền kiểm soát đối với các vấn đề quan trọng, nhưng vẫn cho phép các quốc gia khác tham gia vào quá trình một cách hình thức.
Các quốc gia nhỏ hơn cũng đưa ra yêu cầu về vị thế của họ tại hội nghị. Bồ Đào Nha, đã gửi 60.000 binh sĩ đến Mặt trận phía Tây, bức xúc vì chỉ có một đại biểu, trong khi Brazil, chỉ gửi một đơn vị y tế và vài phi công, lại có ba đại biểu. Anh ủng hộ yêu cầu của Bồ Đào Nha, trong khi Mỹ đứng về phía Brazil. Căng thẳng này nhấn mạnh tầm quan trọng Hội nghị Paris đối với các quốc gia, vì họ coi đây là cơ hội để khẳng định tầm quan trọng quốc tế của mình và củng cố vị thế.
Điều đặc biệt quan trọng là sự công nhận đối với các "quốc gia đang trong quá trình hình thành". Với sự tan rã các đế quốc lớn như Đế quốc Nga, Áo-Hung và Ottoman, nhiều quốc gia mới xuất hiện trên bản đồ chính trị, và họ khao khát được quốc tế công nhận. Hội nghị Paris trở thành cơ hội quan trọng để những quốc gia này tự khẳng định trên trường quốc tế.

#### Công chúng và truyền thông
Ngay từ khi bắt đầu Hội nghị Hòa bình Paris, Hội đồng Tối cao đã phải đối mặt với sự quan tâm rất lớn từ công chúng và giới truyền thông. Vài tuần trước khi hội nghị khai mạc, hàng trăm nhà báo đã đổ về Paris để đưa tin về sự kiện lịch sử này. Chính phủ Pháp đã cung cấp một câu lạc bộ báo chí sang trọng trong dinh thự một triệu phú tại Paris. Tuy nhiên, bất chấp những đặc quyền như vậy, nhiều nhà báo vẫn không hài lòng. Họ chế giễu sự xa hoa quá mức của câu lạc bộ, nhưng điều khiến họ phẫn nộ nhất là sự bí mật nghiêm ngặt bao quanh các cuộc đàm phán. Theo họ, chế độ bảo mật này không phù hợp với những cam kết minh bạch trong "Mười bốn điểm" của Wilson và mâu thuẫn với tinh thần hợp tác quốc tế cởi mở.
Công chúng và báo chí mong đợi rằng các cuộc đàm phán sẽ được tiến hành dưới sự giám sát chặt chẽ, điều này sẽ ngăn chặn việc ký kết các thỏa thuận bí mật có thể làm suy yếu niềm tin vào quá trình hòa bình. Các nhà báo yêu cầu quyền có mặt tại các phiên họp của Hội đồng Tối cao hoặc ít nhất là nhận được báo cáo hàng ngày về các chủ đề thảo luận và các quyết định được đưa ra.
Tuy nhiên, các nhà lãnh đạo thế giới không đồng tình với cách tiếp cận này. Clemenceau, bản thân là một nhà báo và là người ủng hộ tự do báo chí, đã nói với Tướng Mordacq rằng, trong trường hợp này, sự minh bạch hoàn toàn sẽ là "tự sát" đối với các cuộc đàm phán. Lloyd George ủng hộ Clemenceau và lưu ý rằng, nếu cho phép các nhà báo đưa tin về các cuộc thảo luận, hội nghị sẽ kéo dài vô tận. Ông đề xuất phát hành một tuyên bố chung, trong đó nêu rằng quá trình đàm phán sẽ lâu dài và phức tạp, và để tránh làm tăng căng thẳng, các cuộc thảo luận sẽ không được công khai. Wilson đồng ý với cách tiếp cận này, nhưng các nhà báo Mỹ bắt đầu nghi ngờ rằng Clemenceau và Lloyd George có thể thao túng Tổng thống Hoa Kỳ mà không có sự giám sát của báo chí.
Một số nhà báo, thất vọng vì không được tiếp cận với các cuộc đàm phán nội bộ, thậm chí đe dọa rời Paris, nhưng chỉ một vài người thực sự thực hiện lời đe dọa này. Cuối cùng, các phương tiện truyền thông phải chấp nhận những thông tin hạn chế, trong khi các quyết định quan trọng vẫn được đưa ra sau những cánh cửa đóng kín.

#### Thành lập Hội Quốc Liên
Hội Quốc Liên được thành lập với mục tiêu thúc đẩy hòa bình và ngăn chặn các xung đột trong tương lai. Các dự thảo về Công ước của Hội Quốc Liên đều được Tổng thống Mỹ Wilson, Huân tước Anh Robert Cecil và Chính khách Nam Phi Jan Smuts. Sau các cuộc đàm phán kéo dài, một dự thảo cuối cùng (Dự thảo Hurst–Miller) đã được chọn làm cơ sở để lập ra "giao ước" – Hiến chương Hội Quốc Liên. Hiến chương này đã được chấp nhận và Hội Quốc Liên chính thức được thành lập vào ngày 25 tháng 1 năm 1919. Hội Quốc Liên được chính thức thành lập thông qua Điều khoản I trong Hòa ước Versailles, ký kết vào ngày 28 tháng 6 năm 1919.
Các nhà hoạt động nữ quyền của Pháp đã mời các nhà nữ quyền quốc tế tham gia một hội nghị song song với Hội nghị Paris, nhằm thúc đẩy quyền tham gia vào đàm phán hòa bình chính thức. Họ đã tổ chức Hội nghị Phụ nữ Liên minh Đồng minh, đồng thời đề xuất những kiến nghị về quyền phụ nữ và trẻ em tại Hội nghị Paris. Dù họ yêu cầu quyền bầu cử và bình đẳng pháp lý với nam giới, những yêu cầu này bị phớt lờ. Tuy nhiên, phụ nữ đã giành được quyền tham gia vào các ủy ban của Hội Quốc Liên, đặc biệt là những ủy ban liên quan đến phụ nữ và trẻ em, và góp phần đảm bảo các cam kết quốc tế về quyền lao động và buôn bán người.
Mặc dù Wilson rất nỗ lực thúc đẩy Hội Quốc Liên và nhận giải Nobel Hòa bình năm 1919 vì đóng góp này, Thượng viện Mỹ không chấp nhận tham gia. Henry Cabot Lodge, lãnh đạo đảng Cộng hòa, yêu cầu rằng chỉ có Quốc hội mới có quyền đưa Mỹ vào chiến tranh, nhưng Wilson từ chối thỏa hiệp, dẫn đến thất bại trong việc phê chuẩn hiệp ước vào ngày 19 tháng 3 năm 1920.
Hội Quốc Liên tổ chức cuộc họp đầu tiên tại Paris vào ngày 16 tháng 1 năm 1920, và sau đó chuyển trụ sở từ London đến Geneva vào ngày 1 tháng 11 năm 1920. Geneva, với lịch sử trung lập lâu đời và là trụ sở của Hội Chữ Thập Đỏ, được chọn làm trụ sở chính thức của Hội Quốc Liên. Palais Wilson tại Geneva trở thành trụ sở của Hội Quốc Liên, được đặt theo tên Tổng thống Mỹ Wilson, người đã đóng góp to lớn cho việc thành lập tổ chức.

#### Lãnh thổ Ủy trị

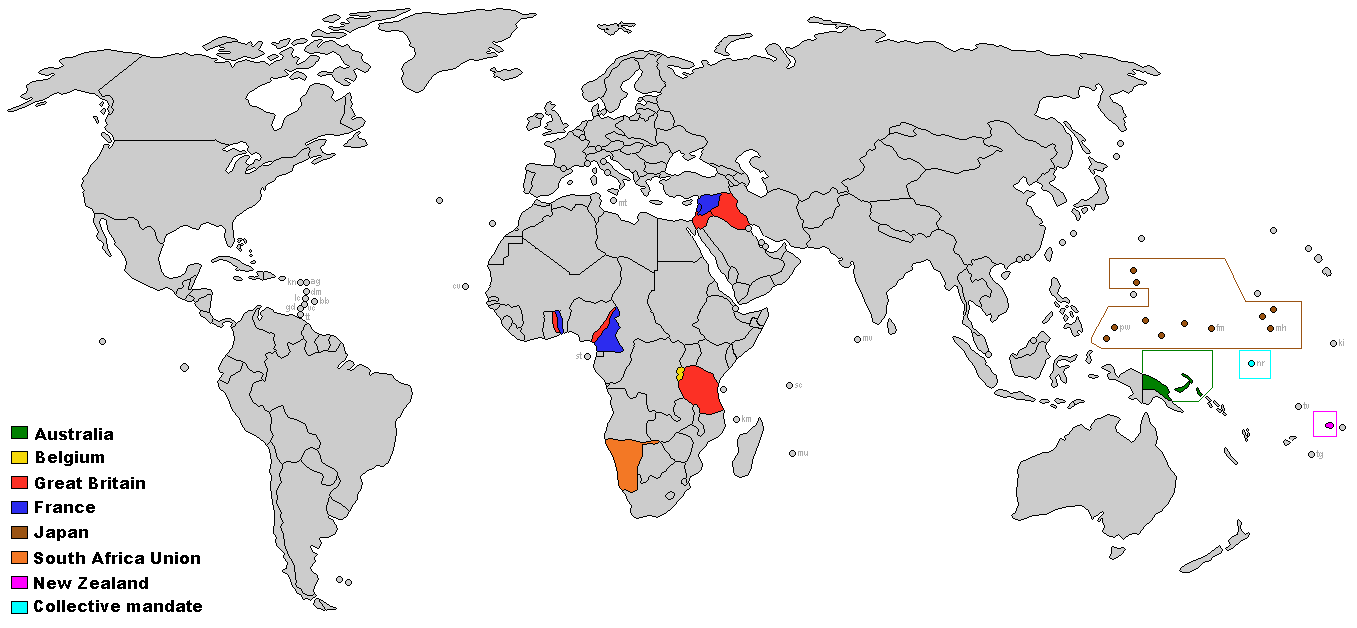
Lãnh thổ ủy trị Hội Quốc Liên được phân chia cho các quốc gia

Lãnh thổ ủy trị Hội Quốc Liên là một hệ thống được thiết lập nhằm giải quyết vấn đề quản lý thuộc địa các quốc gia bại trận. Hệ thống này chủ yếu nhắm vào các thuộc địa trước đây của Đế quốc Đức và Đế quốc Ottoman. Những lãnh thổ này được coi là "chưa thể tự quản lý ngay lập tức", vì vậy cần được giám sát và quản lý bởi Ủy ban Thường trực Ủy trị Hội Quốc Liên.
Việc quản lý các lãnh thổ ủy trị khác với việc quản lý thuộc địa truyền thống hoặc quốc gia bảo hộ. Các quốc gia ủy trị phải chịu trách nhiệm đối với người dân bản địa và Hội Quốc Liên, với các nghĩa vụ chính là thúc đẩy sự phát triển tại địa phương, cho đến khi khu vực đó có thể tự trị độc lập. Quá trình thành lập các lãnh thổ quản chế bao gồm hai giai đoạn:
1. Chính thức thu hồi chủ quyền của quốc gia chủ quyền trước đó.
2. Chuyển quyền ủy trị cho một quốc gia thành viên phe Hiệp ước.

Các quốc gia ủy trị thường là các thành viên phe Hiệp ước, như Anh, Pháp, v.v. Thực tế, các lãnh thổ ủy trị này thường được vận hành như thuộc địa và được coi là chiến lợi phẩm sau chiến tranh. Có 14 lãnh thổ ủy trị Hội Quốc Liên được phân phối cho các quốc gia như Anh, Pháp, Bỉ, New Zealand, Úc và Nhật Bản quản lý. Ngoại trừ Iraq giành được độc lập thành công vào năm 1932, các lãnh thổ ủy trị chỉ có thay đổi sau khi Thế chiến thứ hai kết thúc. Việc phân chia các lãnh thổ ủy trị dựa trên Hòa ước Versailles năm 1919 và Hiệp ước Lausanne năm 1923.

## Vấn đế Nga
Tại Hội nghị Hòa bình Paris, "vấn đề Nga" trở thành một trong những chủ đề phức tạp và nhạy cảm nhất, quanh đó các thành viên tham dự hội nghị đã mất nhiều thời gian mà không đạt được sự đồng thuận. Nga, một quốc gia chịu tổn thất nặng nề trong Thế chiến thứ nhất và từng được coi là một trong những cường quốc chủ chốt của phe Hiệp ước, không có đại diện tại hội nghị. Nguyên nhân là do chính phủ Bolshevik đã ký hiệp định hòa bình riêng với Đức tại Brest-Litovsk vào tháng 3 năm 1918. Các đồng minh, trong nỗ lực hỗ trợ Nga khi nước này bước vào cuộc khủng hoảng cách mạng, đã gửi quân để bảo vệ Mặt trận phía Đông, nhưng họ rơi vào tình thế khó khăn khi Bolshevik nắm quyền và bắt đầu trấn áp cả kẻ thù trong nước và ngoài nước.
Một trong những vấn đề chính tại hội nghị là thiếu thông tin chính xác và đáng tin cậy về tình hình ở Nga. Chính quyền mới bị cô lập, hầu hết các quốc gia đã chấm dứt thương mại với Bolshevik, và rút các nhà ngoại giao và phóng viên. Stockholm là kênh liên lạc đáng tin cậy duy nhất với Nga. Kết quả là, những tin đồn và câu chuyện hoang đường về những gì đang xảy ra ở Nga lan truyền mạnh mẽ ở Paris. Chẳng hạn, chính phủ Anh đã lan truyền tin đồn rằng Bolshevik "quốc hữu hóa phụ nữ" và biến nhà thờ thành nhà chứa. Sự cô lập về thông tin này chỉ làm tăng thêm sự mơ hồ về Nga và tương lai quốc gia này.
Về mặt pháp lý, tình hình cũng rất phức tạp. Một số đồng minh, như Clemenceau, cho rằng chính phủ Bolshevik đã phản bội phe Hiệp ước và các đồng minh không có nghĩa vụ phải công nhận chính phủ này. Pháp, nước chịu tổn thất nặng nề khi Nga rút khỏi chiến tranh, không thấy lý do để ủng hộ Bolshevik, những người đã nhượng lại nhiều lãnh thổ cho Đức. Lloyd George, ngược lại, cho rằng không nên phớt lờ chính quyền mới ở Nga và đề xuất mời đại diện Nga Xô viết tham gia đàm phán, lo ngại rằng có thể lặp lại sai lầm đã xảy ra trong Cách mạng Pháp khi nước Anh ủng hộ tầng lớp quý tộc bị trục xuất đã dẫn đến xung đột kéo dài với nước Pháp cách mạng.
Sự mơ hồ trong việc xử lý vấn đề Nga dẫn đến việc nhiều vấn đề liên quan đến biên giới các quốc gia mới hình thành, chẳng hạn như Phần Lan, Ba Lan và các nước Baltic, không thể được giải quyết dứt điểm. Những quốc gia này nằm gần Nga, và tình trạng các nước này phụ thuộc vào tương lai của Nga — liệu chính quyền Bolshevik có tồn tại hay một hình thức chính phủ khác sẽ thay thế.
Vì vậy, "vấn đề Nga" tại Hội nghị Paris vẫn chưa được giải quyết, tạo ra các cuộc thảo luận "liên hoàn", trong đó một quyết định phụ thuộc vào một quyết định khác, nhưng không quyết định nào có thể được đưa ra dứt khoát khi chưa có sự rõ ràng về số phận của Nga.

### Chủ nghĩa Bolshevik
Tại Hội nghị Paris, "chủ nghĩa Bolshevik" không chỉ là một mối đe dọa về mặt tư tưởng mà còn là một công cụ chính trị quan trọng, ảnh hưởng đến quá trình đàm phán và việc thiết lập trật tự thế giới sau chiến tranh. Nỗi lo sợ về việc lan truyền các tư tưởng cách mạng khắp châu Âu và ra ngoài càng làm gia tăng căng thẳng giữa các nhà lãnh đạo các cường quốc.
Một trong những khía cạnh chính các cuộc thảo luận là nhận thức rằng Cách mạng Nga năm 1917 và việc thành lập chính quyền Bolshevik ở Nga đã tác động mạnh mẽ đến cách nhìn nhận về quá trình hòa bình. Nhiều nhà lãnh đạo như Lloyd George và Wilson lo ngại rằng việc áp đặt các điều kiện hòa bình quá khắt khe đối với Đức có thể đẩy Đức vào con đường Bolshevik, điều này có thể làm mất ổn định toàn bộ châu Âu. Mối lo ngại này đã thấm nhuần vào các cuộc thảo luận về nhiều vấn đề, từ biên giới quốc gia đến chính sách phục hồi sau chiến tranh.
Chủ nghĩa Bolshevik cũng được sử dụng như một lý do để biện minh cho các yêu sách lãnh thổ các quốc gia tham gia hội nghị. Romania yêu cầu sáp nhập Bessarabia, còn Ba Lan đòi Ukraine, với lý do cần phải "ngăn chặn chủ nghĩa Bolshevik" và ngăn chặn sự lan rộng sang phương Tây. Các đại biểu Ý bày tỏ lo ngại rằng nếu không có những nhượng bộ lãnh thổ đáng kể từ phía Hiệp ước, Ý cũng có thể xảy ra một cuộc cách mạng tương tự như ở Nga.
Trong khi nỗi sợ hãi trước chủ nghĩa Bolshevik lan rộng, cách tiếp cận các nhà lãnh đạo phe Hiệp ước đối với vấn đề này lại khác nhau. Winston Churchill nổi bật với lập trường cứng rắn của mình, coi chính quyền Bolshevik dưới thời Lenin là một điều gì đó hoàn toàn mới và cực kỳ nguy hiểm. Ông cho rằng chủ nghĩa Bolshevik là một hình thức độc tài tập trung và có tính kỷ luật cao, đe dọa đến sự ổn định toàn thế giới. Tuy nhiên, Lloyd George cho rằng có thể Churchill có động cơ cá nhân, liên quan đến xuất thân quý tộc và sự phản đối của ông đối với các cuộc đàn áp mà tầng lớp thượng lưu Nga phải chịu.
Các nhà lãnh đạo như Woodrow Wilson và Lloyd George đã cố gắng tìm sự cân bằng giữa việc lên án các phương pháp của Bolshevik và nhận ra rằng các tư tưởng cách mạng xuất phát từ những vấn đề xã hội và kinh tế sâu sắc. Wilson, chẳng hạn, thừa nhận rằng một số tư tưởng Bolshevik là phản ứng đối với sự áp bức từ chủ nghĩa tư bản đối với công nhân, dù ông lên án các biện pháp bạo lực của Bolshevik.
Thủ tướng Pháp Georges Clemenceau là người kiên quyết nhất trong việc từ chối hợp tác với Bolshevik. Ông lo ngại rằng việc mời các đại diện Bolshevik tham gia hội nghị có thể gây ra bất ổn chính trị tại Pháp và đặt chính phủ của ông vào tình thế khó khăn. Sự chia rẽ về quan điểm giữa các nhà lãnh đạo phe Hiệp ước dẫn đến việc vấn đề về chủ nghĩa Bolshevik vẫn chưa được giải quyết, và chiến lược đối phó với Nga Xô Viết không được xác định rõ ràng.

### Hội nghị Chính trị Nga
Hội nghị Chính trị Nga được thành lập tại Paris bởi các chính trị gia lưu vong người Nga, là một nỗ lực các lực lượng chống Bolshevik nhằm phối hợp hành động và đề cử các đại diện chung của Nga tham gia Hội nghị Hòa bình Paris. Hội nghị này bao gồm những người có quan điểm chính trị và tiểu sử rất khác nhau. Trong số những người tham gia có các cựu quan chức cấp cao chế độ Nga hoàng, như Sergey Sazonov, và các nhà cách mạng như Boris Savinkov. Tuy nhiên, hội nghị này đã gặp phải những mâu thuẫn nội bộ và không nhận được sự ủng hộ rộng rãi từ các chính phủ chống Bolshevik chính của Nga — chính phủ Kolchak ở Siberia và quân đội Denikin ở miền nam.
Một trong những nhiệm vụ chính các chính trị gia lưu vong người Nga, bao gồm cả đại sứ Nga tại Paris Vasily Maklakov, là tìm cách để Nga có thể tham gia hội nghị. Tuy nhiên, tình trạng pháp lý các đại diện lực lượng chống Bolshevik của Nga vẫn còn gây nhiều nghi ngờ, vì họ không thể đại diện cho một nước Nga thống nhất và được quốc tế công nhận. Như cựu Thủ tướng chính phủ Nga hoàng Vladimir Kokovtsov đã chỉ ra, sự tham gia này không có cơ sở pháp lý vững chắc, bởi vì vào thời điểm đó, Nga đang trong tình trạng nội chiến và không có một chính phủ thống nhất nào được công nhận bởi cộng đồng quốc tế.
Do đó, mặc dù các đại diện Hội nghị Chính trị Nga lưu vong đã cố gắng tham gia vào hội nghị Paris, họ đã không thể gây ảnh hưởng thực sự. Sự thiếu thống nhất và thiếu hỗ trợ đầy đủ từ các chính phủ chống Bolshevik ở Nga đã làm suy yếu vị thế của họ trên trường quốc tế. Việc không rõ ràng về ai có thể được coi là đại diện hợp pháp của Nga đã dẫn đến việc họ không thể tham gia hội nghị một cách đầy đủ.

### Giải pháp
Vấn đề về cách xử lý chính quyền Bolshevik tại Nga đã gây ra nhiều bất đồng lớn giữa các thành viên tham dự Hội nghị Hòa bình Paris. Vào ngày 16 tháng 1 năm 1919, Thủ tướng Anh David Lloyd George đã trình bày ba lựa chọn khả dĩ trước Hội đồng Tối cao liên quan đến "vấn đề Nga":
1. Tiêu diệt Bolshevik bằng sức mạnh quân sự.
2. Cô lập Nga khỏi thế giới bên ngoài.
3. Mời tất cả các bên, bao gồm cả Bolshevik, tham gia vào các cuộc đàm phán với lực lượng gìn giữ hòa bình.

Lloyd George lưu ý rằng các đồng minh đã thực hiện các bước trong hai phương án đầu tiên nhưng không đạt được thành công. Ông đề xuất lựa chọn thứ ba — cố gắng giải quyết xung đột bằng con đường ngoại giao, bằng cách lắng nghe tất cả các bên, bao gồm cả Bolshevik, với hy vọng thay đổi tình hình ở Nga. Ông so sánh tình huống này với hành động của người La Mã khi họ mời thủ lĩnh các bộ tộc man rợ tham gia đàm phán, nhằm dạy họ cách hành xử theo cách nền văn minh.
Tuy nhiên, mỗi phương án được đề xuất đều vấp phải sự phản đối gay gắt từ các đại biểu khác. Việc can thiệp quân sự bị coi là quá rủi ro và tốn kém, đặc biệt là sau những thiệt hại mà chiến tranh thế giới đã gây ra. Việc cô lập hoàn toàn Nga, theo ý kiến từ nhiều người, gây hại nhiều hơn cho dân thường thay vì các lực lượng chính trị. Trong khi đó, mời Bolshevik đến Paris có thể cho phép họ sử dụng hội nghị để lan truyền tư tưởng cách mạng sang phương Tây, điều mà nhiều nhà lãnh đạo châu Âu không thể chấp nhận.
Tổng thống Mỹ Woodrow Wilson ủng hộ ý tưởng đàm phán của Lloyd George, nhưng các bộ trưởng ngoại giao của Pháp và Ý đã không đưa ra câu trả lời rõ ràng. Bộ trưởng Ngoại giao Pháp Stephen Pichon đề nghị lắng nghe báo cáo của các đại sứ Pháp và Đan Mạch, những người mới trở về từ Nga. Họ đã mô tả về Khủng bố Đỏ, nhưng Lloyd George tỏ ra hoài nghi, cho rằng những mô tả này đã bị thổi phồng.
Cuối cùng, Hội đồng Tối cao không thể đạt được bất kỳ quyết định thống nhất nào liên quan đến Nga. Vấn đề về cách xử lý Bolshevik vẫn chưa được giải quyết, điều này chỉ làm gia tăng sự bất định trong mối quan hệ với chính quyền mới ở Nga và kéo dài tình trạng bất ổn chính trị và quân sự trong khu vực.

### Can thiệp
Phe Hiệp Ước can thiệp thực tế vào cuộc Nội chiến ở Nga mang tính chất mâu thuẫn và thiếu nhất quán. Chính sách các nước đồng minh không có mục tiêu rõ ràng, dao động giữa việc can thiệp và cô lập. Bộ trưởng Chiến tranh Anh, Winston Churchill, cho rằng các đồng minh không tiến hành cuộc chiến toàn diện chống lại Bolshevik, nhưng lại tích cực hỗ trợ kẻ thù của họ - lực lượng Bạch vệ - thông qua cung cấp vũ khí, tài chính và hiện diện quân sự trên lãnh thổ cựu Đế quốc Nga. Tuy nhiên, mặc dù vậy, các đồng minh không dám tuyên chiến với Nga Xô Viết.
Tổng thống Mỹ Woodrow Wilson, dựa trên kinh nghiệm cuộc Cách mạng México, chủ trương không can thiệp, cho rằng Nga nên tự lựa chọn nhà cầm quyền của mình, mặc dù ông hy vọng rằng Bolshevik sẽ bị đánh bại. Ông cũng nhấn mạnh việc duy trì toàn vẹn lãnh thổ đế quốc cũ, ngoại trừ việc thành lập Ba Lan độc lập, nhưng không ủng hộ chủ nghĩa dân tộc Ukraine và sự độc lập các quốc gia vùng Baltic.
Dù vậy, các đồng minh đã tham gia vào cuộc xung đột: đến cuối năm 1918, có hơn 180.000 binh lính Hiệp Ước hiện diện trên lãnh thổ cựu Đế quốc Nga, và quân đội Bạch vệ nhận được sự hỗ trợ. Trong dư luận, bắt đầu xuất hiện những hình ảnh về một "cuộc thập tự chinh chống lại Bolshevik" và khẩu hiệu từ phía cánh tả là "Không can thiệp vào Nga!". Tuy nhiên, các nỗ lực can thiệp quân sự, chẳng hạn như kế hoạch Thống chế Foch sử dụng binh lính từ nhiều quốc gia, bao gồm cả tù binh chiến tranh, để lật đổ Bolshevik, đã thất bại do việc phản đối từ cả các đồng minh và chính các bên tham gia tiềm năng.
Sự không rõ ràng về mục tiêu, tham nhũng và thiếu chiến lược hiệu quả đã dẫn đến việc các đồng minh chuyển sang chính sách "vành đai cách ly" gồm các quốc gia nhỏ nhằm ngăn chặn sự lan rộng chủ nghĩa Bolshevik. Đồng thời, việc hỗ trợ thực tế cho các lực lượng chống Bolshevik là không đáng kể và thường không hiệu quả, mặc dù Bolshevik cố gắng miêu tả đó như một âm mưu toàn cầu chống lại cách mạng.
Can thiệp cũng trở nên phức tạp hơn do những bất đồng nội bộ giữa các đồng minh. Mỹ giữ quân đội của mình ở Siberia để đối phó với các kế hoạch của Nhật Bản, trong khi Pháp tìm cách khôi phục nước Nga như một đối trọng để kiềm chế Đức. Ngược lại, các nhà lãnh đạo Anh lại thích nhìn thấy Nga ở trong tình trạng suy yếu, ngay cả khi nó trở thành một quốc gia cộng sản, điều này được thể hiện qua Huân tước Curzon, người hài lòng khi chính quyền trung ương mất kiểm soát tại vùng Caucasus.

### Hội nghị quần đảo Princes
Ý tưởng tổ chức các cuộc đàm phán tại quần đảo Princes nảy sinh như một giải pháp thỏa hiệp cho vấn đề "Nga" trong thời gian Hội nghị Hòa bình Paris. Vào ngày 21 tháng 1 năm 1919, Woodrow Wilson và David Lloyd George đề xuất tổ chức một cuộc gặp gỡ giữa đại diện các lực lượng chính trị khác nhau của Nga bên ngoài châu Âu, chọn quần đảo Princes gần Constantinople (nay là Istanbul) làm địa điểm tổ chức đàm phán. Kế hoạch này là một nỗ lực nhằm tìm ra giải pháp hòa bình cho cuộc xung đột và có thể đạt được thỏa thuận giữa các lực lượng Bolshevik và chống Bolshevik.
Thư mời tham gia đàm phán đã được gửi qua radio, và mặc dù chính phủ Bolshevik đã phản hồi một cách mơ hồ, nhưng họ không từ chối trực tiếp. Tuy nhiên, vào ngày 16 tháng 2 năm 1919, các lực lượng chống Bolshevik, được các cường quốc phương Tây ủng hộ, chính thức từ chối tham gia đàm phán. Việc từ chối này cho thấy không có khả năng đạt được thỏa hiệp giữa các bên, dẫn đến sự thất bại sáng kiến này.
Mặc dù đã có những nỗ lực tổ chức đàm phán, nhưng cuối cùng chúng không bao giờ diễn ra. Những lý do chính bao gồm sự thiếu tin tưởng giữa các bên, sự khác biệt căn bản trong các mục tiêu chính trị và việc không thể tìm được tiếng nói chung, đặc biệt là trong bối cảnh nội chiến và sự can thiệp tích cực của các đồng minh ủng hộ các lực lượng chống Bolshevik.

### Nhiệm vụ Bullita
Nhiệm vụ Bullitt là một nỗ lực can thiệp ngoại giao của Mỹ vào năm 1919 trong thời gian diễn ra Hội nghị Hòa bình Paris nhằm thiết lập liên lạc và tìm kiếm giải pháp hòa bình cho xung đột giữa phe Đồng Minh và những người Bolshevik. Sứ mệnh này được lãnh đạo bởi nhà ngoại giao Mỹ William Bullitt, người đã nhận nhiệm vụ từ Tổng thống Hoa Kỳ Woodrow Wilson để đến Nga Xô Viết đàm phán với giới lãnh đạo Bolshevik.
Vào tháng 3 năm 1919, Bullitt và đoàn đại biểu của ông đã đến Moskva, nơi họ gặp gỡ với các nhà lãnh đạo Bolshevik, bao gồm Vladimir Lenin và Lev Trotsky. Các nhà lãnh đạo Bolshevik đã bày tỏ sẵn sàng thảo luận về một giải pháp hòa bình với một số điều kiện, bao gồm việc công nhận Nga Xô Viết và chấm dứt sự can thiệp nước ngoài vào các vấn đề nội bộ của họ. Phía Xô Viết cũng đề xuất chấm dứt các hoạt động quân sự trên mọi mặt trận và xem xét khả năng nhượng bộ chính trị.
Bullitt, ấn tượng trước những đề xuất từ phía Bolshevik, đã trở về Paris với báo cáo về sứ mệnh của mình và các đề xuất mà ông cho rằng có thể ổn định tình hình ở Nga và ngăn chặn sự lan rộng chủ nghĩa Bolshevik ở châu Âu.
Tuy nhiên, mặc dù Bullitt đã nỗ lực, các đề xuất của ông không được các nhà lãnh đạo phe Đồng Minh chấp nhận. Pháp và Anh vẫn giữ thái độ thù địch đối với Bolshevik và không tin vào khả năng đạt được thỏa thuận hòa bình. Hơn nữa, áp lực từ các lực lượng chống Bolshevik và các đồng minh phương Tây của họ, cùng với nỗi sợ hãi trước sự lan rộng các ý tưởng cách mạng ở châu Âu, đã góp phần khiến nhiệm vụ không thành công.
Bullitt thất vọng trước phản ứng từ các nhà lãnh đạo và quyết định từ bỏ ngành ngoại giao. Nhiệm vụ của ông được coi là một cơ hội bị bỏ lỡ, khi con đường ngoại giao có thể đã ngăn chặn sự leo thang của cuộc xung đột và thiết lập mối quan hệ ổn định hơn với Nga Xô Viết.

## Vấn đề Balkan

### Vương quốc Nam Tư
Tại Hội nghị Hòa bình Paris, phái đoàn người Serbia, Croatia và Slovenia đại diện cho Vương quốc Serbia, Croatia và Slovenia (KSHS) mới được thành lập, kết quả việc sáp nhập các vùng lãnh thổ cũ của Serbia và miền Nam Áo-Hung. Phái đoàn này bao gồm đại diện nhiều nhóm dân tộc khác nhau như người Serbia, Croatia, Slovenia, Bosnia, Montenegro, cũng như các đại diện đến từ nhiều ngành nghề và quan điểm chính trị khác nhau, bao gồm các giáo sư đại học, nhà ngoại giao, luật sư và các nhà dân tộc chủ nghĩa cấp tiến. Mục tiêu của họ tại Paris là bảo vệ lợi ích nhà nước mới và xác định ranh giới lãnh thổ.

#### Mâu thuẫn trong phái đoàn
Mặc dù phái đoàn thống nhất dưới danh nghĩa một quốc gia mới, nhưng bên trong vẫn tồn tại những bất đồng sâu sắc. Các đại diện từ vùng ven biển Adriatic, đặc biệt là người Croatia và Slovenia, lo ngại về an ninh biên giới với Ý, trong khi người Serbia tập trung hơn vào các vùng lãnh thổ phía đông. Những mâu thuẫn này phản ánh sự khác biệt về ưu tiên và quan điểm, đặc biệt là giữa những người đại diện cho vùng Áo-Hung cũ và những người có liên kết với Serbia.
Đặc biệt, các tranh chấp lãnh thổ rất gay gắt. Lãnh đạo người Serbia, Nikola Pašić, đứng đầu phái đoàn, ủng hộ việc mở rộng lãnh thổ quốc gia về phía đông và phía bắc, trong khi các đại diện của người Croatia và Slovenia muốn củng cố vị thế của mình ở biên giới phía tây, bao gồm cả khu vực Klagenfurt và bờ biển Adriatic. Điều này tạo ra bức tranh phức tạp trong nội bộ phái đoàn, khiến cho việc đạt được một lập trường thống nhất trong đàm phán trở nên khó khăn.

#### Các mối đe dọa bên ngoài và việc công nhận
Ý coi quốc gia mới này là mối đe dọa đối với lợi ích của mình ở Balkan và Adriatic và tích cực cản trở việc công nhận Vương quốc Serbia, Croatia và Slovenia. Những người theo chủ nghĩa dân tộc Ý coi Nam Tư là kẻ thù chính sau khi đế chế Áo-Hung sụp đổ. Mặc dù Anh và Pháp ủng hộ ý tưởng tự quyết, nhưng họ vẫn dè dặt trong việc công nhận Vương quốc Serbia, Croatia và Slovenia, do lo ngại về sự bất ổn tại khu vực Balkan.
Tuy nhiên, Hoa Kỳ đã công nhận quốc gia mới này vào tháng 2 năm 1919, và Anh cùng Pháp đã theo sau vào tháng 6 năm đó. Tuy nhiên, Hiệp ước London năm 1915 giữa các nước phe Hiệp ước và Ý đã cam kết chuyển một phần lãnh thổ người Slovenia và Dalmatia cho Ý, tạo thêm thách thức cho phái đoàn Nam Tư.

#### Tranh chấp về biên giới
Một trong những vấn đề chính được thảo luận tại hội nghị là xác định biên giới quốc gia mới này. Phái đoàn Nam Tư kiên quyết yêu cầu điều chỉnh biên giới với Romania, Hungary và Bulgaria. Trong số những tranh chấp lãnh thổ gay gắt nhất là đòi hỏi đối với thành phố Trieste của Ý, các vùng Bácska và Baranja của Hungary, cũng như các vùng Banat nói tiếng Romania.
Cuối cùng, sau nhiều cuộc thảo luận, một số vùng lãnh thổ tranh chấp đã được chuyển cho Nam Tư, bao gồm Međimurje và Prekmurje, những khu vực chủ yếu có người Croatia và Slovenia sinh sống. Tuy nhiên, các vấn đề về biên giới với Ý, Romania và Hungary vẫn chưa được giải quyết và chỉ được giải quyết sau này.

### Romania

#### Tham dự
Trước khi Hội nghị Hòa bình Paris 1919 khai mạc, tại Romania lan truyền tin đồn rằng chỉ có Bỉ và Serbia sẽ được mời tham dự hội nghị từ các quốc gia nhỏ, điều này đã gây phẫn nộ lớn ở Bucharest. Thủ tướng Romania, Ionel Brătianu, coi thông tin này là một sự xúc phạm và ngay lập tức thực hiện các bước ngoại giao để bày tỏ sự bất bình của mình.
Brătianu, trong cơn giận dữ vì những tin đồn, đã gặp gỡ các đại sứ các nước phe Hiệp ước và đưa ra khiếu nại của mình. Ông tuyên bố rằng:
- Romania luôn là đồng minh trung thành trong phe Hiệp ước, mặc dù điều này bị một số quốc gia nghi ngờ.
- Chỉ trích Serbia vì chỉ tham chiến sau khi bị tấn công quân sự, chứ không phải theo ý chí tự nguyện.
- Đưa ra những tuyên bố không rõ ràng về các đối thủ chính trị của mình, những người đã đến Paris để tham gia đàm phán.
- Cảnh báo các đồng minh rằng họ có thể mất ảnh hưởng ở Romania nếu không xem xét đến lợi ích của nước này.
- Trực tiếp đe dọa rằng Romania có thể "rời khỏi", mặc dù ông không nêu rõ là rời khỏi liên minh hay hội nghị.

Động thái ngoại giao của Brătianu nhằm thu hút sự chú ý các cường quốc lớn về tầm quan trọng việc Romania tham gia vào các cuộc đàm phán sau chiến tranh, đặc biệt trong bối cảnh mối đe dọa ngày càng tăng từ "chủ nghĩa Bolshevik Nga" ở Đông Âu. Các đại sứ đã chuyển tuyên bố Brătianu đến chính phủ của họ, kèm theo cảnh báo về những hậu quả tiềm tàng việc xa lánh Romania.
Tuy nhiên, lo ngại của Brătianu là không có cơ sở, vì thực tế việc tẩy chay Romania chưa bao giờ được đề cập, và các cường quốc lớn đã dự định mời Romania tham dự hội nghị ngay từ đầu. Điều này đã làm cho toàn bộ câu chuyện trở nên hài hước, vì thủ tướng Romania đã phóng đại một mối đe dọa không thực sự tồn tại.

#### Yêu cầu: Transylvania và Bessarabia
Romania đã đưa ra những yêu sách lãnh thổ đầy tham vọng, tập trung vào một số khu vực quan trọng. Dưới sự lãnh đạo của Thủ tướng Ionel Brătianu, phái đoàn Romania yêu cầu nhượng lại Transylvania, Bessarabia và Bukovina, đồng thời tranh giành quyền kiểm soát khu vực Banat.
Phái đoàn Romania kiên quyết yêu cầu sáp nhập Transylvania, một vùng lãnh thổ trước đó thuộc Hungary, vào Romania. Khu vực này có số lượng lớn người dân tộc Romania sinh sống, và các nhà dân tộc chủ nghĩa Romania từ lâu đã khao khát vùng đất này thuộc về đất nước mình. Mặc dù những yêu cầu kiểm soát phần lớn Hungary có thể bị coi là quá mức, trên thực tế không ai có thể chống lại quân đội Romania, Hungary giống như các khu vực khác Đế chế Áo-Hung, đang trong tình trạng khủng hoảng sâu sắc sau chiến tranh và không có đủ lực lượng để bảo vệ lãnh thổ của mình.
Chính phủ Romania cũng muốn chính thức hóa việc chiếm đóng Bessarabia, một khu vực đã bị quân đội Romania kiểm soát. Bessarabia từng thuộc về Đế quốc Nga và có nhiều người dân tộc Romania sinh sống. Vào thời điểm hội nghị diễn ra, Nga đang chìm trong nội chiến và không có khả năng đòi lại lãnh thổ này.
Bukovina, một khu vực khác mà phái đoàn Romania muốn sáp nhập, trước chiến tranh là một phần của Đế chế Áo-Hung. Tương tự như trường hợp Bessarabia, Áo không thể kháng cự trước yêu sách từ Romania do tình trạng yếu kém sau chiến tranh.

#### Banat
Nhiệm vụ khó khăn nhất đối với phái đoàn Romania là yêu sách đối với Banat, một khu vực màu mỡ mà cả Romania và Vương quốc mới thành lập của người Serb, Croatia và Slovenia (sau này là Nam Tư) đều mong muốn. Mặc dù khu vực này chủ yếu là nông nghiệp và không có ngành công nghiệp đáng kể, giá trị chiến lược và kinh tế của nó khiến cả hai quốc gia đều mong muốn sở hữu. Xung đột về Banat là một vấn đề phức tạp tại hội nghị, đòi hỏi sự dàn xếp giữa hai quốc gia.
Thủ tướng Romania Ionel Brătianu khăng khăng yêu cầu toàn bộ vùng Banat thuộc về Romania. Ông dựa trên một số lý lẽ sau:
- Hiệp ước Bucharest bí mật năm 1916 giữa Romania và các nước phe Hiệp ước, trong đó quy định Banat sẽ được trao cho Romania trong trường hợp phe Hiệp ước chiến thắng.
- Mười bốn điểm của Wilson, đặc biệt là nguyên tắc tự quyết dân tộc, theo đó người dân tộc Romania ở Banat nên được thống nhất với các vùng đất Romania khác.
- Dữ liệu dân tộc học và địa lý, cho thấy sự hiện diện đáng kể người Romania trong khu vực.
- Yêu cầu bồi thường sau Chiến tranh Thế giới thứ nhất, khi Romania bị thiệt hại nặng nề và cần đòi lại vùng lãnh thổ như một hình thức đền bù.

Brătianu cũng cố gắng củng cố vị thế của mình bằng cách nhấn mạnh vai trò Romania trong việc chống lại chủ nghĩa Bolshevik, coi đất nước như một tiền đồn quan trọng trong lực lượng chống Bolshevik ở châu Âu. Ông còn đe dọa từ chức nếu các yêu cầu của mình không được đáp ứng, đồng thời cảnh báo rằng việc này có thể dẫn đến việc Romania rơi vào tay lực lượng Bolshevik.
Ngược lại, phái đoàn Nam Tư chỉ yêu cầu phần phía tây vùng Banat. Các đại biểu Nam Tư lập luận rằng ở khu vực này, phần lớn dân cư là người Serb, và người dân nói tiếng Đức và tiếng Hungary có thể sẽ thích trở thành công dân Nam Tư hơn là Romania. Họ đưa ra những lý lẽ tương tự về dân tộc, lịch sử và địa lý, nhấn mạnh rằng việc chia cắt khu vực này sẽ là giải pháp hợp lý nhất.
Thủ tướng Anh Lloyd George và Tổng thống Mỹ Woodrow Wilson tỏ ra sẵn lòng lắng nghe cả hai bên, mặc dù có sự không hài lòng về các cuộc tranh luận kéo dài với phái đoàn các quốc gia nhỏ khác. Wilson bày tỏ mong muốn dựa vào các dữ liệu thực tế khi đưa ra quyết định, điều này đã khiến Balfour hỏi liệu các đại biểu có dữ liệu chính xác về cơ cấu dân tộc khu vực hay không. Các tranh cãi xung quanh vùng Banat đã cho thấy những khó khăn mà phe Hiệp ước gặp phải trong việc giải quyết các vấn đề lãnh thổ dựa trên nguyên tắc tự quyết, và dẫn đến việc hoãn lại quyết định cuối cùng về số phận Banat.
Ngày 1 tháng 2 năm 1919, phái đoàn Romania đã trình danh sách cuối cùng về các yêu sách lãnh thổ của mình. Phe Hiệp ước đã đồng ý để Romania giữ lại Bessarabia và Bukovina, nhưng vấn đề về Transylvania và Banat vẫn cần được thảo luận thêm và bị hoãn lại cho đến khi kết thúc các cuộc đàm phán về hiệp ước hòa bình với Hungary.

#### Ủy ban giải quyết
Vấn đề về tương lai vùng Banat và các vùng lãnh thổ khác ở Nam Âu đã được chuyển giao cho một ủy ban lãnh thổ đặc biệt sau khi Hội đồng Tối cao Hội nghị Hòa bình Paris gặp khó khăn trong việc giải quyết tranh chấp giữa đại diện Romania và Nam Tư. Hội đồng cho rằng các yêu cầu Romania là quá mức và cuộc tranh chấp này đã kéo dài, gây mệt mỏi. Thủ tướng Romania Ionel Brătianu thậm chí đã phàn nàn rằng một số thành viên hội đồng đã ngủ trong lúc ông phát biểu. Để tránh các xung đột thêm, quyết định đã được đưa ra là giao cho một tiểu ban chuyên gia xem xét và tìm ra một "giải pháp công bằng".
Lloyd George đã đề xuất giao vụ việc cho ủy ban, nhấn mạnh rằng sau khi xác định được "sự thật", Hội đồng sẽ dễ dàng đưa ra quyết định cuối cùng. Tổng thống Wilson cũng ủng hộ đề xuất này, đồng thời bổ sung rằng các chuyên gia không nên tiếp cận vấn đề từ góc độ chính trị. Tuy nhiên, ông không làm rõ ý nghĩa "góc độ chính trị", điều này gây ra một số sự không chắc chắn trong quá trình ra quyết định. Clemenceau tỏ ra không mấy quan tâm đến cuộc thảo luận, trong khi Thủ tướng Ý Orlando cố gắng đẩy nhanh việc thiết lập biên giới nhưng không thành công.
Ủy ban về các vấn đề lãnh thổ, ủy ban đầu tiên trong số sáu ủy ban, được giao thẩm quyền xem xét tất cả các đường biên giới tranh chấp ở Nam Tư, ngoại trừ biên giới với Ý, vốn vẫn do Hội đồng Tối cao quản lý theo yêu cầu của Ý. Nhiệm vụ ủy ban là thiết lập các biên giới mới dựa trên thành phần dân tộc dân cư, đồng thời xem xét các yếu tố địa lý, kinh tế và sắc tộc.
Công việc ủy ban rất khó khăn, vì không có định nghĩa rõ ràng về "giải pháp công bằng" là gì. Các vấn đề được đặt ra bao gồm:
- Có nên thiết lập các biên giới có thể dễ dàng bảo vệ trong trường hợp xảy ra xâm lược hay không?
- Có nên xem xét đến mạng lưới đường sắt và các tuyến đường thương mại hiện có khi xác định các biên giới mới không?

Mặc dù các chuyên gia cố gắng xây dựng biên giới dựa trên thành phần dân tộc, lợi ích quốc gia của chính các nước họ thường ảnh hưởng đến các quyết định. Đại diện Ý tích cực ngăn chặn các yêu cầu từ Nam Tư và ám chỉ rằng họ có thể ủng hộ một số điểm nhất định để đổi lấy việc công nhận các yêu sách của Ý ở biển Adriatic. Điều này cho thấy rằng, mặc dù có nỗ lực duy trì tính khách quan, các lợi ích chính trị vẫn đóng vai trò then chốt.
Cuối cùng, ủy ban đã được giao nhiệm vụ giải quyết các vấn đề phức tạp về lãnh thổ trong khu vực, yêu cầu phải tìm ra sự cân bằng giữa lợi ích quốc gia, nguyên tắc công bằng và sự ổn định trong khu vực.

#### Vương hậu Maria
Vương hậu Maria của Romania đã đóng một vai trò quan trọng nhưng gây tranh cãi tại Hội nghị Hòa bình Paris, khi bà vận động hành lang để bảo vệ lợi ích của đất nước mình. Trong thời gian này, quân đội Romania tiến sâu vào lãnh thổ Hungary và Bulgaria, vượt qua các ranh giới đình chiến đã được thiết lập, trong khi chính phủ Romania cáo buộc người Serbia giết hại dân thường tại Banat. Giữa cuộc đấu tranh ngoại giao căng thẳng, phái đoàn Romania đã nhận được sự hỗ trợ từ Vương hậu Maria, người đã đến Paris vào đầu tháng 3 năm 1919.
Với sự cuốn hút và tầm ảnh hưởng của mình, Maria đã tận dụng địa vị hoàng gia để thúc đẩy lợi ích cho Romania, tích cực gặp gỡ các nhà lãnh đạo chính trị hàng đầu lúc bấy giờ. Những bài phát biểu của bà đã gây ấn tượng với nhiều đại biểu tham dự hội nghị, và bà nhanh chóng nhận được sự ủng hộ từ một số nhân vật có ảnh hưởng. Tuy nhiên, Vương hậu không thể chiếm được cảm tình từ Tổng thống Mỹ Woodrow Wilson. Ngay trong cuộc gặp đầu tiên, Maria đã khiến Wilson bối rối khi bà chia sẻ về cuộc sống cá nhân, đặc biệt là chuyện tình cảm, khiến Wilson và những người xung quanh cảm thấy lúng túng và không thoải mái. Sự thẳng thắn và hành vi thiếu phù hợp của bà đã để lại ấn tượng không tốt với nhà lãnh đạo Mỹ. Wilson có lẽ cho rằng Vương hậu đã vi phạm các quy tắc ngoại giao, điều này trở thành trở ngại lớn trong nỗ lực của bà nhằm giành được sự ủng hộ từ Hoa Kỳ cho Romania.
Việc Maria đến muộn trong một buổi tiệc tối với Wilson càng làm tình hình thêm căng thẳng. Bà nói rằng mỗi giây phút chờ đợi buổi tối đó "là một phần của Romania bị mất", ám chỉ rằng thời gian đàm phán bị lãng phí sẽ gây tổn hại cho đất nước của bà. Tuy nhiên, sự kiện này chỉ càng khẳng định rằng Wilson vẫn kiên định với các quyết định của mình liên quan đến các yêu sách lãnh thổ của Romania.

#### Kết quả: Vojvodina và Transylvania
Kết quả Hội nghị Hòa bình Paris năm 1919 đã dẫn đến những thay đổi đáng kể trên bản đồ Đông Âu, bao gồm cả việc chia cắt khu vực Banat giữa Romania và Nam Tư. Vào ngày 18 tháng 3, Ủy ban Romania đã đề xuất giao phần phía tây Banat cho Nam Tư, và phần còn lại thuộc về Romania. Mặc dù Romania đã phản đối, nhưng Hội đồng Tối cao đã phê chuẩn đề xuất này vào ngày 21 tháng 6 năm 1919. Quyết định cũng được đưa ra để giữ lại khu vực xung quanh thành phố Szeged của Hungary cho Hungary, dựa trên các lập luận về dân tộc do các chuyên gia Mỹ đề xuất.
Mặc dù quyết định này đã thiết lập biên giới chính thức, nhưng căng thẳng giữa Nam Tư và Romania vẫn tiếp diễn. Vào mùa thu năm 1919, quân đội Nam Tư từ chối rút khỏi một trong những hòn đảo trên sông Danube, gây ra xung đột. Cuộc xung đột này chỉ được giải quyết hoàn toàn vào năm 1923, khi cả hai quốc gia đồng ý tuân thủ biên giới mới.
Đối với Romania, kết quả hội nghị rất thành công. Quốc gia này đã tăng gấp đôi diện tích và dân số, bao gồm các khu vực Transylvania, Bukovina, Bessarabia và một phần Banat. Tuy nhiên, những thay đổi lãnh thổ này không giải quyết được các vấn đề về dân tộc: Romania vẫn có khoảng 60.000 người Serbia, còn Nam Tư có 74.000 người Romania và gần 400.000 người Hungary, đặc biệt là ở khu vực Vojvodina. Cả hai quốc gia đều thực hiện chính sách đồng hóa, khiến cho tình trạng các dân tộc thiểu số trở nên phức tạp, khi họ bị coi là "người ngoại lai", dù tổ tiên của họ đã sinh sống trên các vùng đất này hàng thế kỷ.

### Bulgaria
Sau Chiến tranh Thế giới thứ nhất, Bulgaria rơi vào tình thế chính trị và lãnh thổ phức tạp. Năm 1915, Bulgaria tham gia chiến tranh về phía phe Liên minh Trung tâm, với hy vọng giành lại những lãnh thổ đã mất sau các cuộc Chiến tranh Balkan. Tuy nhiên, sau thất bại của các đồng minh, Bulgaria trở thành nước đầu tiên trong Liên minh Trung tâm ký thỏa thuận đình chiến với phe Hiệp ước. Điều này dẫn đến Hiệp ước Hòa bình Neuilly, làm giảm đáng kể lãnh thổ Bulgaria.

#### Yêu sách lãnh thổ và quyền tự quyết
Một trong những khía cạnh quan trọng nhất trong các cuộc đàm phán sau chiến tranh là nguyên tắc quyền tự quyết các dân tộc. Bulgaria đã sử dụng nguyên tắc này để biện minh cho các yêu sách lãnh thổ của mình, khẳng định rằng ở một số khu vực nằm ngoài biên giới Bulgaria, phần lớn dân số là người Bulgaria. Điều này liên quan đến vùng Nam Dobruja, Tây Thrace và Macedonia. Tuy nhiên, trên thực tế, nguyên tắc này được áp dụng không đồng đều. Mặc dù người Bulgaria thực sự chiếm đa số ở một số khu vực, nhưng tình trạng của họ ở Macedonia không rõ ràng do thành phần dân tộc hỗn hợp, bao gồm cả những người theo đạo Chính thống và Hồi giáo nói tiếng Bulgaria.
Nỗ lực thỏa hiệp ngoại giao do người Mỹ đề xuất bao gồm việc Romania trả lại cho Bulgaria một phần lãnh thổ đã bị chiếm vào năm 1913, đổi lấy việc nhượng bộ Nam Tư ở Banat. Tuy nhiên, kế hoạch này thất bại do các bên tham gia không muốn thỏa hiệp.

#### Cách phương Tây nhìn nhận Bulgaria
Đến năm 1919, Bulgaria bị nhìn nhận ở Tây Âu không phải là một nạn nhân mà là một đối tác không đáng tin cậy, đã tham gia các cuộc Chiến tranh Balkan và Chiến tranh Thế giới thứ nhất về phía Đức. Các cuộc Chiến tranh Balkan càng làm xấu thêm danh tiếng Bulgaria, và trong mắt các cường quốc phương Tây, Bulgaria trở thành kẻ xâm lược. Tại Bulgaria, sự mất mát lãnh thổ được coi là một thảm họa, và ý tưởng khôi phục toàn vẹn lãnh thổ vẫn là trọng tâm trong chính sách quốc gia.

#### Hòa ước Neuilly
Hiệp ước Hòa bình Neuilly, được ký vào ngày 27 tháng 11 năm 1919, áp đặt cho Bulgaria những nghĩa vụ lãnh thổ và tài chính nghiêm trọng. Theo các điều khoản của hiệp ước, Bulgaria đã mất đi những lãnh thổ đáng kể:
- Nam Dobruja được chuyển giao cho Romania.
- Tây Thrace được chuyển giao cho Hy Lạp, khiến Bulgaria mất đi lối ra biển Aegea.
- Một phần Macedonia vẫn thuộc sự kiểm soát của Nam Tư.

Ngoài ra, Bulgaria còn phải trả một khoản bồi thường lớn và hạn chế lực lượng vũ trang của mình. Những điều kiện này đã được tiếp nhận tại Bulgaria như một thảm họa quốc gia, dẫn đến bất ổn chính trị và gia tăng chủ nghĩa phục thù trong nước.

#### Vai trò của Clemenceau
Đặc biệt đáng chú ý là vai trò Thủ tướng Pháp Georges Clemenceau trong việc ngăn chặn các cuộc xung đột tiếp theo trong khu vực. Khi vào năm 1919, người Serbia và Hy Lạp có kế hoạch phát động chiến tranh chống lại Bulgaria, cáo buộc nước này về các tội ác và cướp bóc, Clemenceau đã phủ quyết những kế hoạch này, ngăn chặn một cuộc chiến tranh mới ở Balkan.
Do đó, Hòa ước Neuilly trở thành biểu tượng cho sự thất bại của Bulgaria trong chiến tranh và những nỗ lực nước này nhằm khôi phục ảnh hưởng đã mất ở Balkan. Việc khôi phục các vùng lãnh thổ và sửa chữa những bất công trong hiệp ước đã trở thành nhiệm vụ quan trọng của các chính trị gia Bulgaria trong giai đoạn giữa hai cuộc chiến tranh.

## Vấn đề Đức và Hòa ước Versailles
Hiệp ước Hòa bình Versailles, được ký vào ngày 28 tháng 6 năm 1919, là một trong những kết quả quan trọng và gây tranh cãi nhất của Hội nghị Hòa bình Paris, kết thúc Chiến tranh Thế giới thứ nhất. Nội dung chính hiệp ước là những điều kiện nghiêm ngặt áp đặt lên Đức, quốc gia được coi là kẻ gây ra chiến tranh chính. Hiệp ước này ảnh hưởng đến hầu hết các khía cạnh nước Đức, bao gồm mất lãnh thổ, giải trừ quân bị, các biện pháp trừng phạt kinh tế và hạn chế quân sự.

### Mất lãnh thổ của Đức
Theo điều kiện Hiệp ước Versailles, Đức mất khoảng 13% lãnh thổ:
- Alsace và Lorraine được trả lại cho Pháp.
- Các vùng lãnh thổ quan trọng ở phía đông được chuyển giao cho nhà nước Ba Lan mới thành lập, bao gồm Poznań, một phần Thượng Silesia và Tây Phổ. Điều này đảm bảo cho Ba Lan có lối ra biển Baltic qua "Hành lang Ba Lan", chia cắt Đức khỏi tỉnh phía đông là Đông Phổ.
- Thành phố Danzig (nay là Gdańsk) được tuyên bố là thành phố tự do dưới sự kiểm soát của Hội Quốc Liên.
- Vùng Saar được đặt dưới sự quản lý Hội Quốc Liên trong 15 năm, sau đó sẽ diễn ra cuộc trưng cầu dân ý.
- Memel (Klaipėda) được trao cho Lithuania.

### Giới hạn quân sự
Đức phải cam kết giải trừ quân bị và giảm quân số xuống còn 100.000 người. Những hạn chế được áp đặt đối với sản xuất và sở hữu vũ khí hạng nặng, bao gồm xe tăng, máy bay và tàu ngầm. Bộ Tổng tham mưu Đức cũng bị giải thể. Các biện pháp này nhằm ngăn chặn khả năng Đức gây ra chiến tranh một lần nữa.

### Bồi thường chiến tranh và trừng phạt kinh tế
Một trong những điều khoản gây đau đớn nhất đối với Đức là việc phải trả bồi thường chiến tranh cho thiệt hại do cuộc chiến gây ra. Số tiền bồi thường được xác định vào năm 1921 là 132 tỷ mark vàng. Điều này tạo ra gánh nặng tài chính lớn đối với nền kinh tế Đức và gây ra sự bất mãn sâu sắc trong dân chúng. Ngoài ra, Đức mất hết các thuộc địa của mình, những vùng này được chia cho các nước chiến thắng.

### Thừa nhận trách nhiệm
Một trong những điều khoản gây tranh cãi nhất của hiệp ước là Điều khoản 231, hay còn gọi là "điều khoản về trách nhiệm chiến tranh". Theo đó, Đức thừa nhận mình là bên duy nhất gây ra Chiến tranh Thế giới thứ nhất. Điều này đã gây ra sự phẫn nộ lớn trong dân chúng và chính trị gia Đức, vì họ coi đây là sự xúc phạm và bất công.

### Hậu quả đối với Đức và tác động quốc tế
Hiệp ước Versailles gây ra sự bất mãn sâu sắc ở Đức và trở thành một trong những nguyên nhân dẫn đến sự bất ổn chính trị trong Cộng hòa Weimar. Nhiều người dân Đức coi các điều khoản hiệp ước là sự sỉ nhục và trừng phạt không công bằng. Tâm lý dân tộc chủ nghĩa và trả thù dần dần gia tăng, dẫn đến sự trỗi dậy của Adolf Hitler và Đảng Quốc xã.
Nhiều nhà phê bình, bao gồm nhà kinh tế học Anh John Maynard Keynes, cho rằng Hiệp ước Versailles quá khắc nghiệt và không công bằng đối với Đức. Họ cho rằng các điều khoản như vậy không những không giúp khôi phục hòa bình, mà còn tạo ra nền tảng cho xung đột trong tương lai. Cuối cùng, Hiệp ước Versailles không ngăn chặn được cuộc chiến mới, mà ngược lại, trở thành một trong những nguyên nhân của Chiến tranh Thế giới thứ hai bùng nổ vào năm 1939.

## Vấn đề Áo-Hung
Đế quốc Áo-Hung, một trong những đế quốc lớn và đa quốc gia nhất châu Âu, đã sụp đổ vào cuối chiến tranh, và Hòa ước Saint-Germain đã chính thức hóa sự tan rã đó. Các quốc gia độc lập mới đã ra đời sau khi đế quốc tan rã: Áo, Hungary, Tiệp Khắc và Nam Tư. Các vùng lãnh thổ với dân cư chủ yếu là người Ý, Séc, Slovenia và Croatia đã được trao cho các quốc gia mới hoặc mở rộng tương ứng.

### Áo
Hòa ước Saint-Germain, được ký kết vào ngày 10 tháng 9 năm 1919 tại vùng ngoại ô Paris là Saint-Germain-en-Laye, hòa ước này thiết lập biên giới chính trị và lãnh thổ mới cho Áo, đồng thời xác định vị thế của quốc gia này như một quốc gia độc lập và nhỏ bé.
Áo bị mất nhiều phần lãnh thổ:
- Tiệp Khắc nhận được Bohemia, Moravia và Silesia Séc, làm mất đi các khu vực công nghiệp quan trọng đế quốc cũ.
- Ý nhận Nam Tyrol và Trieste, bao gồm các vùng lãnh thổ có người nói tiếng Đức chiếm đa số.
- Nam Tư (Vương quốc người Serb, Croat và Slovene) nhận Slovenia, Dalmatia và Croatia.
- Ba Lan nhận Galicia, trong khi phần phía tây khu vực này được trao cho Ukraine.

Những thay đổi lãnh thổ này dựa trên nguyên tắc tự quyết dân tộc, nhưng không thể thỏa mãn tất cả các dân tộc trong đế quốc cũ. Đặc biệt, ở Áo, đã xuất hiện cảm giác bị sỉ nhục quốc gia.
Tương tự như Hiệp ước Versailles đối với Đức, Áo bị buộc phải giảm đáng kể lực lượng vũ trang xuống còn 30.000 binh sĩ. Quân đội hoàng gia bị giải tán, và việc sản xuất vũ khí bị hạn chế nghiêm ngặt. Hiệp ước Saint-Germain yêu cầu Áo bồi thường thiệt hại cho các quốc gia chiến thắng và chuyển giao một số tài sản làm bồi thường. Mất đi các lãnh thổ có khu vực kinh tế trọng điểm như Bohemia đã dẫn đến sự suy giảm mạnh mẽ cơ sở công nghiệp của Áo.
Hiệp ước bao gồm lệnh cấm trực tiếp về việc sáp nhập Áo vào Đức (Anschluss). Nhiều người Áo hy vọng liên minh với Đức sẽ là giải pháp cho các vấn đề kinh tế và chính trị, nhưng bước đi này bị các đồng minh cấm đoán nghiêm ngặt để ngăn chặn sự lớn mạnh của Đức trong tương lai.

#### Hệ quả chính trị
Áo đã chuyển từ một đế quốc hùng mạnh thành một quốc gia nhỏ bé, chủ yếu là nông nghiệp, không có nhiều đòn bẩy kinh tế và chính trị. Mất đi các vùng lãnh thổ rộng lớn và các trung tâm công nghiệp đã gây ra khủng hoảng về bản sắc, và trong nước đã nổi lên những tư tưởng đòi phục thù. Hiệp ước Saint-Germain cũng xác lập Áo là một nước cộng hòa, đánh dấu sự chấm dứt triều đại Habsburg, vốn đã cai trị đất nước từ thế kỷ 13.
Giống như Hiệp ước Versailles, Hiệp ước Saint-Germain bị nhiều người Áo coi là sự sỉ nhục và trừng phạt bất công. Những cảm xúc quốc gia dựa trên khao khát phục thù và sự bất mãn với kết quả chiến tranh sau đó đã đóng vai trò quan trọng trong việc ủng hộ ý tưởng sáp nhập với Đức vào năm 1938, một trong những nguyên nhân dẫn đến Chiến tranh Thế giới thứ hai.

### Hungary
Sau sự tan rã của Đế quốc Áo-Hung, Hungary tuyên bố độc lập và thành lập nền cộng hòa vào tháng 11 năm 1918. Bá tước Mihály Károlyi đứng đầu chính phủ dân chủ mới và ký thỏa thuận đình chiến với phe Hiệp ước vào ngày 13 tháng 11 năm 1918. Tuy nhiên, tình hình nước cộng hòa non trẻ rất bất ổn: khối kinh tế bị phong tỏa và áp lực từ các nước láng giềng như Romania, Tiệp Khắc và Nam Tư đã gây nhiều khó khăn.
Vào mùa xuân năm 1919, một cuộc cách mạng xảy ra ở Hungary, và Cộng hòa Xô viết Hungary được thành lập, với nỗ lực khôi phục lãnh thổ đã mất. Tuy nhiên, các nước đồng minh tiếp tục phong tỏa và vũ trang cho Romania và Tiệp Khắc, dẫn đến sự thất bại Hồng quân Hungary và chính quyền Xô viết sụp đổ.
Hiệp ước Hòa bình Trianon, ký ngày 4 tháng 6 năm 1920, đã chấm dứt Chiến tranh Thế giới thứ nhất đối với Hungary, một trong những quốc gia kế tục của Đế quốc Áo-Hung. Đây là một trong những hiệp ước nặng nề nhất đối với Hungary về tổn thất lãnh thổ và chính trị.
Theo Hiệp ước Trianon, Hungary mất hai phần ba lãnh thổ trước chiến tranh và hơn 60% dân số:
- Transylvania và phần phía đông Banat được nhượng cho Romania.
- Slovakia và Zakarpattia gia nhập Tiệp Khắc.
- Croatia, Bačka và phần phía tây Banat thuộc về Nam Tư.
- Burgenland được chuyển giao cho Áo (một phần của lãnh thổ này, bao gồm cả Sopron, được trả lại cho Hungary sau cuộc trưng cầu dân ý năm 1921).

Những thay đổi này đã làm thay đổi hoàn toàn địa lý và nhân khẩu học Hungary, làm mất đi các vùng lãnh thổ chiến lược và giảm vai trò Hungary trong khu vực. Hungary cũng mất quyền kiểm soát cảng Fiume (Rijeka).

#### Hạn chế quân sự và chính trị
Quân đội Hungary bị giới hạn chỉ còn 35.000 binh sĩ, không được phép sử dụng vũ khí hạng nặng, máy bay hay xe tăng. Với việc mất lối ra biển, Hungary cũng phải giải tán hải quân của mình. Hungary phải công nhận nền độc lập Tiệp Khắc, Nam Tư và Romania, cũng như công nhận các lãnh thổ từng thuộc về Đế quốc Nga. Đồng thời buộc phải trả tiền bồi thường và công nhận hủy bỏ Hòa ước Brest-Litovsk.
Hiệp ước Trianon đã gây ra một cuộc khủng hoảng chính trị sâu sắc ở Hungary. Đất nước không chỉ mất lãnh thổ mà còn mất một số lượng lớn người Hungary sống trên lãnh thổ các quốc gia khác. Điều này tạo ra cảm giác đòi phục thù mạnh mẽ và thúc đẩy các ý tưởng sửa đổi biên giới, điều này sẽ đóng vai trò quan trọng trong chính trị Hungary trong thời kỳ giữa hai cuộc chiến.
Hiệp ước cũng đặt nền móng cho việc thành lập liên minh chống Hungary, Tiểu Hiệp ước (Little Entente), bao gồm Tiệp Khắc, Romania và Nam Tư, với mục tiêu kiềm chế những tham vọng phục thù của Hungary và ngăn chặn sự phục hưng chế độ quân chủ Habsburg.

## Mùa xuân 1919

### Nhật Bản

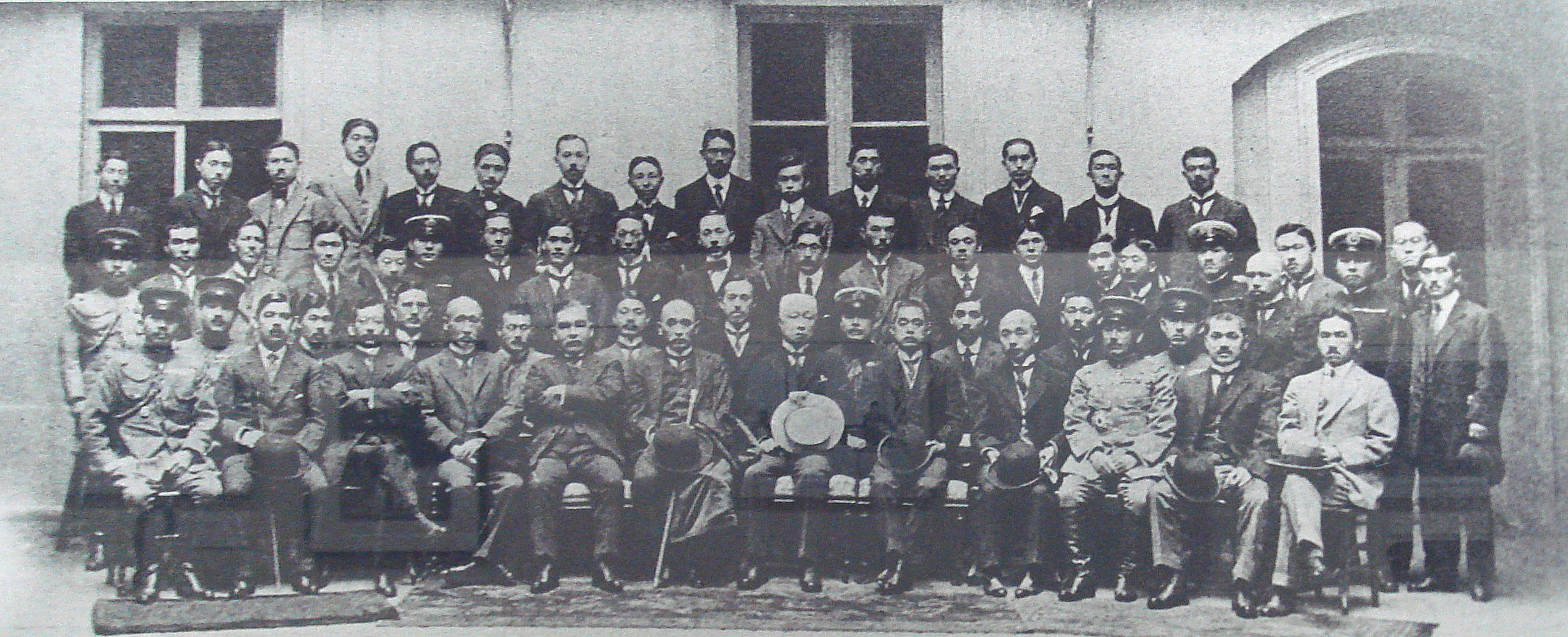
Phái đoàn Nhật Bản tại hội nghị

Vào mùa xuân năm 1919, Nhật Bản đã tham gia Hội nghị Hòa bình Paris, cử một phái đoàn lớn do Hầu tước Saionji Kinmochi, cựu Thủ tướng Nhật Bản, dẫn đầu. Tuy nhiên, vai trò của ông chủ yếu mang tính biểu tượng vì sức khỏe yếu, và người lãnh đạo thực sự phái đoàn là Nam tước Makino Nobuaki, cựu Bộ trưởng Ngoại giao.
Ban đầu, Nhật Bản được coi là một phần "Ngũ Cường" (nhóm năm cường quốc lớn) tham gia vào việc ra các quyết định quan trọng tại hội nghị, cùng với Hoa Kỳ, Anh, Pháp và Ý. Tuy nhiên, Nhật Bản dần rút khỏi vai trò này do không quan tâm nhiều đến các vấn đề ở châu Âu, mà tập trung vào hai yêu cầu chính. Thứ nhất là đưa vào Công ước Hội Quốc Liên một điều khoản về bình đẳng chủng tộc, và thứ hai là yêu cầu về lãnh thổ đối với các thuộc địa cũ của Đức: tỉnh Sơn Đông ở Trung Quốc (bao gồm cả Giao Châu) và các đảo Thái Bình Dương ở phía bắc xích đạo (quần đảo Marshall, Micronesia, quần đảo Mariana và quần đảo Caroline).
Tuy nhiên, phái đoàn Nhật Bản không hài lòng với kết quả hội nghị, vì Nhật Bản chỉ nhận được một phần nhỏ các quyền lợi mà Đức từng sở hữu. Cuối cùng, điều này dẫn đến việc Nhật Bản rời khỏi hội nghị, bày tỏ sự bất mãn của mình.

#### Bình đẳng chủng tộc
Đề xuất về bình đẳng chủng tộc, do Nhật Bản đưa ra tại Hội nghị Hòa bình Paris năm 1919, đã trở thành một dấu mốc quan trọng trong nỗ lực của nước này nhằm đạt được sự công nhận bình đẳng cho tất cả các chủng tộc trên trường quốc tế. Vào ngày 13 tháng 2, phái đoàn Nhật Bản đã đề xuất đưa vào Công ước Hội Quốc Liên một sửa đổi cho Điều 21, nhằm xác nhận sự bình đẳng cho tất cả công dân các quốc gia thành viên, bất kể chủng tộc hay quốc tịch.
Nội dung đề xuất nhấn mạnh rằng "Các Bên Ký kết Thỏa thuận cam kết sớm nhất có thể đảm bảo cho tất cả công dân nước ngoài của các quốc gia thành viên Hội Quốc Liên sự đối xử bình đẳng và công bằng trong mọi khía cạnh, không phân biệt trong luật pháp hay thực tế, dựa trên chủng tộc hoặc quốc tịch".
Tuy nhiên, đề xuất này đã gặp phải sự phản đối từ phía Anh và Úc. Anh lo ngại về ảnh hưởng đối với các thuộc địa của mình và mối quan hệ trong đế quốc của họ, trong khi Úc thúc đẩy chính sách "Nước Úc Trắng", nhằm hạn chế nhập cư người không phải da trắng. Tổng thống Hoa Kỳ Woodrow Wilson, người chủ trì hội nghị, cũng rất thận trọng, bởi ông biết rằng ở Mỹ đang tồn tại sự phản đối mạnh mẽ đối với người nhập cư châu Á ở miền Tây và các mâu thuẫn chủng tộc ở miền Nam.
Vào ngày 11 tháng 4 năm 1919, đề xuất về bình đẳng chủng tộc đã nhận được đa số phiếu, nhưng Wilson nhấn mạnh rằng việc thông qua cần có sự đồng thuận hoàn toàn. Do sự phản đối của Anh và Úc, đề xuất đã bị bác bỏ.
Thất bại đề xuất này trở thành một yếu tố quan trọng trong việc thay đổi định hướng chính sách đối ngoại Nhật Bản. Công chúng Nhật Bản coi việc từ chối này là một sự sỉ nhục và dấu hiệu cho thấy phương Tây chưa sẵn sàng công nhận sự bình đẳng các quốc gia châu Á. Thất bại này đã là chất xúc tác cho sự gia tăng chủ nghĩa dân tộc và quân phiệt ở Nhật Bản, cuối cùng dẫn đến một chính sách đối ngoại hung hăng hơn trong những thập kỷ sau đó.

#### Đòi hỏi lãnh thổ
Các yêu sách lãnh thổ Nhật Bản tại Hội nghị Hòa bình Paris liên quan đến cả tỉnh Sơn Đông Trung Quốc và các thuộc địa cũ của Đức ở Thái Bình Dương phía bắc xích đạo. Những yêu sách này đã gây ra căng thẳng đáng kể với Trung Quốc và trở thành một trong những yếu tố chính dẫn đến sự xấu đi trong quan hệ giữa hai nước.
Năm 1914, khi Chiến tranh Thế giới thứ nhất bùng nổ, Nhật Bản đã chiếm đóng tỉnh Sơn Đông, trước đây được Đức kiểm soát từ năm 1897. Ngoài ra, Nhật Bản cũng chiếm các đảo thuộc Đức ở Thái Bình Dương, nằm phía bắc xích đạo (quần đảo Marshall, Micronesia, quần đảo Mariana và quần đảo Caroline). Năm 1917, Nhật Bản ký một loạt thỏa thuận bí mật với Anh, Pháp và Ý, đảm bảo quyền sáp nhập những vùng lãnh thổ này sau khi chiến tranh kết thúc. Đổi lại, Nhật Bản hỗ trợ Anh trong việc sáp nhập các đảo phía nam xích đạo.
Mặc dù phái đoàn Mỹ đứng về phía Trung Quốc, Điều 156 của Hiệp ước Versailles đã trao các đặc quyền của Đức tại Sơn Đông (bao gồm cả vịnh Giao Châu) cho Nhật Bản, thay vì trả lại cho Trung Quốc. Quyết định này gây ra sự phẫn nộ mạnh mẽ từ phía Trung Quốc. Trưởng đoàn Trung Quốc, Lục Trưng Tường, đã yêu cầu bổ sung điều khoản trong hiệp ước để khôi phục chủ quyền Trung Quốc đối với Sơn Đông, nhưng đề xuất này đã bị từ chối. Kết quả là, phái đoàn Trung Quốc từ chối ký Hiệp ước Versailles.
Quyết định này đã châm ngòi cho làn sóng biểu tình ở Trung Quốc, dẫn đến các cuộc biểu tình lớn được biết đến với tên gọi Phong trào Ngày 4 tháng 5 năm 1919. Những cuộc biểu tình này trở thành biểu tượng cho sự kháng cự của Trung Quốc đối với sự can thiệp và chủ nghĩa thực dân nước ngoài. Đối với các thuộc địa cũ của Đức ở Thái Bình Dương, chúng đã được trao cho Nhật Bản dưới dạng lãnh thổ ủy trị Hội Quốc Liên và được Nhật Bản quản lý như các lãnh thổ ủy trị loại "C".

### Trung Quốc
Phái đoàn Trung Quốc tại Hội nghị Hòa bình Paris năm 1919 đã gặp nhiều khó khăn trong việc bảo vệ lợi ích của mình. Phái đoàn do Lục Trưng Tường dẫn đầu, với các phó là Cố Duy Quân và Tào Như Lâm. Người Trung Quốc kiên quyết yêu cầu trả lại các nhượng địa mà Đức đã chiếm được ở tỉnh Sơn Đông về dưới quyền chủ quyền Trung Quốc. Cố Duy Quân cũng yêu cầu chấm dứt các hành động đế quốc như quyền ngoại giao, bảo vệ ngoại giao và việc thuê đất của các quốc gia nước ngoài tại Trung Quốc.
Mặc dù nhận được sự ủng hộ từ phía Hoa Kỳ và dựa trên nguyên tắc tự quyết dân tộc, các cường quốc phương Tây đã từ chối đáp ứng các yêu cầu Trung Quốc. Kết quả là, theo Điều 156 Hiệp ước Versailles, các nhượng địa trước đây của Đức ở Sơn Đông đã được chuyển giao cho Nhật Bản, điều này đã gây ra cú sốc chính trị lớn đối với Trung Quốc.
Quyết định này gây ra sự phẫn nộ trên toàn Trung Quốc, đặc biệt là trong giới sinh viên và trí thức, dẫn đến sự khởi đầu của Phong trào Ngày 4 tháng 5 năm 1919. Các cuộc biểu tình này thể hiện sự bất mãn của các tầng lớp xã hội Trung Quốc đối với những điều khoản bất công của Hiệp ước Versailles và sự can thiệp nước ngoài vào công việc nội bộ đất nước. Cuối cùng, chính phủ Trung Quốc đã từ chối ký vào hiệp ước, trở thành quốc gia duy nhất không đặt bút ký vào văn kiện này tại buổi lễ ký kết.

### Triều Tiên
Vấn đề độc lập Triều Tiên là một trong những vấn đề quan trọng nhưng ít được chú ý tại Hội nghị Hòa bình Paris năm 1919. Hiệp hội dân tộc Triều Tiên ban đầu đã cố gắng cử một phái đoàn ba người đến Paris, nhưng nỗ lực này không thành công. Cuối cùng, một phái đoàn người Triều Tiên, bao gồm các đại diện của kiều bào Triều Tiên ở Trung Quốc và Hawaii, đã đến Paris. Trong số họ có Kim Kyu Sik, đại diện của Chính phủ lâm thời Triều Tiên tại Thượng Hải.
Người Trung Quốc, những người đang đối đầu với Nhật Bản, đã ủng hộ các đại biểu Triều Tiên, coi đây là cơ hội để đặt Nhật Bản vào thế khó khăn trên trường quốc tế. Một số lãnh đạo Trung Quốc, bao gồm Tôn Trung Sơn, thậm chí đã bày tỏ quan điểm với các nhà ngoại giao Mỹ, cho rằng hội nghị nên xem xét vấn đề độc lập Triều Tiên. Tuy nhiên, do các vấn đề của riêng mình với Nhật Bản, Trung Quốc không thể cung cấp sự hỗ trợ đáng kể cho phong trào độc lập Triều Tiên.
Ngoài Trung Quốc, không quốc gia nào coi những yêu cầu Triều Tiên là nghiêm túc tại hội nghị, vì Triều Tiên lúc đó đã nằm dưới sự kiểm soát thuộc địa Nhật Bản. Nhật Bản đã chiếm đóng Triều Tiên vào năm 1910 và biến nơi đây thành thuộc địa của mình. Trong bối cảnh chính trị hậu chiến, hội nghị không chú ý đúng mức đến vấn đề độc lập Triều Tiên, điều này đã làm cho các nhà quốc gia Triều Tiên mất hy vọng vào sự ủng hộ quốc tế cho cuộc chiến của họ.
Sự thiếu khả năng của phái đoàn Triều Tiên trong việc nhận được sự ủng hộ tại Hội nghị Paris đã trở thành một cú sốc lớn đối với phong trào độc lập Triều Tiên, và cuối cùng, vấn đề này vẫn chưa được giải quyết. Điều này dẫn đến việc các nhà quốc gia Triều Tiên tiếp tục nỗ lực đấu tranh cho sự giải phóng Triều Tiên mà không có sự giúp đỡ đáng kể từ bên ngoài.

## Trung Đông và Địa Trung Hải

### Hy Lạp

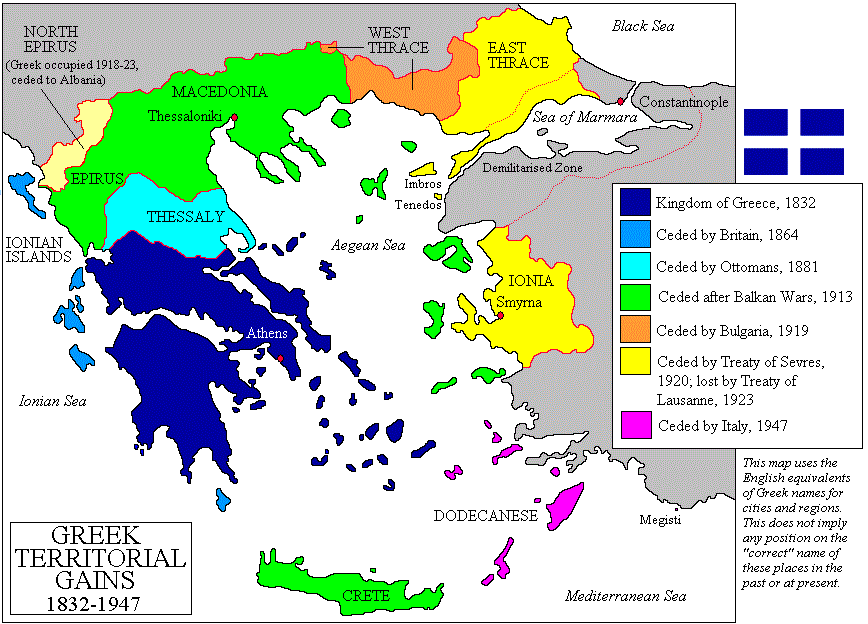
Lãnh thổ Hy Lạp trong giai đoạn 1832-1947

Thủ tướng Hy Lạp Eleftherios Venizelos là một nhân vật quan trọng tại Hội nghị Hòa bình Paris năm 1919, đại diện cho lợi ích Hy Lạp và thúc đẩy ý tưởng mở rộng lãnh thổ Hy Lạp trong bối cảnh Đế quốc Ottoman tan rã và Bulgaria thất bại trong Thế chiến thứ nhất. Venizelos được các nhà lãnh đạo quốc tế kính trọng, và Tổng thống Hoa Kỳ Woodrow Wilson đánh giá ông là một trong những đại biểu có năng lực nhất tại hội nghị.
Venizelos đã đề xuất mở rộng lãnh thổ Hy Lạp theo khái niệm "Ý tưởng Megali" - giấc mơ khôi phục Đại Hy Lạp, bao gồm tất cả các lãnh thổ có dân số Hy Lạp đáng kể. Những yêu sách lãnh thổ của ông bao gồm:
- Thrace, trước đây thuộc Bulgaria;
- Tiểu Á, đặc biệt là các khu vực phía tây Anatolia với trung tâm là Smyrna (Izmir), vốn thuộc quyền kiểm soát của Đế quốc Ottoman;
- Bắc Epirus (nay là miền nam Albania);
- Các đảo Imvros và Tenedos.

Ngoài ra, Venizelos đã đạt được thỏa thuận với Ý (thỏa thuận Venizelos-Tittoni), theo đó Hy Lạp được trao quyền kiểm soát quần đảo Dodecanese, ngoại trừ đảo Rhodes, vẫn thuộc quyền kiểm soát của Ý. Ông cũng đề xuất thành lập một nhà nước chung Pontic-Armenia cho người Hy Lạp Pontic, tuy nhiên điều này không được thực hiện.
Venizelos là người ủng hộ mạnh mẽ các ý tưởng của Wilson, đặc biệt là "Mười bốn điểm", trong đó tuyên bố các nguyên tắc về quyền tự quyết các dân tộc, và ông cũng là người ủng hộ tích cực Hội Quốc Liên, coi đó là cơ hội để Hy Lạp củng cố vị thế quốc tế. Những ý tưởng mở rộng lãnh thổ của ông đã nhận được sự đồng tình một phần tại hội nghị, dẫn đến việc lãnh thổ Hy Lạp tạm thời được mở rộng, nhưng các sự kiện sau đó, bao gồm cuộc chiến Hy Lạp-Thổ Nhĩ Kỳ, đã thay đổi đáng kể tình hình.

### Đế quốc Ottoman-Thổ Nhĩ Kỳ

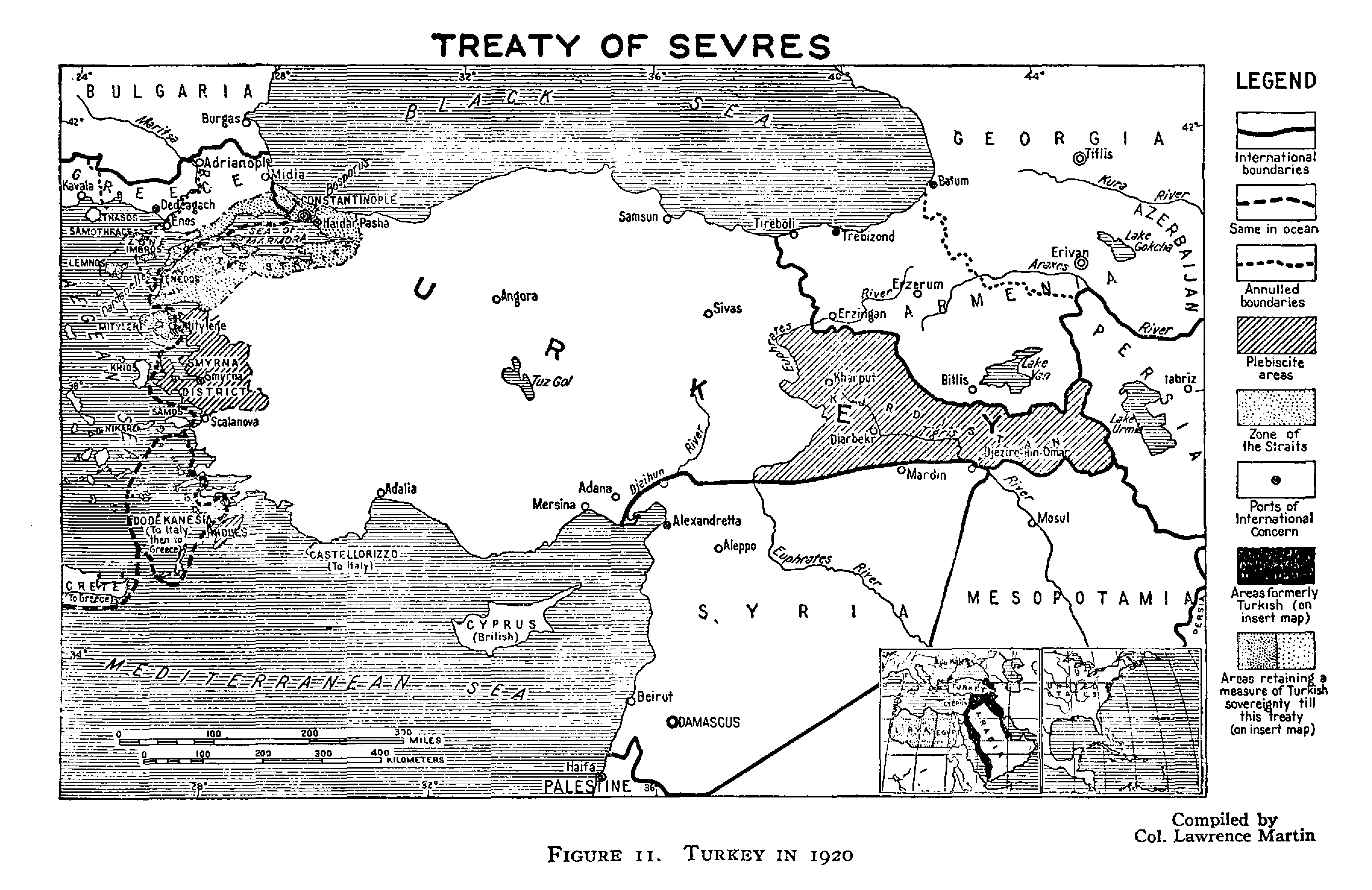
Đề xuất phân chia Thổ Nhĩ Kỳ theo Hiệp ước Sèvres.

Sự sụp đổ Đế quốc Ottoman và phân chia lãnh thổ là một trong những vấn đề trung tâm được thảo luận tại Hội nghị Hòa bình Paris năm 1919. Kết quả của các cuộc đàm phán này là Hiệp ước Hòa bình Sèvres năm 1920, chính thức xác nhận sự tan rã Đế quốc Ottoman và làm suy giảm đáng kể lãnh thổ Thổ Nhĩ Kỳ, tạo ra những thực tế địa chính trị mới ở Trung Đông.
Hiệp ước Sèvres là kết quả của nhiều năm đàm phán giữa các nước thuộc phe Hiệp ước và chính quyền còn lại Đế quốc Ottoman sau thất bại trong Thế chiến thứ nhất.
Phân chia lãnh thổ, Đế quốc Ottoman mất những vùng lãnh thổ sau:
- Tiểu Á và Đông Thrace: Những vùng lãnh thổ rộng lớn Đế quốc Ottoman ở Balkan và Tiểu Á được trao cho các quốc gia khác. Hy Lạp nhận quyền kiểm soát Smyrna (Izmir) và khu vực xung quanh, cũng như Đông Thrace.
- Kurdistan và Armenia: Dự kiến thành lập một nhà nước độc lập Kurdistan ở phía đông Anatolia và công nhận Armenia độc lập, bao gồm các phần lãnh thổ Thổ Nhĩ Kỳ ngày nay.
- Các lãnh thổ Ả Rập: Tất cả các vùng đất Ả Rập thuộc Đế quốc Ottoman, bao gồm Palestine, Lebanon, Syria, Iraq và Hijaz, bị tước quyền và trở thành các vùng ủy trị Hội Quốc Liên dưới sự quản lý của Anh và Pháp.

Các eo biển Bosphorus và Dardanelles, chiến lược quan trọng, được đưa ra khỏi sự kiểm soát của Thổ Nhĩ Kỳ và đặt dưới quyền kiểm soát quốc tế. Quân đội Thổ Nhĩ Kỳ bị hạn chế đáng kể về số lượng và vũ khí. Thổ Nhĩ Kỳ phải bồi thường cho các nước thuộc khối Hiệp ước và mất quyền kiểm soát tài nguyên tài chính của mình. Sự độc lập về kinh tế Thổ Nhĩ Kỳ bị hạn chế.
Tuy nhiên, Hiệp ước Sèvres chưa bao giờ được thực hiện đầy đủ. Người dân Thổ Nhĩ Kỳ và quân đội dưới sự lãnh đạo của Mustafa Kemal (sau này được gọi là Atatürk) không công nhận tính hợp pháp của nó. Chiến tranh giành độc lập Thổ Nhĩ Kỳ (1919–1923) bắt đầu, trong đó Kemal huy động lực lượng để chống lại các kẻ thù nước ngoài, đặc biệt là quân Hy Lạp ở Tiểu Á.
Kết quả các nhà dân tộc chủ nghĩa Thổ Nhĩ Kỳ giành chiến thắng và việc ký kết Hiệp ước Hòa bình Lausanne năm 1923 đã hủy bỏ Hiệp ước Sèvres. Thổ Nhĩ Kỳ khôi phục một phần lớn lãnh thổ của mình ở Tiểu Á và Đông Thrace, đồng thời khôi phục toàn quyền kiểm soát các eo biển. Hiệp ước Lausanne đã thiết lập biên giới mới của Thổ Nhĩ Kỳ, tương đối trùng khớp với biên giới hiện nay.
Hiệp ước Sèvres trở thành biểu tượng sự thất bại của các cường quốc phương Tây trong việc kiểm soát di sản Ottoman và hoàn tất việc "phân chia" đế chế cũ. Đối với Thổ Nhĩ Kỳ, hiệp ước này là biểu tượng sự nhục nhã dân tộc, điều này đã kích thích sự trỗi dậy chủ nghĩa dân tộc Thổ Nhĩ Kỳ và dẫn đến việc thành lập Cộng hòa Thổ Nhĩ Kỳ dưới sự lãnh đạo của Mustafa Kemal.

### Palestine

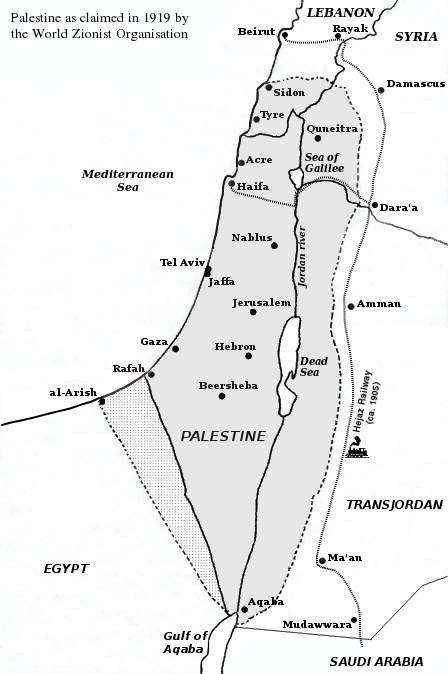
Biên giới Nhà nước Do Thái được trình bày tại hội nghị

Tại Hội nghị Hòa bình Paris năm 1919, vấn đề Palestine đã trở thành tâm điểm trong bối cảnh hệ thống ủy trị quốc tế mới, thay thế cho sự cai trị thuộc địa trực tiếp. Sau sự tan rã Đế chế Ottoman, các tỉnh Ả Rập trước đây, bao gồm Palestine, được phân chia để chuyển giao quyền quản lý cho Hội Quốc Liên, nhưng trên thực tế lại bị kiểm soát bởi các cường quốc. Trong trường hợp này, Palestine đã rơi vào sự ủy trị thuộc Anh.
Ngày 3 tháng 2 năm 1919, Tổ chức Phục quốc Do Thái Thế giới, dưới sự lãnh đạo của Chaim Weizmann, đã trình bày những đề xuất về tương lai Palestine tại hội nghị. Những điểm chính tuyên bố này bao gồm:
1. Công nhận quyền lịch sử dân tộc Do Thái đối với Palestine và quyền tái lập nơi cư trú quốc gia Do Thái tại đó.
2. Ranh giới Palestine nên bao gồm các vùng lãnh thổ từ sông Litani ở phía bắc (ở Lebanon) đến thành phố Al-Arish ở phía nam (thuộc Ai Cập), bao trùm một khu vực rộng lớn để thành lập quê hương quốc gia người Do Thái.
3. Chủ quyền Palestine nên được chuyển giao cho Hội Quốc Liên, nhưng quyền quản lý đất nước phải được giao cho Anh với tư cách là nước ủy trị.
4. Các điều kiện ủy trị — tất cả các điều kiện chung áp dụng cho các vùng lãnh thổ khác dưới sự ủy trị Hội Quốc Liên nên được điều chỉnh cho phù hợp với Palestine.
5. Các điều kiện bổ sung:

- Thúc đẩy nhập cư người Do Thái và định cư chặt chẽ trên đất đai.
- Bảo vệ quyền dân cư không phải là người Do Thái tại Palestine.
- Tự quản địa phương, tự do tôn giáo và không phân biệt đối xử dựa trên tôn giáo hoặc chủng tộc.
- Kiểm soát các Thánh địa.

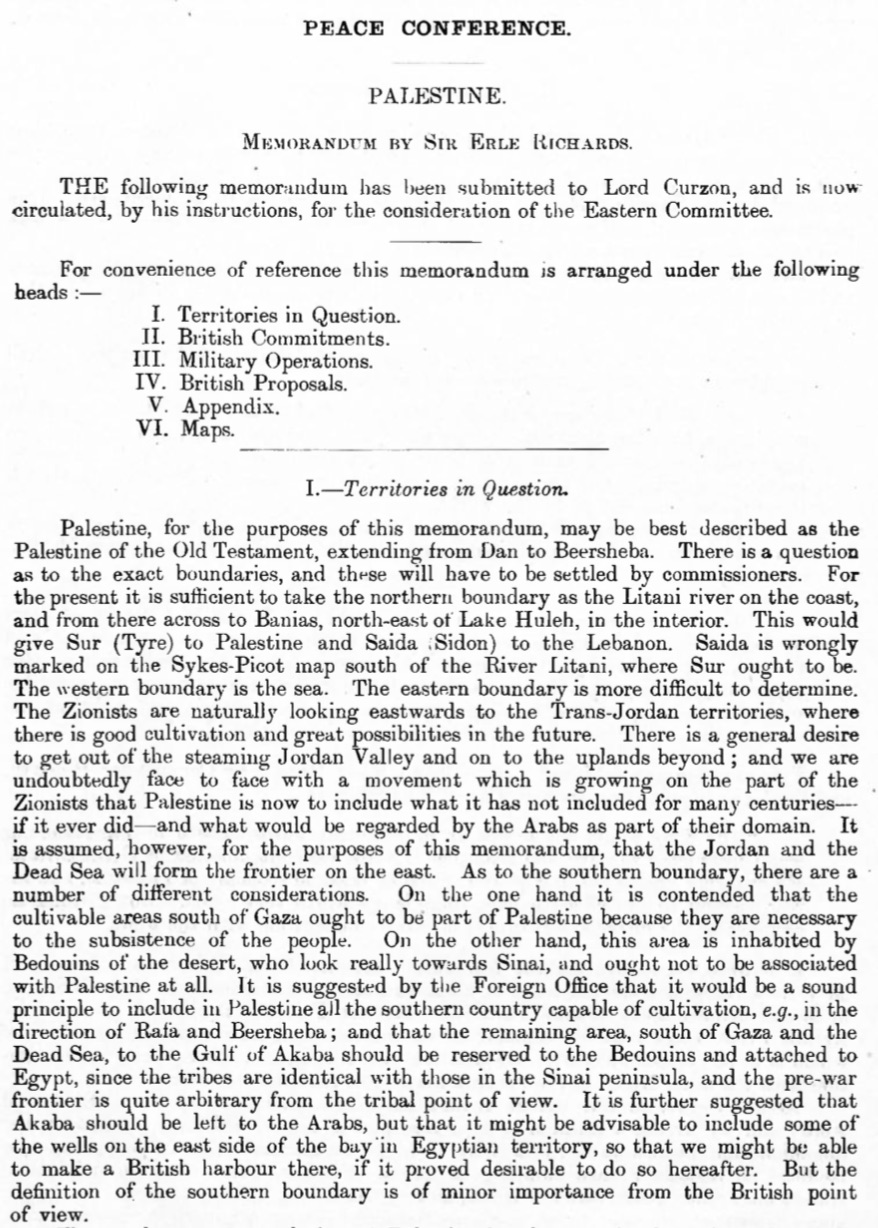
Bản ghi nhớ của Anh về Palestine được thực hiện trước hội nghị

Phong trào Phục quốc Do Thái dựa vào sự hỗ trợ từ Tuyên bố Balfour năm 1917, trong đó chính phủ Anh bày tỏ sự ủng hộ việc thành lập một "nơi cư trú quốc gia cho người Do Thái" tại Palestine. Trong tuyên bố phong trào Phục quốc Do Thái tại Hội nghị Paris, họ lập luận rằng quyền lịch sử người Do Thái đối với Palestine đã được người Anh công nhận.

#### Chế độ ủy trị Palestine
Tuy nhiên, bất chấp những đề xuất đầy tham vọng này, các điều khoản cuối cùng liên quan đến Palestine đã bị hạn chế. Quyền ủy trị Anh đối với Palestine chính thức được Hội Quốc Liên thông qua vào năm 1922. Điều 7 quyền ủy trị chỉ bao gồm một phiên bản đơn giản hóa các điều kiện được phong trào Phục quốc Do Thái đề xuất, trao cho người Do Thái quyền nhận quốc tịch Palestine. Người Anh cam kết tạo điều kiện cho nhập cư người Do Thái và hỗ trợ việc thành lập một nơi cư trú quốc gia người Do Thái, nhưng không hoàn toàn theo đề xuất phong trào Phục quốc Do Thái.
Lời mở đầu quyền ủy trị Anh, bao gồm Tuyên bố Balfour, đã công nhận "mối liên hệ lịch sử dân tộc Do Thái với Palestine" và sự cần thiết phải thành lập một quê hương quốc gia. Tuy nhiên, thực tế chính trị và căng thẳng giữa cộng đồng Do Thái và Ả Rập trong khu vực đã dẫn đến các cuộc xung đột kéo dài, gia tăng trong những thập kỷ tiếp theo, khi vấn đề về tương lai Palestine và quyền tự quyết người dân trở thành một chủ đề trọng tâm trong chính trị thế giới.
Do đó, tại Hội nghị Paris, các nền tảng hệ thống ủy trị đã được đặt ra và sự ủng hộ cho yêu sách người Do Thái đã được thể hiện, nhưng các vấn đề thực tế trong khu vực vẫn chưa được giải quyết.

## Vấn đề độc lập
Tại Hội nghị Hòa bình Paris, một trong những nguyên tắc quan trọng được Tổng thống Mỹ Woodrow Wilson đưa ra trong bản 14 điểm của ông là quyền tự quyết của các dân tộc. Nguyên tắc này đã thắp lên hy vọng cho các nước thuộc địa và không chủ quyền rằng họ sẽ có quyền tự do và tự quyết định tương lai chính trị của mình. Trong khi đấy các cường quốc châu Âu chỉ chú trọng đến việc tái phân chia các thuộc địa, nhiều quốc gia và vùng lãnh thổ thuộc địa bắt đầu yêu cầu quyền tự quyết và độc lập. Phong trào dân tộc chủ nghĩa nổi lên mạnh mẽ, đặc biệt là ở châu Á và châu Phi. Tuy nhiên, các yêu cầu này chủ yếu bị phớt lờ tại hội nghị.

### Việt Nam

Nguyễn Ái Quốc, người gửi tới hội nghị "Bản Yêu sách của nhân dân An Nam

Vào thời điểm diễn ra Hội nghị Hòa bình Paris năm 1919, Việt Nam đang là thuộc địa của Pháp và phải chịu nhiều chính sách cai trị hà khắc. Cuộc sống người dân bị áp bức bởi chế độ thuộc địa, thiếu tự do, và sự bất bình đẳng giữa người Việt và người Pháp. Các phong trào yêu nước và đòi độc lập ở Việt Nam đã phát triển mạnh mẽ dưới nhiều hình thức, từ các cuộc khởi nghĩa vũ trang cho đến các phong trào đòi cải cách ôn hòa.
Nguyễn Ái Quốc (Hồ Chí Minh), khi đó đang sống tại Pháp, đã tìm cách tiếp cận các cường quốc thế giới để thúc đẩy yêu cầu quyền tự do và bình đẳng cho dân tộc Việt Nam. Ông nhận thấy rằng Hội nghị Hòa bình Paris, với mục tiêu tái định hình trật tự thế giới sau Thế chiến thứ nhất, là cơ hội để đưa vấn đề Việt Nam ra trước quốc tế.
Nguyễn Ái Quốc, đại diện cho phong trào yêu nước Việt Nam, đã soạn thảo một bản tài liệu có tên "Bản Yêu sách của nhân dân An Nam", đã gửi tới hội nghị, yêu cầu các quyền tự do dân chủ cơ bản cho người Việt dưới ách thống trị của Pháp.
Bản yêu sách của Nguyễn Ái Quốc đã được gửi đến hội nghị và các đại biểu tham dự, nhưng không nhận được sự chú ý hay phản hồi từ các cường quốc. Chính quyền Pháp và các nước Đồng minh đã phớt lờ những yêu cầu về quyền tự quyết và độc lập các dân tộc thuộc địa, bao gồm cả Việt Nam. Hội nghị Paris chủ yếu tập trung vào việc tái phân chia thuộc địa của các nước bại trận, và quyền tự quyết mà Tổng thống Mỹ Woodrow Wilson đề cập trong "Mười bốn điểm" của ông chỉ được áp dụng cho các quốc gia châu Âu.

### Ấn Độ
Việc Anh từ chối trao cho Ấn Độ quyền tự quyết tại Hội nghị Paris đã tạo ra sự thất vọng sâu sắc trong phong trào đấu tranh người Ấn Độ. Điều này dẫn đến những cuộc phản kháng mạnh mẽ hơn, nổi bật là Phong trào bất hợp tác (Non-Cooperation Movement) do Mahatma Gandhi lãnh đạo vào những năm 1920. Phong trào này kêu gọi người dân Ấn Độ tẩy chay hàng hóa Anh, từ chối hợp tác với chính quyền thuộc địa và tiến hành các cuộc biểu tình ôn hòa trên quy mô toàn quốc.
Ngoài ra, sự kiện Thảm sát Jallianwala Bagh vào ngày 13 tháng 4 năm 1919, trong đó quân đội Anh giết hại hàng trăm người biểu tình Ấn Độ ở Amritsar, đã làm bùng nổ sự phẫn nộ khắp Ấn Độ. Đây cũng là một trong những yếu tố thúc đẩy cuộc đấu tranh giành độc lập diễn ra mạnh mẽ hơn.

### Ai Cập
Ngay sau khi Thế chiến thứ nhất kết thúc, Saad Zaghlul và các lãnh đạo Đảng Wafd đã yêu cầu được tham gia Hội nghị Paris với tư cách là đại diện chính thức của Ai Cập để trình bày yêu cầu độc lập và quyền tự quyết cho quốc gia này. Tuy nhiên, các quan chức Anh không chỉ từ chối yêu cầu đó mà còn bắt giữ và lưu đày Zaghlul cùng các lãnh đạo khác Đảng Wafd ra đảo Malta vào tháng 3 năm 1919.
Sự bắt giữ và lưu đày Saad Zaghlul đã kích động Cuộc cách mạng Ai Cập năm 1919, một loạt các cuộc biểu tình và đình công lớn, lan rộng khắp cả nước. Người dân Ai Cập thuộc nhiều tầng lớp khác nhau, bao gồm công nhân, nông dân, trí thức, và học sinh, đã nổi dậy yêu cầu chấm dứt ách thống trị của Anh và đòi quyền độc lập cho quốc gia.
Phong trào biểu tình đã trở nên mạnh mẽ đến mức người Anh buộc phải lắng nghe và tìm cách xoa dịu tình hình. Cuộc cách mạng này đã gây áp lực lớn lên Anh và dẫn đến việc phái một ủy ban điều tra do Huân tước Milner đứng đầu để xem xét vấn đề Ai Cập.
Tại Hội nghị Paris, các lãnh đạo Anh đã tập trung vào việc bảo vệ lợi ích của họ tại Trung Đông, đặc biệt là duy trì sự kiểm soát đối với kênh đào Suez. Ai Cập, mặc dù đã có nhiều nỗ lực đòi quyền tự do, nhưng vẫn là một phần quan trọng trong chiến lược của Anh tại khu vực này. Do đó, Anh quyết tâm giữ Ai Cập dưới sự bảo hộ và không cho phép quốc gia này có bất kỳ tiếng nói nào tại hội nghị.

### Ukraina
Phái đoàn Cộng hòa Nhân dân Ukraina, dưới sự lãnh đạo của Mykhailo Hrushevsky và Volodymyr Vynnychenko, đã đến Paris với hy vọng được công nhận quyền độc lập và chủ quyền quốc gia mình. Phái đoàn Ukraina tìm cách thuyết phục các nước thắng trận, đặc biệt là các cường quốc như Mỹ, Anh và Pháp, rằng Ukraine xứng đáng được công nhận như một quốc gia độc lập tách biệt khỏi Nga.
Mặc dù đã cố gắng vận động mạnh mẽ, phái đoàn Ukraine không đạt được mục tiêu quan trọng là sự công nhận quốc tế. Các cường quốc phương Tây, đặc biệt là Pháp và Anh, lo ngại về sự bất ổn ở Đông Âu và ưu tiên giữ mối quan hệ với một Nga thống nhất hơn là ủng hộ sự phân chia thêm lãnh thổ từ Nga. Thêm vào đó, sự thành lập Nga Xô và cuộc xâm lược Hồng quân vào Ukraine càng làm phức tạp thêm tình hình, khiến các quốc gia phương Tây ít quan tâm đến việc ủng hộ độc lập cho Ukraine.
Trong khi Tổng thống Hoa Kỳ Woodrow Wilson đã tuyên bố nguyên tắc quyền tự quyết cho các dân tộc, sự hỗ trợ của ông cho Ukraine vẫn rất hạn chế. Các cường quốc tại hội nghị dường như quan tâm nhiều hơn đến việc ổn định Nga và ngăn chặn sự bành trướng Bolshevik hơn là hỗ trợ cho một Ukraine độc lập và không ổn định.

## Các vấn đề khác

### Phụ nữ

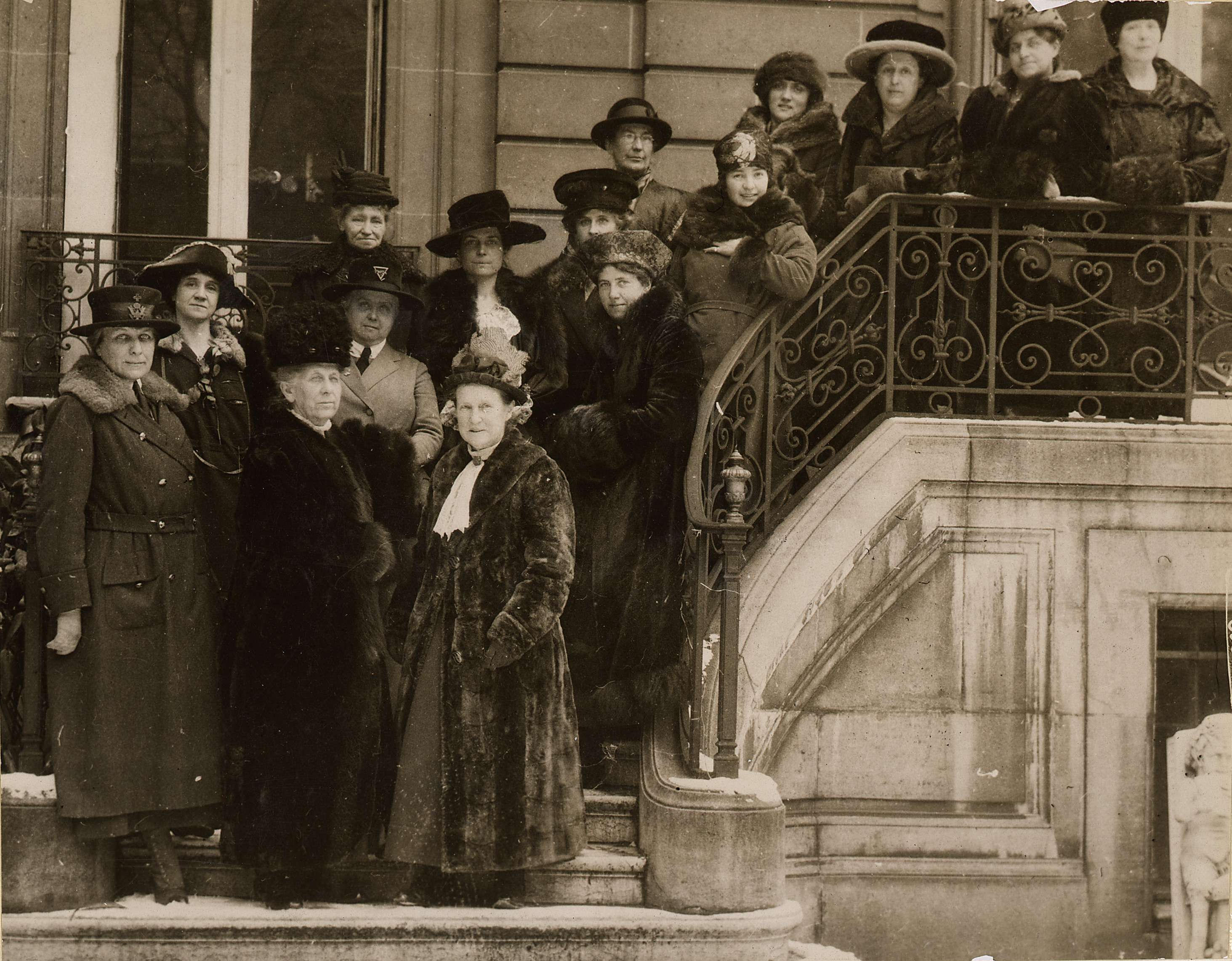
Các đại biểu tham dự Hội nghị Phụ nữ Liên minh Quốc tế

Hội nghị Phụ nữ Liên minh Quốc tế năm 1919 là một dấu mốc quan trọng trong cuộc đấu tranh cho quyền phụ nữ, đặc biệt trong bối cảnh đàm phán hòa bình sau Thế chiến thứ nhất. Mặc dù bị từ chối đại diện chính thức tại Hội nghị Hòa bình Paris, dưới sự lãnh đạo của Marguerite de Witt-Schlumberger, chủ tịch Liên minh Phụ nữ Pháp vì Quyền Bầu cử, hội nghị đã thúc đẩy việc đưa các quyền xã hội, kinh tế và chính trị cơ bản của phụ nữ vào khuôn khổ hòa bình. Hội nghị Phụ nữ Liên minh Quốc tế đã vận động các nhân vật quan trọng như Tổng thống Hoa Kỳ Woodrow Wilson và các đại biểu khác, kêu gọi sự tham gia của phụ nữ trong việc ra quyết định quốc tế.
Những nỗ lực của họ đã được đền đáp khi họ được lắng nghe tại các Ủy ban về Pháp luật Lao động Quốc tế và Ủy ban Hội Quốc Liên tại Hội nghị Paris. Một thành tựu quan trọng là việc đưa Điều 7 vào Hiến chương Hội Quốc Liên, tuyên bố rằng tất cả các vị trí trong hoặc liên quan đến Hội đều diễn ra bình đẳng cho cả nam và nữ. Đây là một bước tiến đột phá hướng tới bình đẳng giới trong các tổ chức quốc tế, đưa quyền phụ nữ lên tầm quan trọng toàn cầu trong trật tự thế giới mới sau chiến tranh.

### Đại hội Toàn Phi
Đại hội Toàn Phi đầu tiên, tổ chức năm 1919 và được sự ủng hộ các nhà trí thức và nhà hoạt động người Mỹ gốc Phi W.E.B. Du Bois, đã cố gắng tác động đến kết quả Hội nghị Hòa bình Paris. Một trong những mục tiêu chính Đại hội là kêu gọi quyền tự quyết và quản trị công bằng tại châu Phi, đặc biệt đối với các thuộc địa cũ của Đức. Họ đã thất bại trong việc thỉnh cầu Hội nghị Paris đặt các thuộc địa này dưới sự kiểm soát của một tổ chức quốc tế, thay vì để chúng bị phân chia cho các cường quốc thực dân khác. Lời kêu gọi này phản ánh mong muốn rộng lớn hơn về quyền tự trị châu Phi và sự từ chối việc tiếp tục duy trì chế độ thực dân châu Âu.(tr16)
Mặc dù thỉnh nguyện không thành công, Đại hội Toàn Phi là một bước quan trọng ban đầu trong phong trào toàn cầu về độc lập và quyền dân sự cho châu Phi, góp phần nâng cao nhận thức về tình cảnh người dân châu Phi và cộng đồng người châu Phi lưu vong dưới chế độ thực dân. Sự lãnh đạo của Du Bois trong Đại hội đã đặt nền móng cho các phong trào Toàn Phi sau này và đóng góp vào quá trình phi thực dân hóa châu Phi vào giữa thế kỷ 20.

## Kết quả hội nghị
Kết quả chính thức
Hội nghị Paris đã chuẩn bị các hiệp ước hòa bình với:
- Đức - Hòa ước Versailles (1919),
- Áo - Hiệp ước Saint-Germain (1919),
- Bulgaria - Hiệp ước Neuilly (1919),
- Hungary - Hiệp ước Trianon (1920) và
- Đế quốc Ottoman - Hiệp ước Sèvres (1920), do Đế quốc Ottoman sụp đổ nên năm 1923 một số điểm được thay thế bằng Hiệp ước Lausanne.

Hiến chương Hội Quốc Liên đã được thông qua tại hội nghị. Các hiệp ước được chuẩn bị sẵn, cùng với các hiệp định được thông qua tại Hội nghị Washington (1921-1922), đã đặt nền móng cho hệ thống quan hệ quốc tế Versailles-Washington.